# Tîrnova, Dondușeni
Tîrnova este satul de reședință al comunei cu același nume  din raionul Dondușeni, Republica Moldova, situată la 10 km de centrul raional și 176 km de capitala țării. Tîrnova este amplasat pe segmentul de cale ferată Bălți – Ocnița, dispune de stație feroviară.

## Etimologie
Numele satului provine de la cuvântul târn - „smoc de mărăcini sau nuiele” + sufixul slav -ova (-ова). Substantivul târn este de origine bulgară - трьнъ (trĭnŭ) care derivă din limba proto-slavică (*tьrnъ) având sensul de „ghimpe”, „spin”. Probabil că rădăcina protoslavică a evoluat din proto-indo-europeanul *tr̥nós ((s)tern- „tulpină, vreg, rigid” +‎ sufixul *-nós).

## Toponime
Satul Vechi - este partea de pe malul drept al râpii ce începe din centrul actual al satului și-l străbate până la "Valea lui Banu". Ultima e un hârtop de stânga, din care a început satul și în ea au rămas doar beciuri și urme de case. Apoi gârla continuă spre Râul Cubolta, cu numele de "Valea Satului". Toată fâșia, care este satul vechi și care s-a extins spre izvoarele gârlei, era lată în sus, doar până la drumul peste care începeau ariile de pe "dealul lui Habutshan". Altfelzis, drumul de la marginea de altadată a satului sunt str-le actuale: str. Livezilor, mai jos de care e "Mahalaua Chetrarilor" str. Al. Donici, sub care e "Mahalaua Cebotarilor" ; iarăși str. Livezilor și str. I. Neculce, în drept cu "Mahalaua Ispravnicilor" apoi, str-le Miorița și V. Alecsandri - "Mahalaua Bodorinilor", cu care se termina satul, la podul de piatră. Acestea sunt despărțite de odăi mici și vâlcele, iar numele lor s-a dat după cele mai mari vițe de neam ce au populat satul vechi. 
Satul Nou - este amplasat pe malul celălalt (stâng) al râpii ce pornește de la Podul de Piatră și este Valea Satului. Aici a fost populată mai întâi "Mahalaua Ucraineancă" sau Voloșanca, ce este în partea de jos a satului, într-o vâlcică(str. Fântânilor și str. D. Cantemir). Apoi, mai sus, ceva mai târziu (răscrucea sec. XVIII-XIX) apare și "Mahalaua Boierească"(str-le, S. Lazo și C. Negruzzi, jumatatea de sus). Aceasta, lărgindu-se de la conac spre spitalul de zemstvă și gară, a devenit, încă pe la înc. sec. XX, centrul satului.
Valea Satului - gârlă ce începe din sat și sfârșește în Râul Cubolta, la Mîndîc. Drumul vechi ce intra în sat, dinspre răsărit, era pe malul drept al văii. Aici, la marginea satului, lângă fântâna din capul străzii Livezilor, în anii 1960, pe când se instalau pilonii de electricitate, s-au descoperit bani și podoabe turcești. Acest lucru nu a fost făcut cunoscut arheologilor, sătenii luând pe ascuns cele găsite. Tot în această parte a văii, și anume într-un hârtop mic din afara satului, este obștescul „Mormânt evreiesc” din 1941. 
Valea lui Mihalache (denumită după un moșier din timpul Regatului Românei) este un afluent de stânga al Văii Satului. Aici, în partea superioară se află „Iazul lui Mihalache”, unde moșierul a sădit pe mal mai mulți copaci, plantație care nu s-a tăiat. Pe iezătură trecea drumul ce lega prescurtat Conacul lui Andrei Pommer (din Țaul) cu Conacul lui Manolache Negruzzi. Tot în această vale, pe malul drept, aproape de gura ei (în drept cu barajul ultimului iaz), era Cimitirul Cailor. În fundul văii, anume în păduricea pinilor, era vechea fabrică de vinuri, din care au rămas temeliile de beton. 
Valea Deleului este un afluent de stânga al Râului Răut; începe între Tîrnova și Dealul lui Donduc-han (Movila Turcului) și sfârșește în pământul satului Scăieni. Pe hotarul satelor învecinate s-a făcut barajul iazului de La Plan, care este în această vale. La coada iazului, pe malul stâng al văii Deleului, la locul zis și ,,Valea Cailor", au fost îngropați mai mulți cai slabi ce, pur și simplu au fost împușcați când colhozul avea destule tractoare. Grajdul ce era mai sub sat, la sud de fabrica avicolă, a fost făcut fermă de vite, mai slujind încă o vreme până locul a devenit arabil.
Valea lui Albu (cum e numită mai mult în Scăieni), începe dintre Dealul Aerodromului și Dealul Fața Răutului (aproape de Tîrnova) și, la doar 1.5 km sfârșește Valea Deleului. Pe malul drept al ei, pe locul drumului spre Scăieni, era drumul poștal, cu alee și, de felul celor „hurducătoare”. Acesta, venind dinspre Cernoleuca, pe la Rediul Mare, se termina la Tîrnova, pe „Dealul lui Habutshan”, unde erau trei mori de vânt. 
Mai la sud de aceasta, pe malul stâng al Răutului, până la podul drumului spre Frasin e pământul de La Chetrării.
Valea Răutului e destul de scurtă și coboară de sub dealul „Fața Răutului”, care este colina dintre izvoarele văii lui Albu și hârtopul „Odaia”.
Hârtopul Odaia e împreunat într-un iaz mic, din două hârtoape mici, ce sunt la poalele de sud ale Dealului Aerodromului. La est acestea, alte două, ce se împreunează într-un iaz (din perioada sovietică) sunt numite de bătrâni cu toponimul „Hârtoapele”. Pe muchia lor e calea ferată iar în cel de sub cazarmă (construcție a căii ferate), pe marginea căruia era vechiul drum spre Briceva este cea mai largă fântână de la Tîrnova.
Panorame adiacente localității

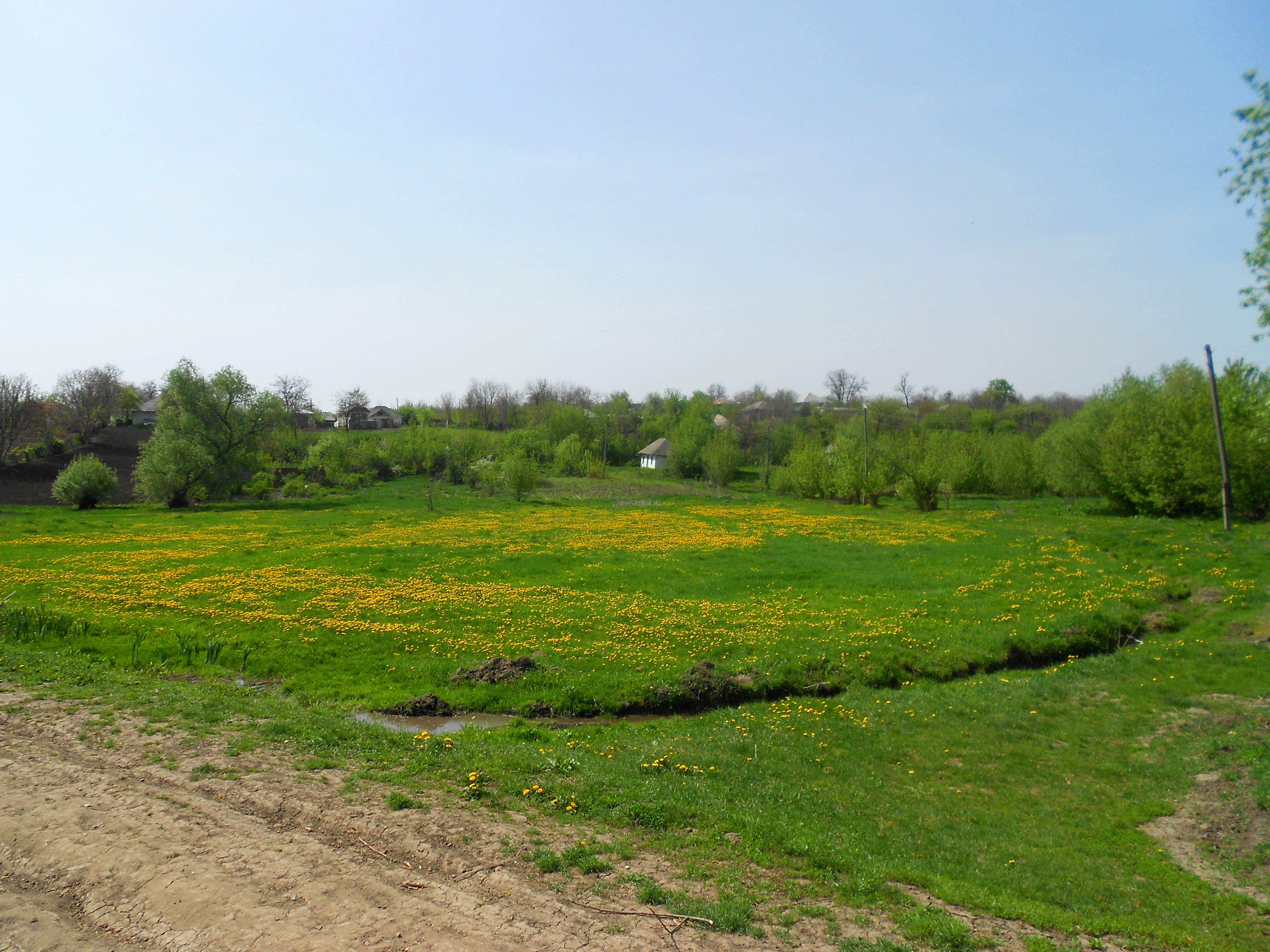
"Valea Satului", la locul unde aceasta desparte satul vechi, "Habutshani", de mahalaua "Voloșanca" (la dreapta).
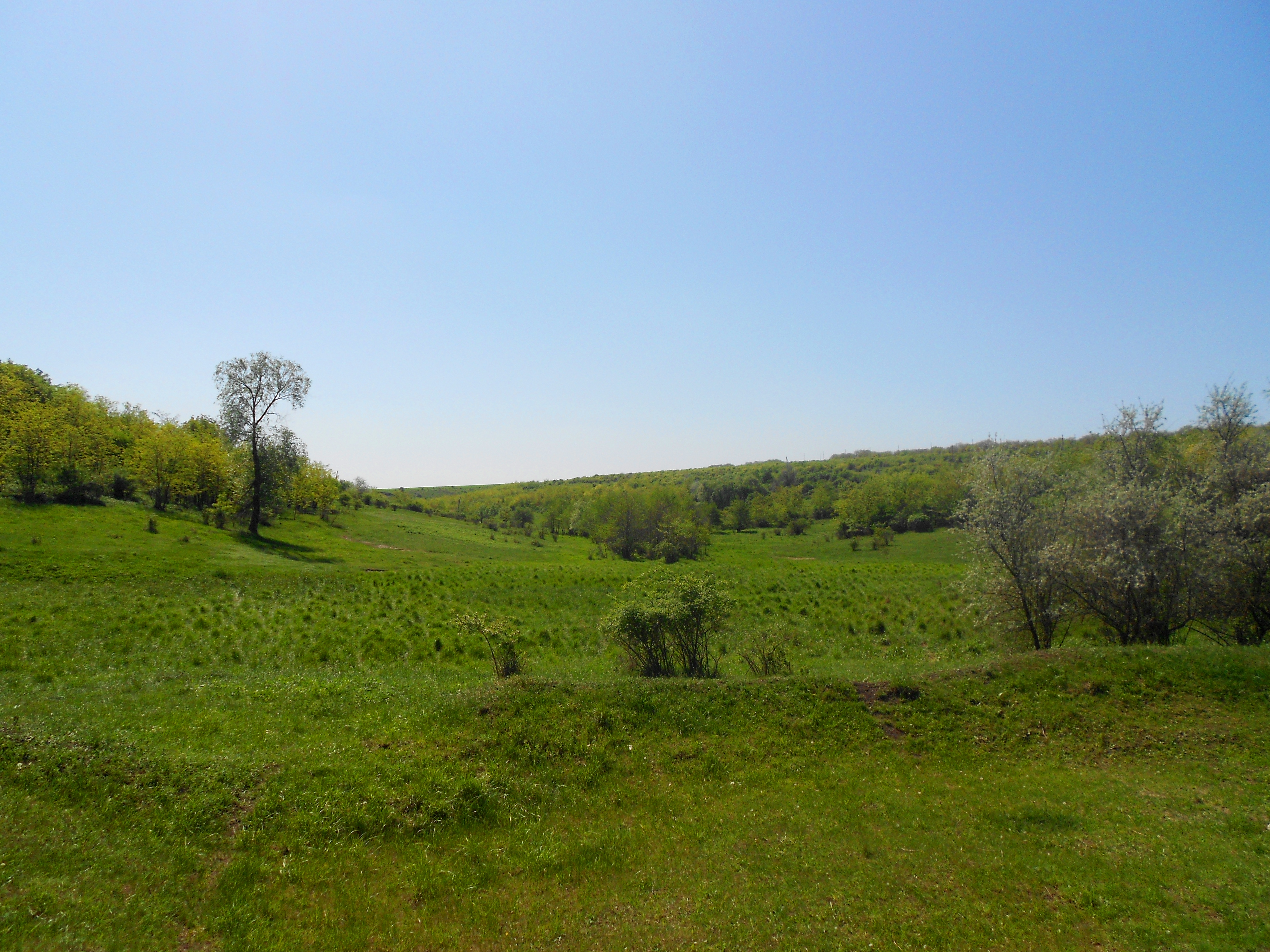
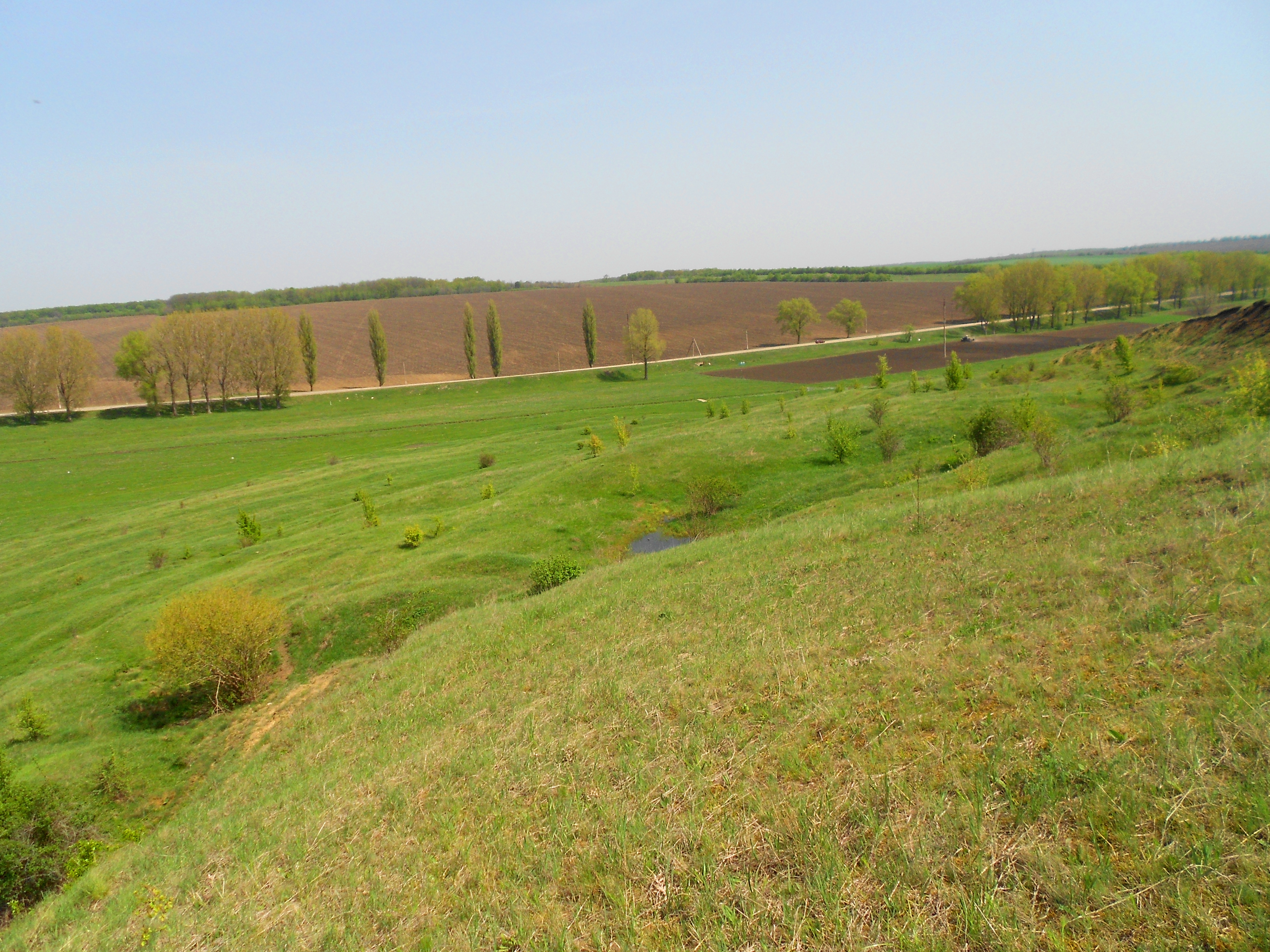
"Valea Satului" văzută de pe platoul "Cumpăna" (spre șoseaua Dondușeni-Drochia).
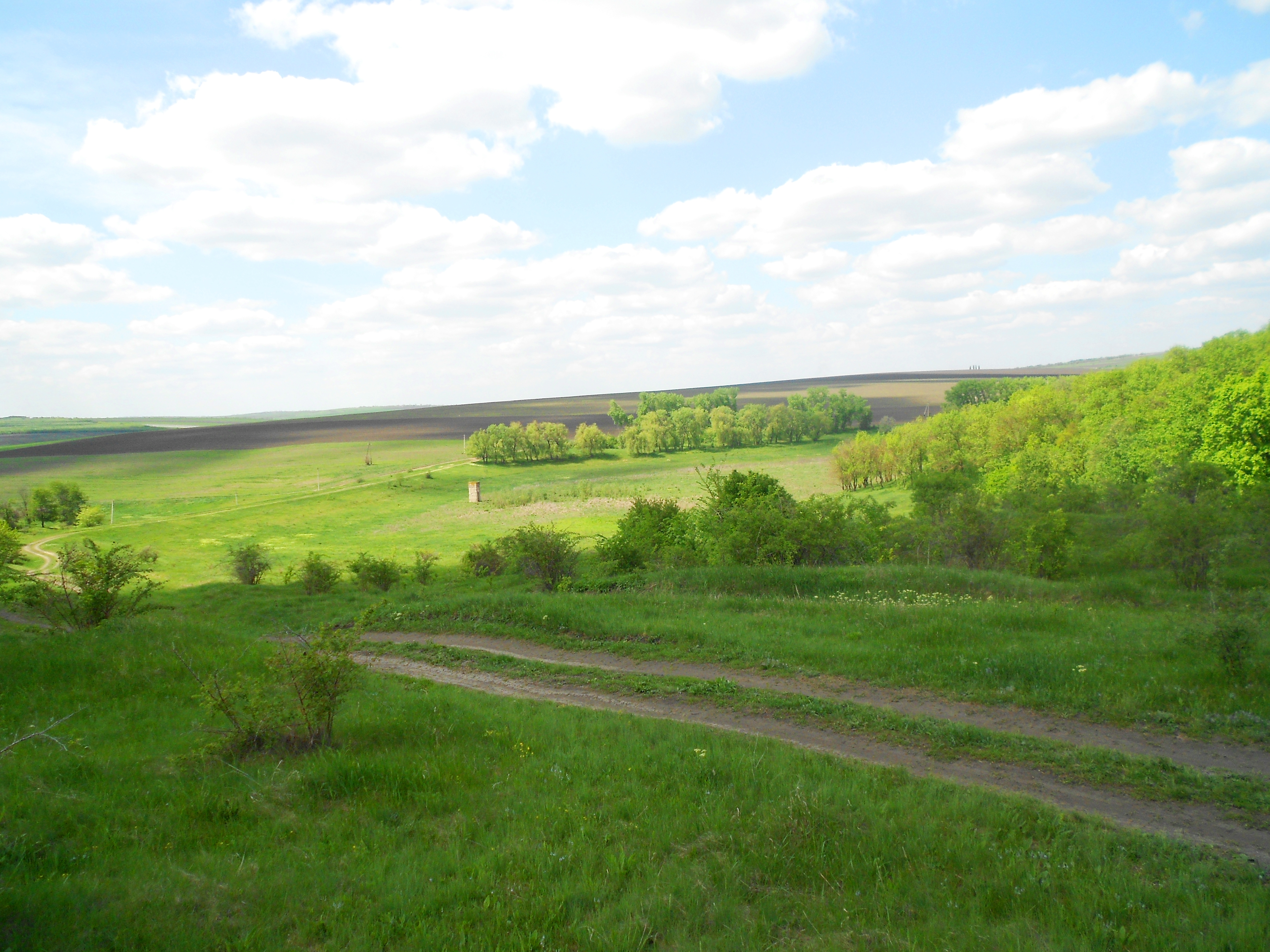
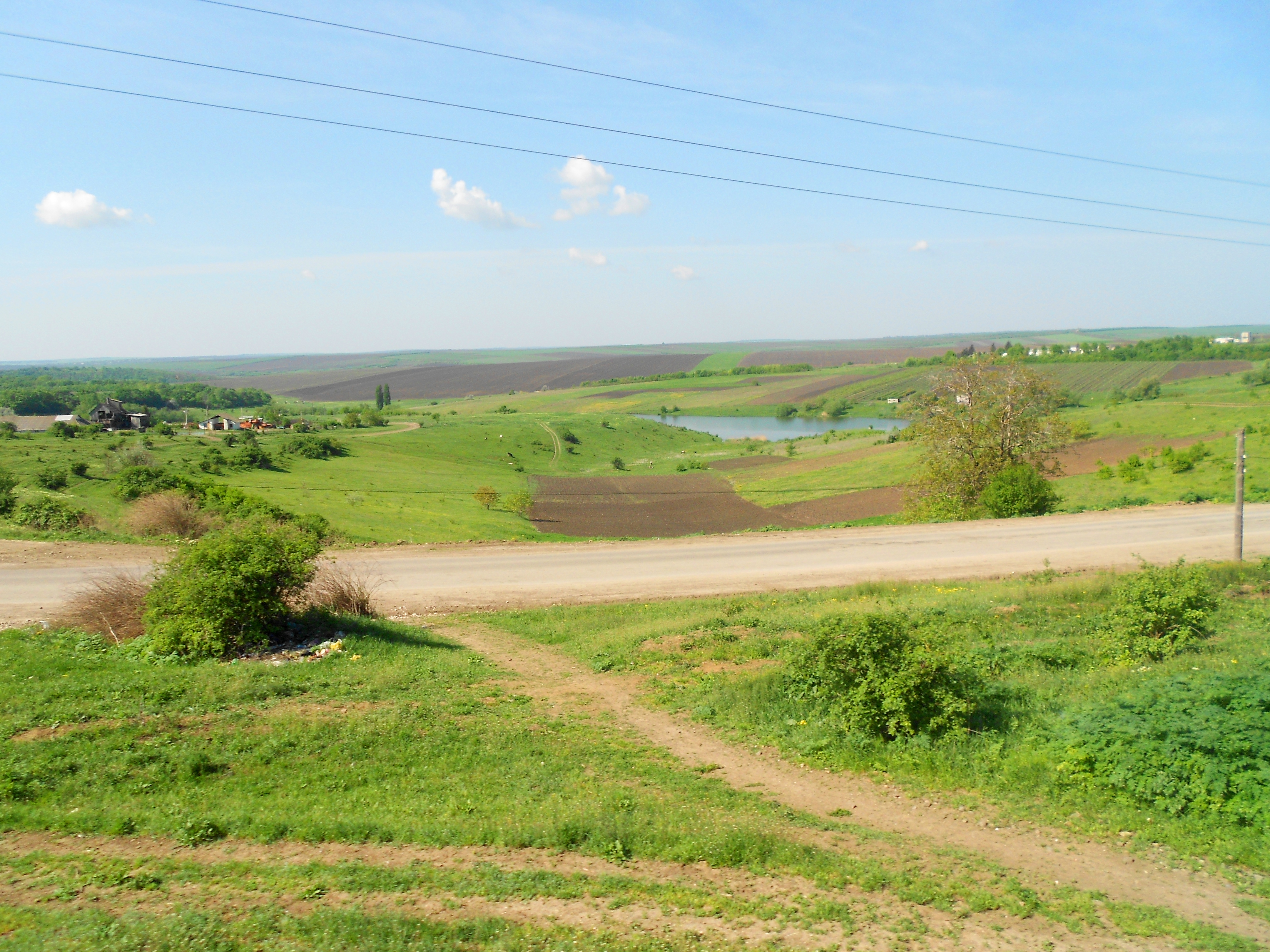
"Valea Hârtopului" sau a vechiului drum spre Briceva, văzută de sub "Dealul lui Habutshan", de la locul primei treceri peste calea ferată. (În depărtare, "Iazul Balota").
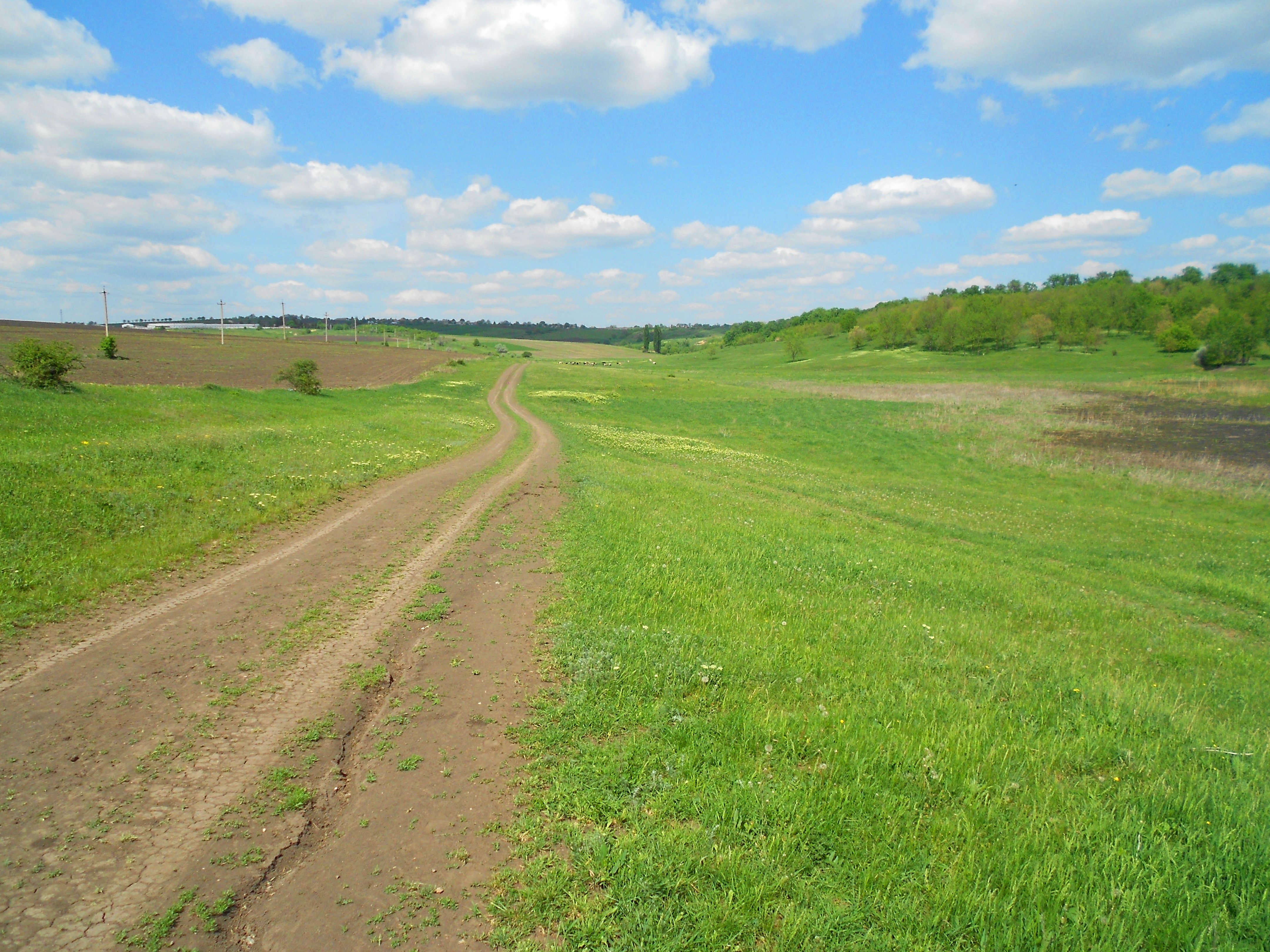
"Valea Hârtoapelor" sau "a iazurilor seci". Vedere spre sat, de la "Iazul Picoveț". (În depărtare, "Dealul Aerodromului").

Fântâna din Hârtoape. Aceasta fiind destul de adâncă și cu un diametru de aproape trei metri, a fost zidită cu multă măiestrie. Bătrânii nu cunosc vechimea acestei fântâni, spunând că ar fi de la boier sau de la turci. Fântâna îndestula, în perioada sovietică, nevoile fermei și grajdului ce erau aproape (la sud-est), căci era plină cu apă, până sus. În urma unei greșeli omenești fântâna a ajuns plină cu glod. Fiind în locul jos al văii, ce mai sus era pășune, nu i s-a construit colan de împrejurare odată cu aratul pășunii (parțial) de mai sus de ea, fi care loc au și adus apele ploilor cernoziom în Fântâna din Hârtoape. 
În gârla ce continuă de la Hârtoape spre Răut dă hârtopul Odaia, din partea dreaptă, apoi, la locul „Iazului Nou al Bricevei”, din partea stângă, sfârșește Valea Lebedelor sau Valea Vilei. Aici, pe malul drept al lacului, era vila conacului. 
Râpa Carei, cum e scrisă pe hartă, sau Râpa lui Carcea, cum spun localnicii, este abruptă și destul de scurtă (doar cât ține păduricea), sfârșind în Iazul nou al Bricevei ce a rămas sec din motiv că albia nu ar fi fost bine presată când s-a făcut iazul. 
Valea Fânețelor, sau Valea Fîntîniței, începe din două hârtoape, de sub calea ferată: unul - de sub Dealul lui Habutshan, iar altul - de sub „Brazda Vuiumca”. 
Valea Turcului, sau Valea Cumpenei, Moșia lui Țâmbalari, ce a stăpânit-o în perioada Regatului Românei, fiind de la marginea satului până după hotarele Tîrnovei, e un loc relativ înalt (continuând în jos pe pământul satului Mîndîc). 
Livezile lui Țâmbalari erau practic în sat, în „Mahalaua Chetrarilor”, adică, locul mai multor gospodării (cu număr impar) din a doua jumătate a str. Livezilor și jumate din str. Al. Donici. Aproape de casa moșierului (str. Al. Donici 27) era o grădiniță (str. Al . Donici 66), închisă în 1980. Grajdul lui Țâmbalari, mai apoi al colhozului, era în afara satului (str. Vierilor nr-le 73-81).
Parcul lui Manolache Negruzzi (mijlocul secolului XIX)

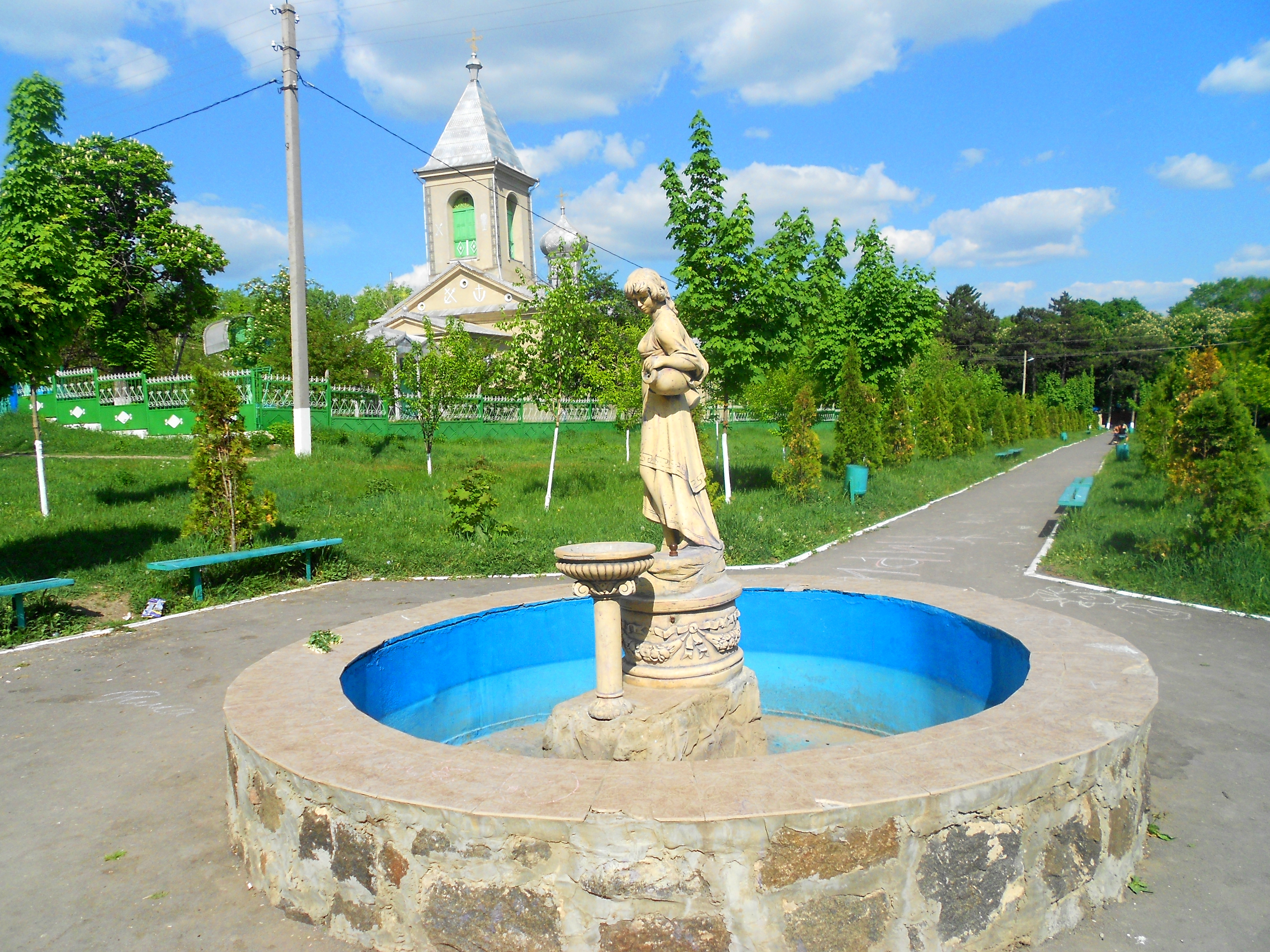
Vedere spre biserica ctitorită de Manolache Negruzzi (+1888)
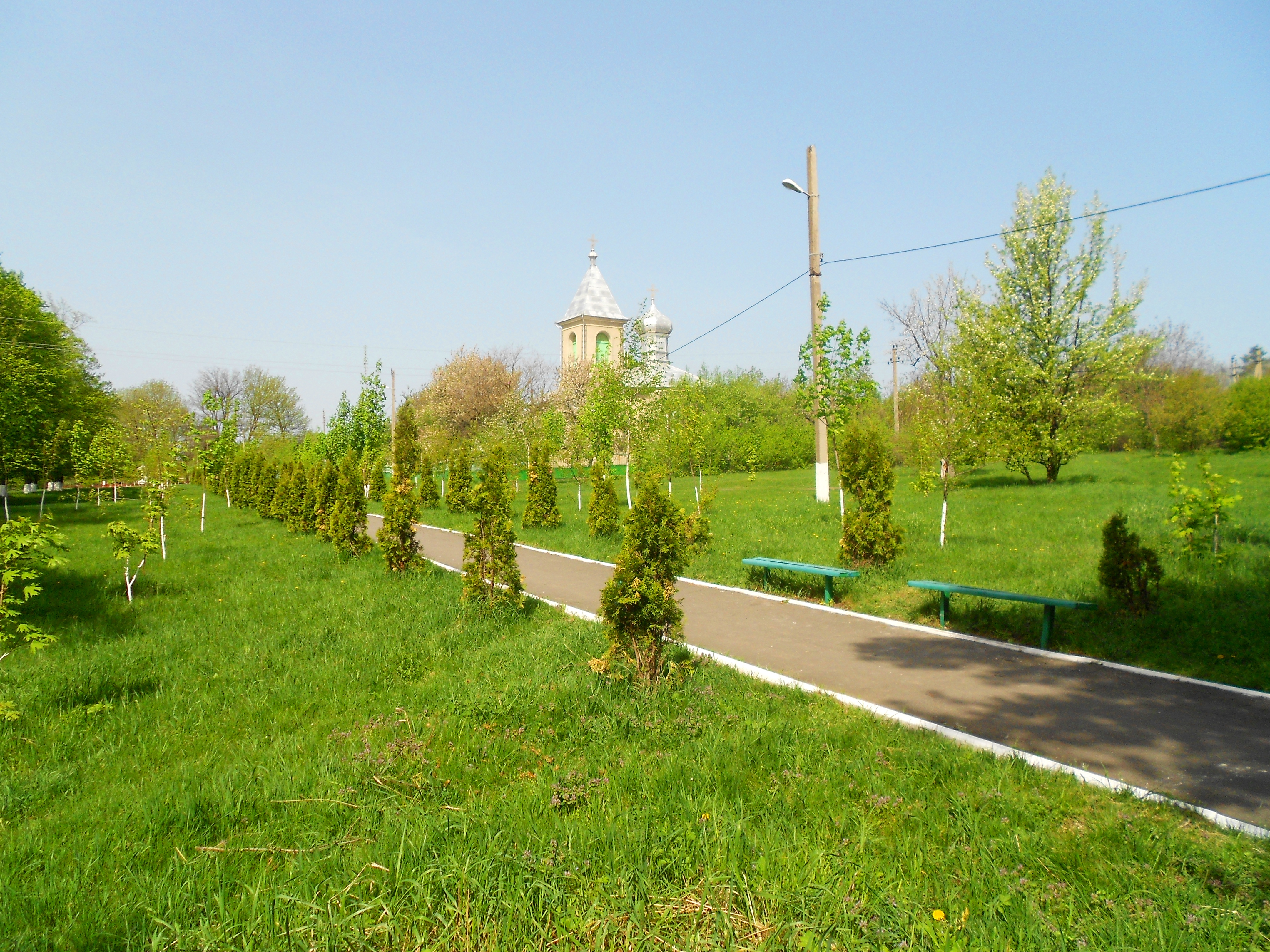
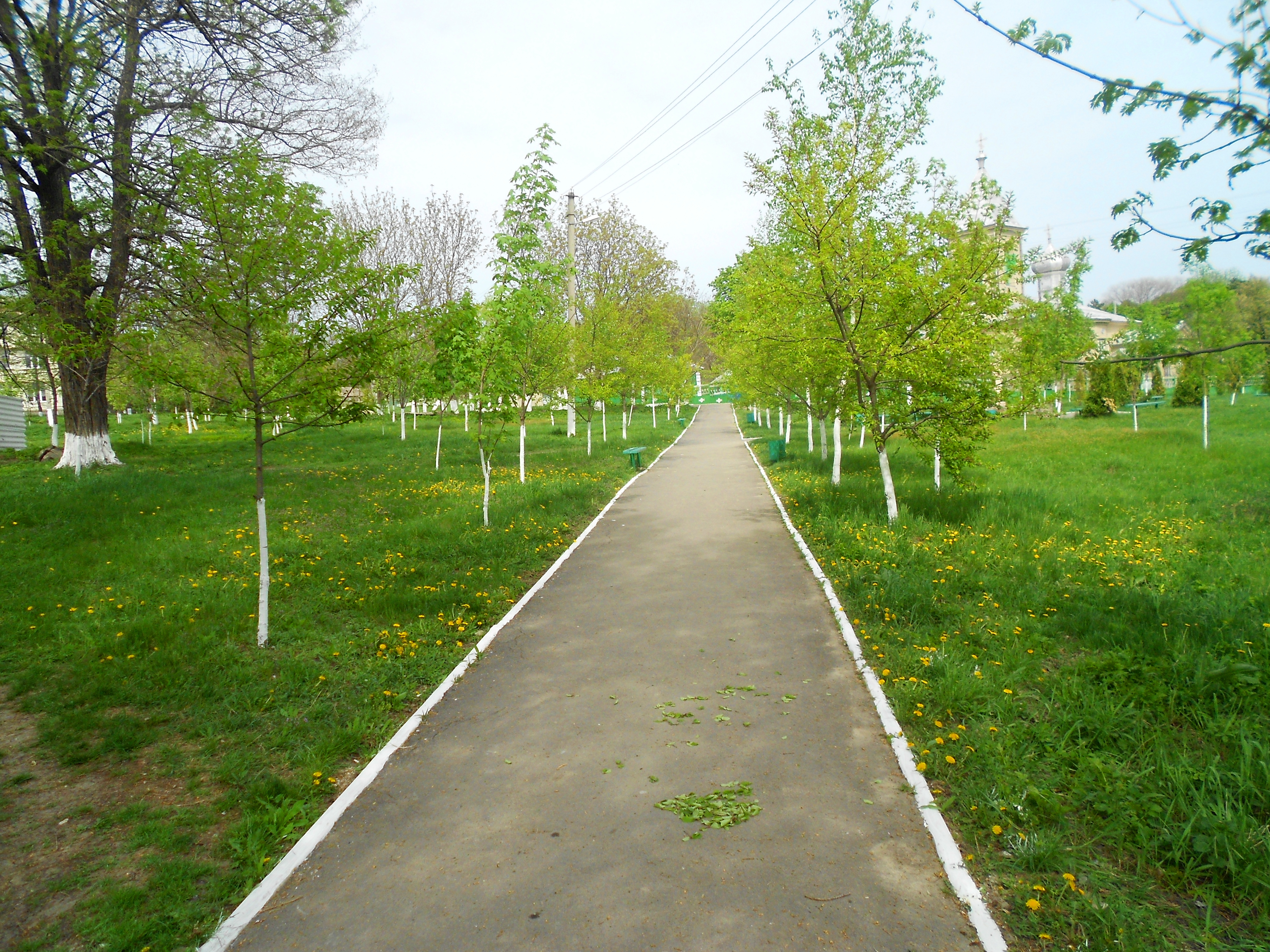
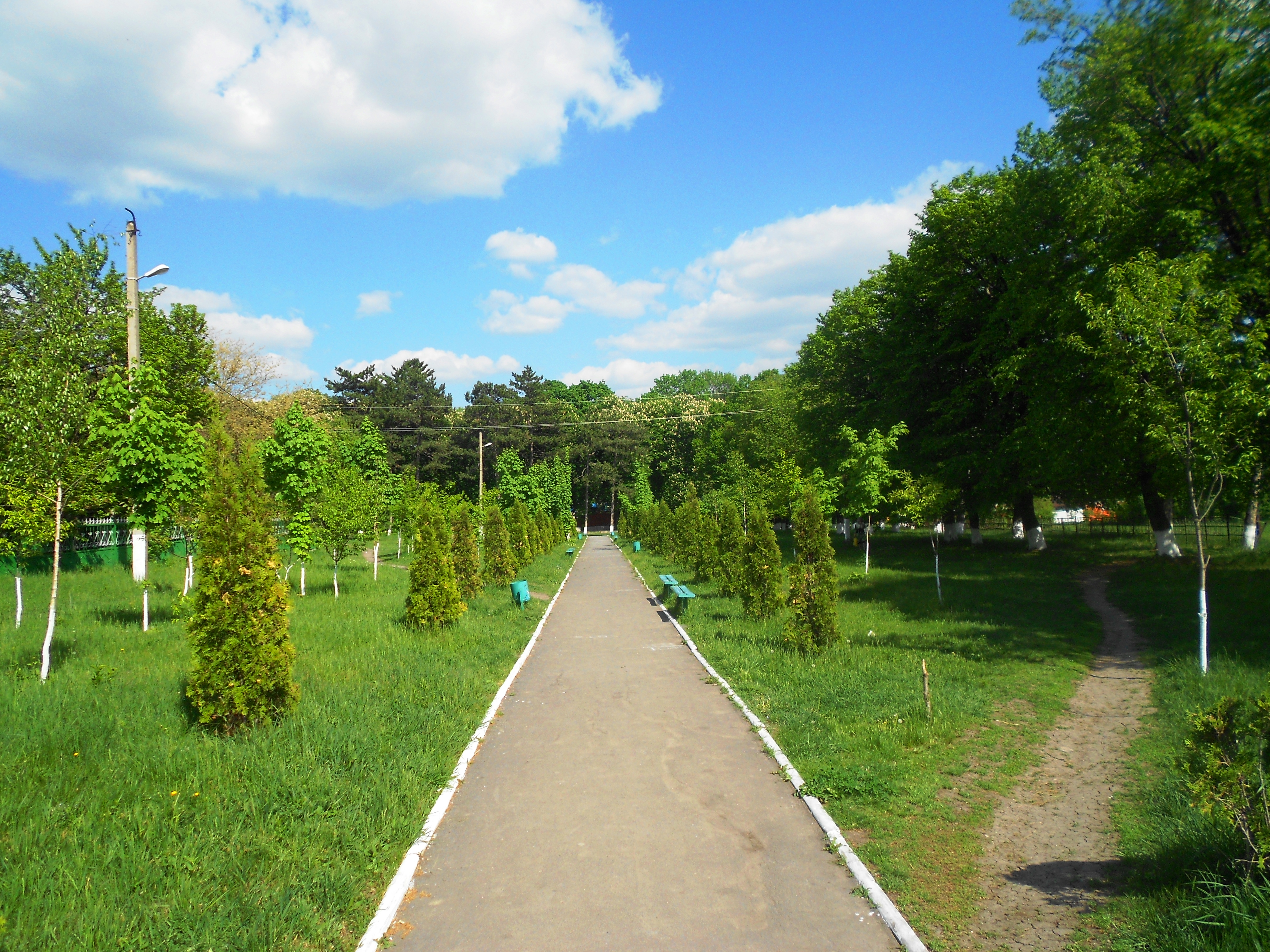
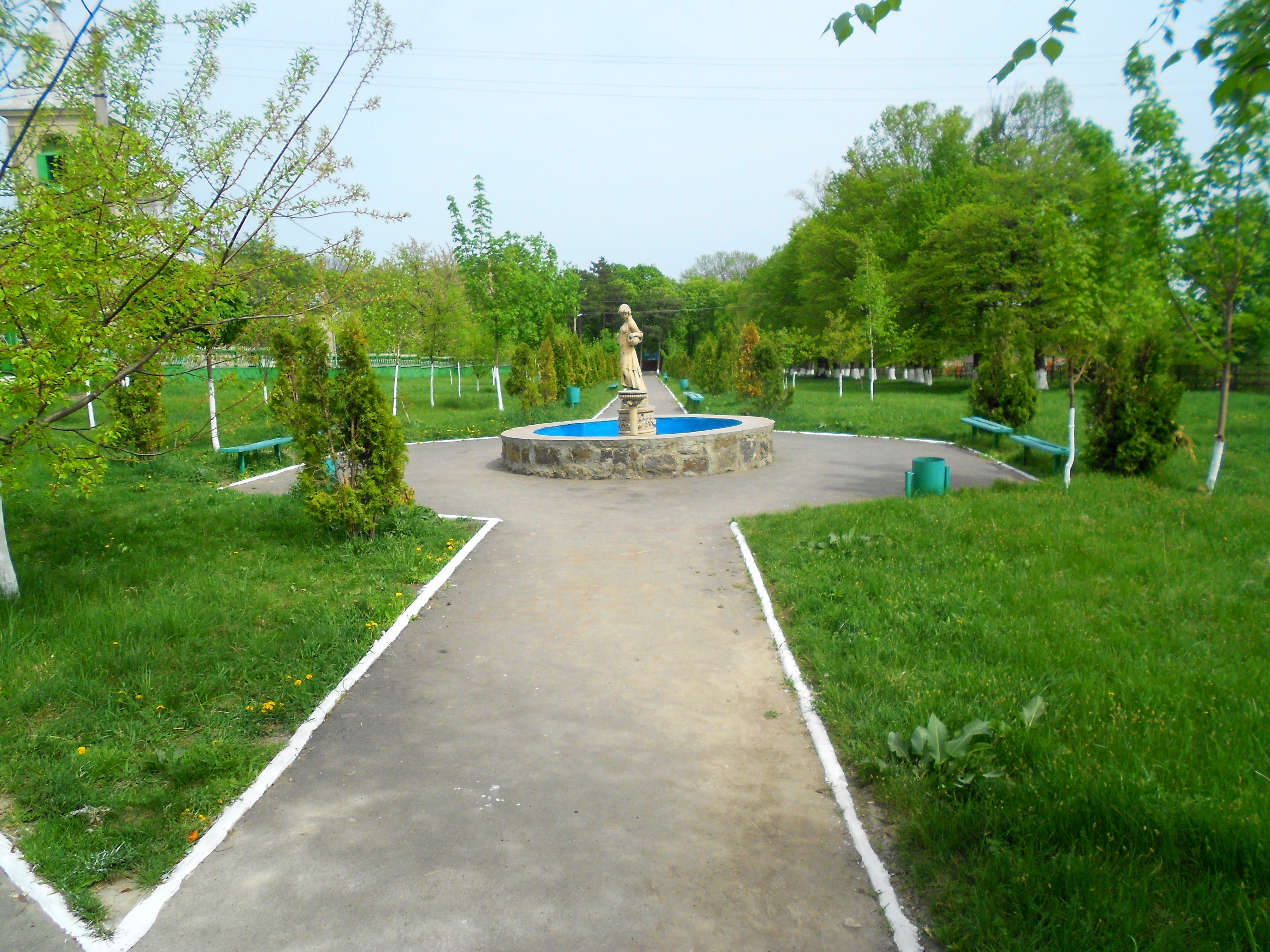
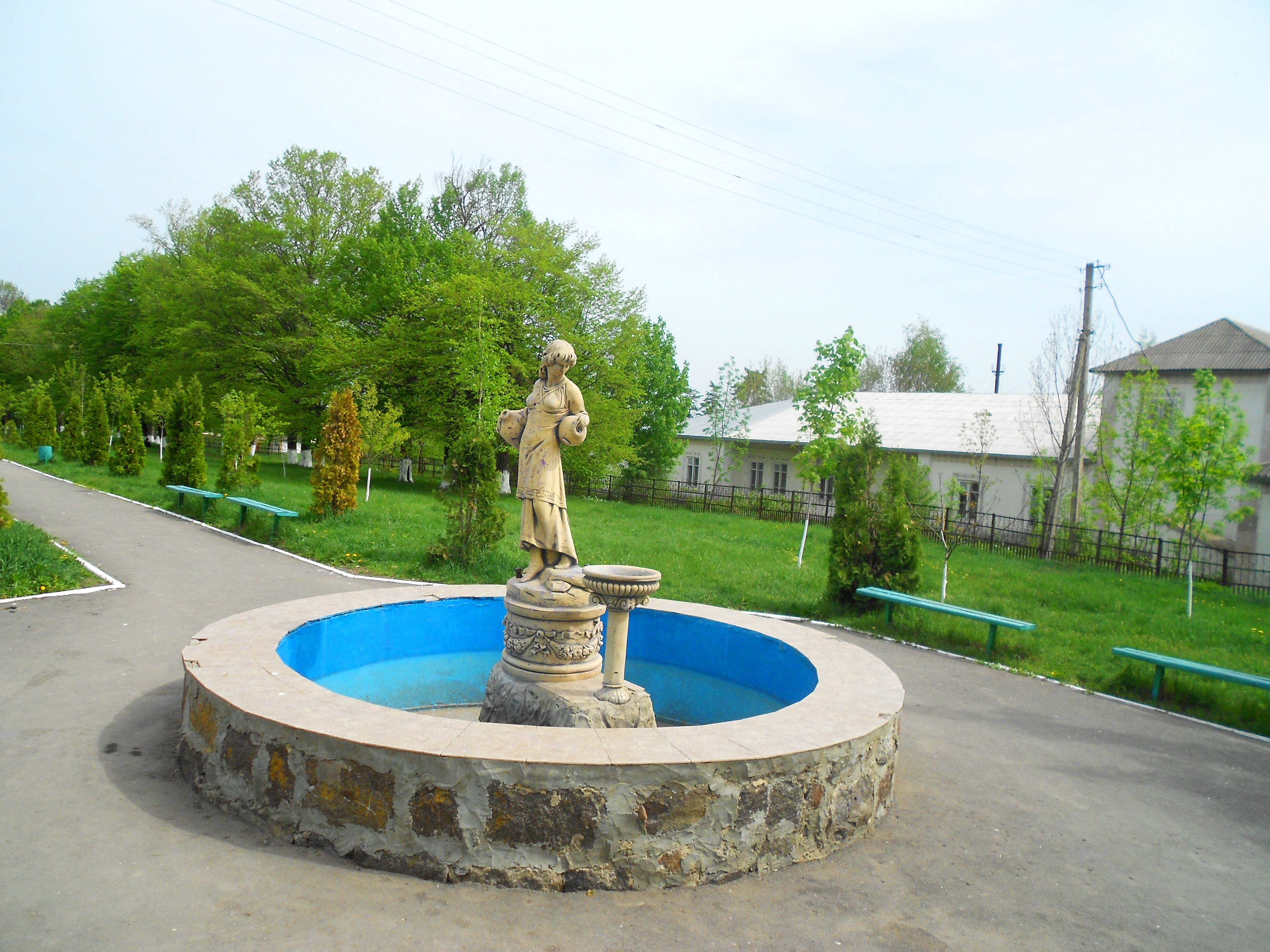
Vedere spre conacul boieresc (sfârșitul secolului XIX).

Brazda Vuiumca desparte Valea Fânețelor de Valea Cumpenei, a primit acest nume după construcția căii ferate, ce este aici hotarul de scurgere a apelor Răutului și a afluentului Cubolta. Când trenul e în acest loc, vuietul locomotivei se aude din toate părțile, precum și din sat. Era un semn de orientare pentru cei ce i-au dat locului acest nume. 
Pe Dealul lui Habutshan (253 m), despre care e scris în istorie, era răscrucea vechilor drumuri principale - "Rediul Mare-Tîrnova-s.Drochia" și "Tîrnova-Fîntînița" - unde au fost trei mori de vânt. Morile erau pe fața de nord a dealului, iar nu pe culme, la movilă, căci pe un deal de strajă nu se putea ca vreo construcție să fie mai înaltă decât vârful lui. Morișca putea dezorienta străjerii de la depărtare, ce urmăreau mișcarea fanionului, care vestea vremea de pace. 
Colina Osăibelor este dealul ce desparte Valea Satului de Valea lui Mihalache, și aici au fost să fie noile cartiere ale satului(primele în perioada interbelică). Lângă drumul numit mai sus, ce trecea pe la iazul lui Mihalache, era încă o moară de vânt. (Locul ei e între str-le M. Frunze și Decebal). A rămas numai fântâna morii (str. Decebal 27). 
Dealul Aerodromului (267 m) a primit acest nume în perioada sovietică. Terenul pentru avioanele cu 6 locuri era de la turnul de apă (nou) îndată spre răsărit, iar casa de bilete și sala de așteptare - în construcția mare care s-a păstrat și a devenit mai apoi locuință de trai. 
Dealul de la Măguri sau Movila Turcului, unde ar fi mormânt obștesc și pe care era punct de strajă, este Dealul lui Donduc-han, ce desparte pământul Tîrnovei de al satului Dondușeni. Pe lângă movilă trecea principalul drum de la „Gorodișiul Țau” la „Scăenii de Sus”, până la reparația generală a căii ferate, în anii 1950, când trecerea a fost anulată. 
Pădurea lui Banu, care e mai mică decât cele de mai la nord de ea (Pădurea lui Pommer, Pădurea lui Oganóvici, Pădurea Bancova), este singura din hotarele Tîrnovei.
Hidrografia localității

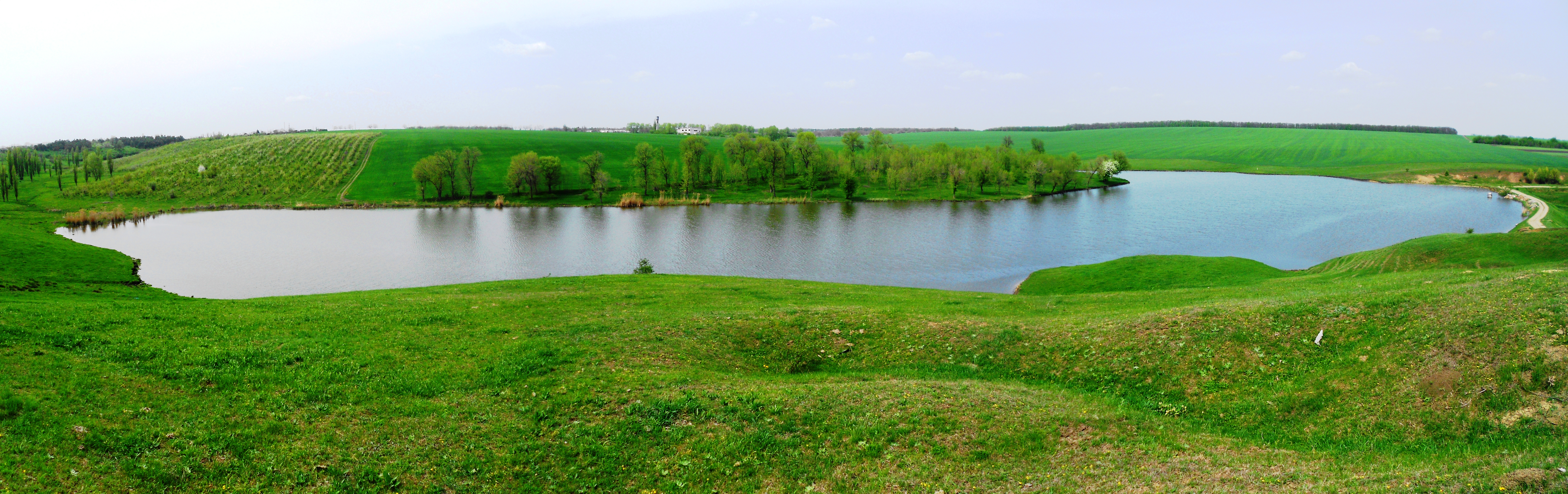
"Iazul lui Mihalache" (început. sec. XX. În perioada sovietică, când în "Valea lui Mihalache" s-au făcut alte două iazuri de aceeași suprafață și două mai mici, acesta a fost numit "Komsomolskii”).
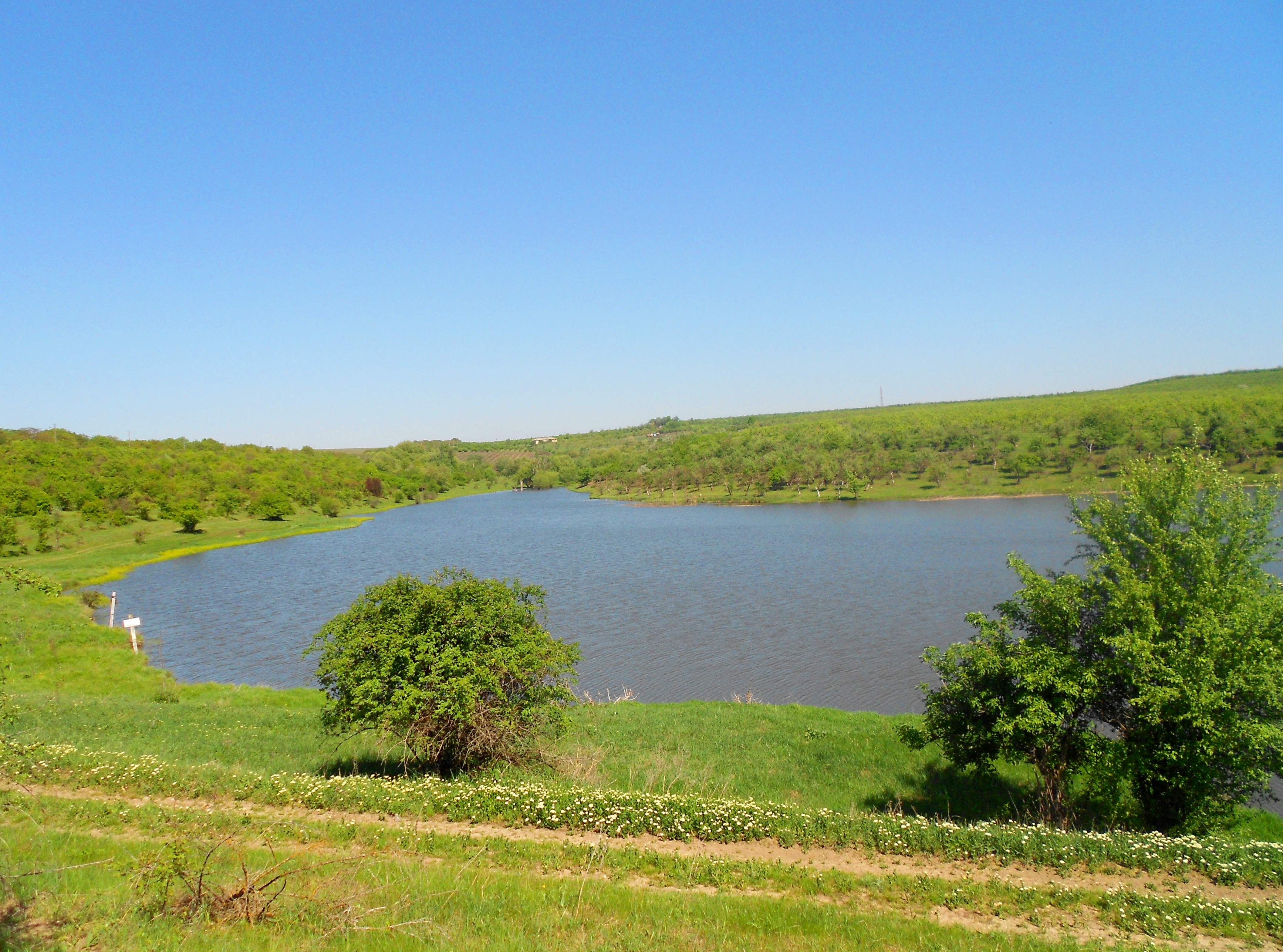
"Iazul Mare" (din Valea Fânețelor)
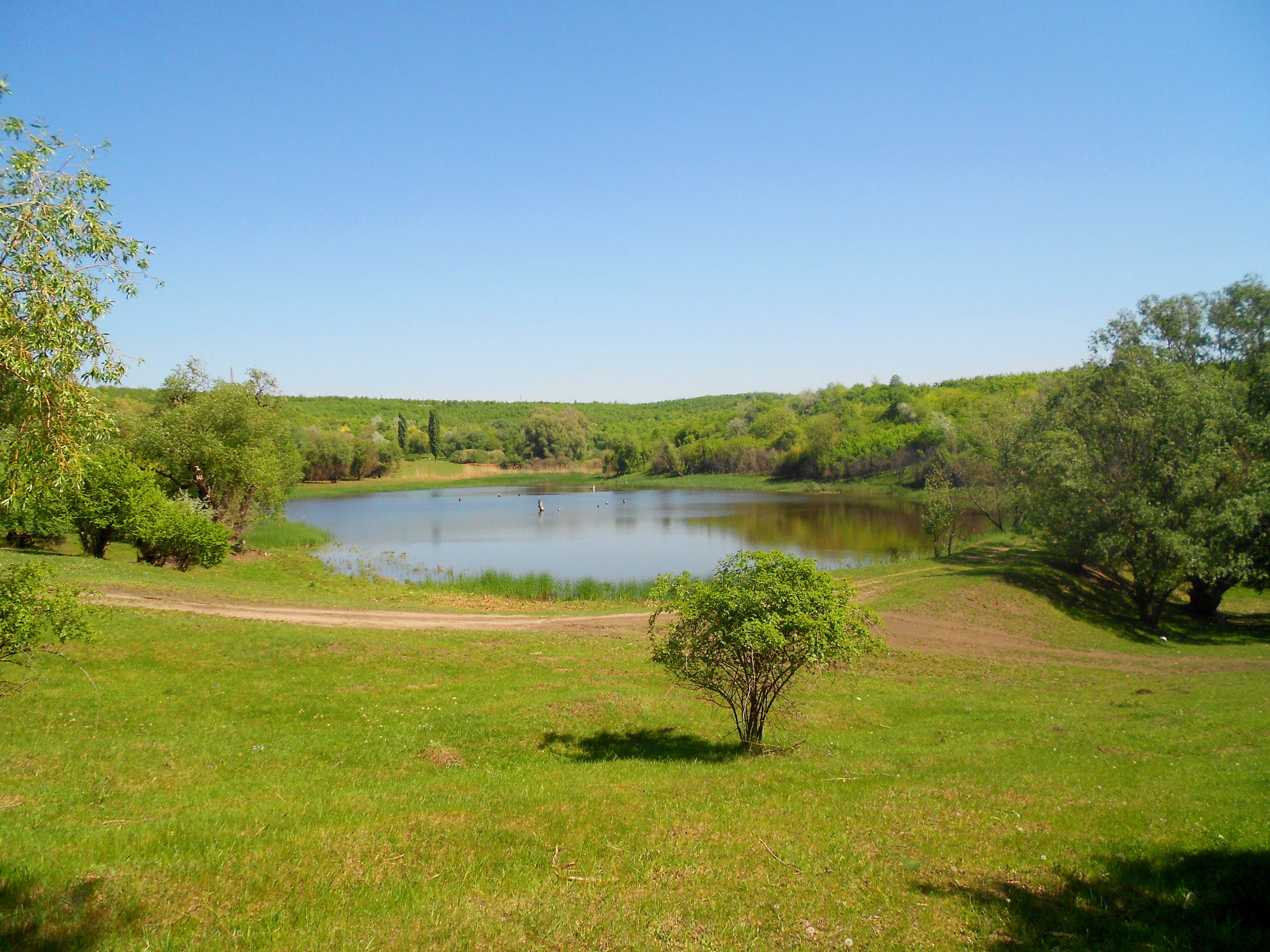
"Iazul Taberei" (din Valea Fânețelor)
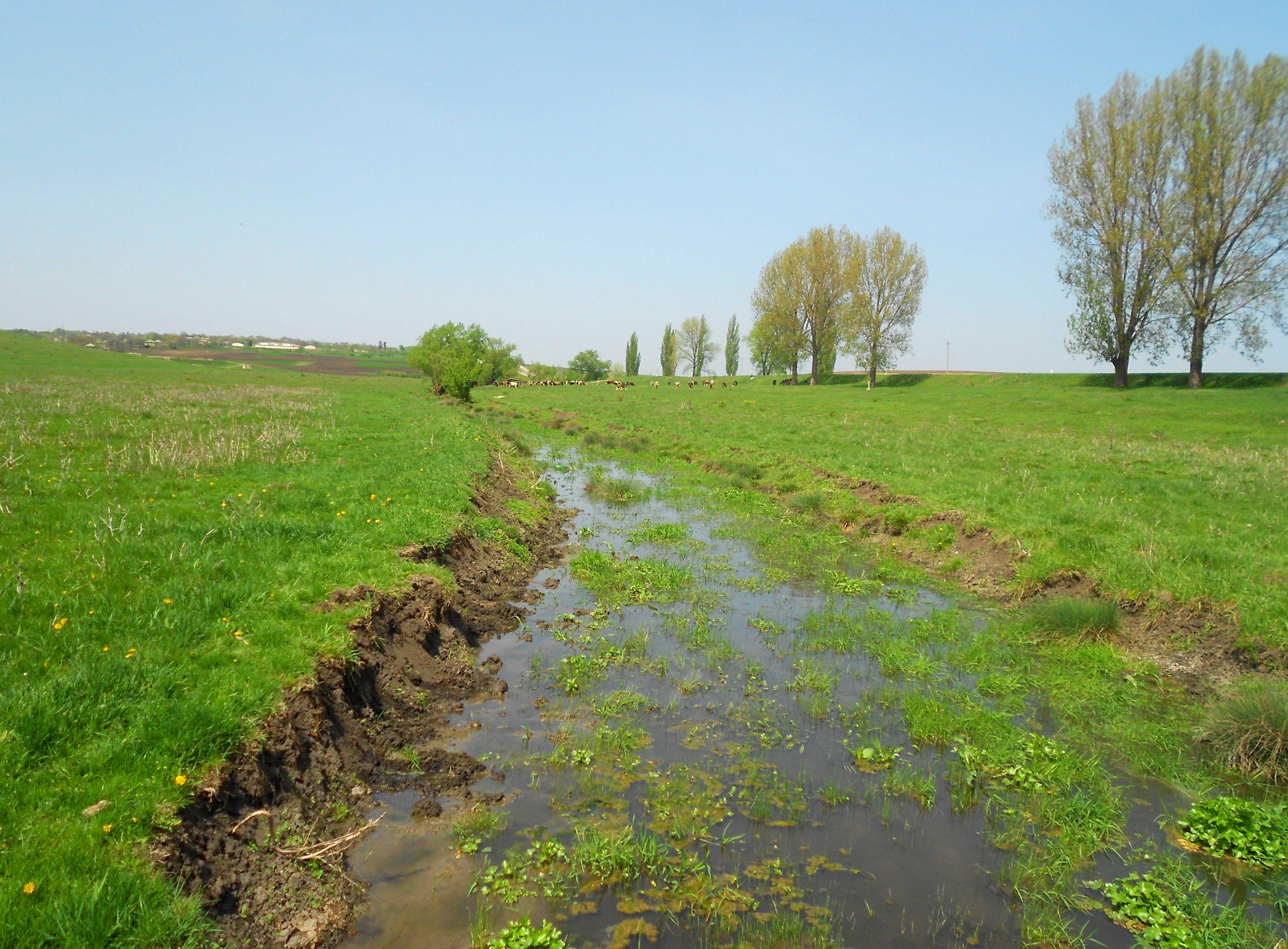
"Râpa Satului"

## Istorie

### Arheologie
Pe teritoriul satului au fost descoperite urme a două așezări umane. Prima așezare a fost fondată după anul 1400 î.e.n. Pe vatra acesteia au fost identificate obiecte casnice din epoca bronzului (sec. XV-XIII î.e.n.). În perioada romană, sec. II-IV e.n., a existat o localitate, distrusă de huni în 376. Pe locul vetrei fiind descoperite urme de case arse, grămezi de lut ars etc. Popoarele nomade au lăsat 6 movile funerare.

### Perioada Moldovei medievale
Ternăuca de pe Suceava și Tîrnova din părțile Sorocii sunt două sate, depărtate între ele, a căror istorie ar putea fi apropiată prin moșierul Drăgan de la Tărnauca, ce le-ar fi stăpânit pe amăndouă, precum e scris mai jos. 
Ternăuca de pe Râul Suceava e atestat în 1464, ca moșie a boierului Misea și indici geografici de orientare nu sunt în actul domnesc. Dar un act din 1503 arată că Ternăuca lui Misea este așezată pe râul Suceava. Tîrnova din părțile Sorocii era știută la curtea domnească ca fiind cealaltă (Dinu Poștarencu, Primele Atestări Documentare ale Localităților Calfa, Horești, Rujnița, Târnova din părțile Sorocii, Tomeștii-Vechi și Zgurița). Dar trebuia un motiv pentru care satul, ce s-a numit Habutshani, să primească numele Ternăuca, cum indică mai jos actul din 1599, ce, despre această localitate anume scrie.
Ternăuca de la vechiul hotar, este încă un toponim ce figurează în acte domnești încă de la întemeierea Moldovei, și acest loc este valea Sadovei, ce sfârșește în Râul Bucovăț, la marginea satului Vorniceni (Harta topografică Românească, 1939). Aici era hotarul dintre două moșii mari, și acest hotar în actele de danie a lui Alexandru cel Bun, din 1420 și 1429, e scris ca unul vechi. În primul figurează, ca punct de reper geografic, poiana Târnova, iar în cel prin care doamna-cneaghinia Marena, primește mănăstirea Căpriana, tot ca hotar de moșie, e scris așa: 
„,, ...Iar hotarul acestei mănăstiri... de la mănăstire drept la Tîrnauca, apoi peste Tîrnauca, drept la Cârlani, apoi la hotarul Doamnei"(M. Costăchescu, Documente Moldovenești înainte de Ștefan cel Mare, Vol. 1, Iași, 1931//Vl. Nicu, T. Țopa, Localitățile Republicii Moldova, Vol. 15, Chișinău, 2017, p. 136)”
Unele cercetări presupun în Valea Tîrnaucăi și existența unui sat Ternăuca, acum dispărut. 
Tîrnova din ținutul Hotin, pe Râul Racovăț, (aproape de Edineț), atestată în 1576, se numea Triuneva și nu poate fi confundată cu cele ce s-au numit Ternăuca.
Habuts-Han - personaj legendar și vechi toponim, este un cap de temă cu adevăruri și ipoteze puțin cercetate. Numele acestui turc, sau tătar, Habuts-han, îl poartă dealul sub care s-a așezat satul și pe care sunt două movile funerare (măguri), aproape una de alta. În apropiere este Valea Turcului (Harta topografică Românească, 1939) sau platoul Cumpăna, unde ar fi fost luptă pe timpul lui  Ștefan cel Mare. Mormintele obștești ale celor căzuți sunt movilele respective de pe dealul lui Habutshan. 
De adăugat este că nu toate movilele (din Țara Moldovei) sunt ale turcilor, căci marele domnitor și fiul său,  Bogdan al III-lea, făceau așa. Trupurile celor căzuți în luptă, erau duse pe un deal din preajmă, făcute movilă și, acoperite cu pământ. Pe movila eroilor creștini, ridica biserică de lemn  (sau paraclis), ce dura o vreme; iar pe a căzuților păgâni așeza străjeri cu fanion și bucium, pentru ca, veghind necontenit, să vestească vremea de pace sau de război. Din movilele de pe dealul lui Habutshan, pe cea mai mare a fost punct geodezic (Harta Topografică Amănunțită a Moldovei în Vremea Sovetică, 1985), ceea ce înseamnă că poate fi mormântul turcilor. Iar cealaltă movilă, care este mai mică, pare a fi a eroilor compatrioți. Deși ambele sunt locuri sfinte, nici una nu poartă un semn comemorativ. 
Aici mai trebuie de menționat și lupta de la Albotești, care sat, vecin cu Tîrnova (4 km spre nord) și atestat în 1451, a fost ars de turci (sau tătari), cum arată istoria satului Țaul. Lângă Valea Libotești (Albotești) sunt iarăși două movile funerare, între care este Pădurea de La Moguri (satul Dondușeni), mult probabil, sădită de Ștefan cel Mare sau de fiul său, cum aveau ei obicei a face (Ion Neculce, O Samă de Cuvinte, cap.VIII). Din aceste movile-măguri, cea a Turcului, cum este cunoscută, este pe dealul lui Donduc-han, la hotar cu pământul Tîrnovei și ea a fost punct strategic (Harta Topografică Amănunțită a Moldovei în Vremea Sovetică, 1985). Lângă movila de la nord de valea Libotești este cruce-troiță. 
Paralel cu toate acestea, istoria satului Fântânița (Hnilovoda) începe cu fuga unor turci ce au scăpat vii de sabia lui Ștefan-vodă și s-au așezat acolo. Aceștia au săpat trei fântâni, de la care a început satul Fîntînița (vecin cu Tîrnova), care în 1523 exista (Satul ce ascunde povești misterioase - Glia Drochiană). 
Întrebarea firească este: ,,Din care parte veneau turcii spre locul unde avea să fie Fîntînița?" Logica spune că "fuga turcului e spre Istambul", adică, în cazul de față, în direcție sudică. Asta înseamnă că veneau dinspre Tîrnova și Albotești, unde ar fi căzut acești eroi legendari - Habuts-han și Donduc-han, al căror nume au avut să-l poarte două dealuri și respectiv, localitățile de lângă ele - Tîrnova veche și Dondușeni. În continuare, satele Tîrnova, Fîntînița și Plop vor fi legate între ele prin istoria comună a unei moșii întregi, numită Ocina celor trei sate.
"HABUTS-HAN" SAU "HORBUȚCANI" 
Precum e scris mai sus, satul vechi s-a numit mai întâi Habutshani, iar partea nouă Ternăuca, cum arată actul din 1599. Un act al marilor proprietari din 1835, arată că Horbuțcani, Ținutul Soroca, era moșia lui Costache hatmanul, care nume e scris aproape de Tîrnova, stăpânită atunci de Emanuil Negruzzi (Dinu Poștarencu, Un studiu al lui Nicolae Iorga despre Basarabia mai puțin cunoscut, p. 293-294.//ANRM, F. 134, inv. 2, d. 834, passim.). Ambele sunt moșii ale marilor proprietari (Dinu Poștarencu, Nicolae Iorga asupra valorii istorice și naționale a marii proprietăți în Basarabia de la 1812 încoace, partea II.). De menționat că în Ținutul Soroca, până când, nu s-a aflat un toponim similar, Horbuțcani, cel puțin pe hărțile istorice cercetate. Manolache Negruzzi a fost unchiul lui Costache Negruzzi, care în 1835 avea 26 ani, și care s-a născut și a trăit în alte părți. Marele proprietar, Costache Brăescu, ce a stăpânit satul vecin Corbu, se naște mai târziu. (Dinu Poștarencu, Revista Militară, Nr. 1. (13)/2015.//ANRM, F. 37, inv. 3, d. 840, f. 1.).
Rămâne de cercetat dacă despre moșia Habutscani, cum au păstrat localnicii, scrie actul din 1835, printr-o greșeală ortografică (ca multe altele), scrisă Horbuțcani, sau poate un timp aici a fost moșia corbenilor, adică, a celor din Corbu. Așadar, rămâne și aici loc de două toponime asemănătoare, ce puțin diferă și care vorbesc despre același pământ - unul, de la localnici și altul, de la străini (așa precum slavii din sec. VI, auzind de Mol-dava, ceea ce din daco-romană înseamnă slaba cetate, au înțeles pe limba lor, zicând Molodova, adică tânăra).

### Perioada dominației otomane
Ocina celor Trei Sate - Teistreni (Plop), Ternăuca (Tîrnova) și Hnilovoda (Fîntînița) a fost o unitate teritorial-administrativă din a doua jumătate a sec. XVI până la 1772, când s-a desființat, după fondarea celui de-al patrulea sat, Gorodișiul-Țau. Cu acest nume era știută la curtea domnească această moșie și istoria funciar-administrativă a satelor Plop, Tîrnova și Fîntînița, până la 1772, se cercetează împreună (Străvechiul Sat Plop-Teistreni, Vitalie Pastuh-Cubolteanu).
De la Drăgan până la Grigorcea (moșieri), poate fi numită, în istoria scrisă a Tîrnovei, perioada din a doua jumătate a sec. XVI până la gălăgiosul an, 1599, când ocina celor trei sate va fi dăruită Mănăstirii Voroneț. Deși nu este precizat dacă anume la această Ternăuca se referă actul din 1585, și nu la una din cele descrise mai sus, se acceptă, ipotetic, că Drăgan Tărnăuca, adică de la Tărnăuca, stăpânind parte din moșia Habutshani, aceasta i-a purtat numele. Aducând jalobă de nedreptățire, acesta a fost consemnat în uricul emis de domnitorul Petru Șchiopu la 7 septembrie 1585:
„Petru voevod, din mila lui Dumnezeu, domn al țării Moldova
Iată că a venit înaintea noastră și înaintea boierilor noștri, Drăgan Tîrnauca și a pârât pe Stanca, mama lui Iurașco Vartic – fost postelnic – și pe cneghinea lui Vasilca, pentru niște hotare ale satului Târnăuca. Deci ei au spus că este a lor acest hotar. De aceea am cercetat privilegiile lui și am aflat că este scos acest hotar din uricul lui, pentru că el le-a vîndut lor acest hotar. Astfel și noi am dat acest hotar mai sus scrișilor, cneaghinei Stanca, mama lui Iurașco și cneaghinei lui, Vasilca și copiilor lor, hotar și ocină cu tot venitul.

Scris la Iași, în anul 7094 (1585), septembrie 7. Domnul a poruncit. Stroici mare logofăt a învățat și a iscălit.”
Numele Drăgan, ceea ce înseamnă soldat de cavalerie, cu mult înainte de acest an, adică în 1431, figurează ca al unui moșier la Tărnăuca de mai jos de Grigorești, adică, la cea de pe Suceava (Vl. Nicu, T. Țopa, Localitățile Republicii Moldova, Vol. 15, Chișinău, 2017, p. 153-154). Rămâne dar de cercetat, dacă acesta se trage, ca neam, de acolo și, pe care anume o pierde el în 1585, când și Tărnăuca Sadovei este hotar, cum arată actele de mai sus, și acolo tot puteau fi kneaghine (ce se trăgeau de la doamna-kneaghinia Marena, despre care e scris mai sus).
În 1599, deja un alt moșier al ocinei, Grigorcea vornicul, o dăruiește mănăstirii Voroneț, sub care va fi 173 de ani. 
Sub mănăstirea Voroneț (1599-1772) ocina celor trei sate ajunge, prin dăruire de bună voie, în urma măsurilor lui Ieremia Movilă, în 1599, când mai multor moșieri li s-a cerut socoteală. Așadar, "cartea de întăritură" a actului de donație scrie: 
„Noi, Eremia voievod din mila lui Dumnezeu, domn al Țării Moldovei. Au venit înaintea noastră... panul Grigorcea, marele vornic al Țării de Sus... și a lăsat înainte de moarte ale sale drepte ocine și privelegiile după care îi aparțin acele trei sate, anume Trăisteni [în prezent Plop], cu iaz și cu mori în apa Coboltei; și altu, Ternauca și satul Hnilovodea [în prezent Fântânița], diasupra Răutului, care aceste trei sate sintu într-un hotar în ținutul Sorocii.”
În continuare, istoria ocinei celor trei sate, Tîrnova, Plop și Fântânița, face parte mai mult din istoria mănăstirii Voroneț. Pe timpul lui Ștefan Tomșa vătămanii acestor sate au încălcat hotarele, pentru care fapt domnitorul cere claritate de la mănăstire, ca hotarele să fie cum au fost și mai înainte (Străvechiul Sat Plop-Teistreni, Vitalie Pastuh-Cubolteanu). Ocina a fost sub administrarea mănăstirii Voroneț până aproape de luarea Bucovinei de către Imperiul Habsburgic (1774), care perioadă e puțin cercetată.
De la Lupu Balș încoace începe o nouă perioadă în istoria satului. Acesta era logofăt la curte și avea o mulțime de moșii, printre care și Tîrnova din ocolul Câmpului de Sus din ținutul Soroca (Recensământul din 1772-1773, al generalului Piotr Rumianțev-Zadunaiski). Atunci, în vremea războiului Ruso-turc, Tîrnova avea 21 de case, iar peste un an deja 32 de gospodării. Tot în 1772, este atestat și Gorodișiul Țau, după care urmează cedări de pământ, de la Tîrnova și Plop-Teistreni, pentru noua localitate ce creștea între ele (Străvechiul Sat Plop-Teistreni, Vitalie Pastuh-Cubolteanu). 
În 1789, e sfințită biserica veche din Tîrnova, cu hramul Sf. Arhangheli (pisania bisericii), ca și al celor din satele Plop-Teistreni și Ghizdita (Fântânița), ce alcătuiau fosta ocină. Biserica mică și joasă, seamănă a fi ridicată din sărăcia creștinilor, iar Lupu Balș, ce a trecut la cele veșnice peste un an de la sfințire, în 1790, pare-se, nu mai stăpânea Tîrnova când s-a ridicat aici biserica veche.

### Perioada țaristă
În 1812 sfârșește epoca fanariotă când, după Războiul ruso-turc din 1806-1812 partea de est a Moldovei este anexată Imperiului Rus și denumită regiunea Basarabia, transformată apoi în gubernie. 
Vremea lui Manolache, 1817-1888 este una a marilor realizări din sec. XIX, cum sunt: biserica de piatră și conacul cu parcul și altele, ce din cheltuielile lui s-au făcut; Spitalul de Zemstvă (1875), drumuri pavate, calea ferată și altele, la lucrările cărora a contribuit. 
Manolache termină zidirea bisericii de piatră, în 1825, pe care o reconstruiește de două ori - în 1848 și în 1888, când a trecut la cele veșnice. Bătrânii au păstrat că preotul i-a spus că biserica poate fi zidită doar sub umbra boierului, și așa făcând el, nu mai permitea lucrările de construcție fără prezența lui (ci doar pe cele de pregătire) iar, ca rezultat, zidul a rezistat în timp (Rusu Vasile). Se spune că boierul Manolache a construit conacul pe parcursul întregii vieți, căci a fost om ce a făcut mai mult pentru sat (Gheorghe D. Ispravnic).
Statistica perioadei și cele mai mari realizări
La recensământul din 1817 satul Tîrnova era inclus în categoria A, adică era un sat înstărit: 2 preoți, 2 diaconi și 1 pălămar; 73 gospodării, 11 văduve și 28 de holtei; 104 bărbați – de capi de familie. Moșier al satul era Manolachi Negruzzi. Satul avea: 1430 ha de fânețe, 1140 ha de pajiști, 858 ha de pământuri arabile, un iaz pentru pescuit în valea Răutului și 3 iazuri pentru adăpat. 
1835 - Emanuil Negruzzi, este stăpânitor al Tîrnovei, și Costache hatmanul, al moșiei Horbuțcani, ambii ca mari proprietari (Dinu Poștarencu, Nicolae Iorga asupra valorii istorice și naționale a marii proprietăți în Basarabia de la 1812 încoace, partea II).  
În 1836 Tîrnova devine centrul administrativ al volostului (plasei) cu același nume, cuprinzând 10 sate înstărite, 2 bogate și 2 sărace, cu o populație de 6167 bărbați și 5755 femei.
În 1859 satul Tîrnova întrunea 167 curți, 496 bărbați și 452 femei. 
1870 – 203 case, 559 bărbați și 531 femei, 210 cai, 581 vite, 2689 oi și capre. 1875 – 202 case, 594 bărbați și 554 femei, 211 cai, 701 vite, 805 oi și capre.
1871 - Spitalul de Zemstvă, cu trei clădiri, de valoare arhitecturală.
1886 - Tîrnova, 1002 locuitori, stație poștală de zemstvă, scoală, 1 moară de abur, 1 distilerie, depozit pentru băuturi alcoolice, 2 prăvălii. 
Tot în această vreme erau la Tîrnova și 4 mori de vânt, 3 pe dealul Habutscani și 1 pe dealul de la Osăibe (Harta Statului Major Rus//Planul lui Schubert, 1868-1893, f. 27-6). 
Recensământul general din 1894 a înscris 1760 de locuitori (928 de bărbați și 832 de femei).
Din 1871 în Tîrnova se află un ambulatoriu-reședința medicului de sector.
În 1902, Zamfir Arbore descrie localitatea: Tîrnova sat, în jud. Soroca, centrul volostului cu același nume, lângă linia căii ferate Ocnița-Bălți, între Dondușeni și Ghizdita. Avea 248 case, cu o populație de 2297 suflete, țărani români; biserică; școală cu o clasă a Zemstvoului; sediul medicului de circumscripție (în acel an Vladimir Nikodimovici Simankevici), care cuprinde 37 sate și o colonie, cu o populație de 31,746 suflete. Locuitorii posedau: 320 vite mari, 400 oi, 576 porci.
Spitalul de Zemstvă a fost la început cu trei clădiri, în una din care a fost o vreme și localul școlii. Spre sfârșitul secolului XIX școala a fost transferată în clădirea atunci construită și, mai jos de care este actuala școală. Apoi, odată cu creșterea numărului de elevi, aceasta a rămas școala de băieți, iar mai jos s-a făcut școala de fete, ce era din lut și care a fost demolată în 1980. 
1893 finisarea construcției căii ferate și primul tren, cu 4 vagoane. Locul gării se alege mai aproape de intersecția drumurilor principale ale vremii: Gorodișiul Țau - Briceva (colonie) și Rediul-Mare - Scăeni - Drochia (sat), care intersecție era cu 200 m de la gară spre Briceva (pe drumul vechi). Odată cu Gara se sădește un parc mic și se construiesc mai multe clădiri mici și mari, pentru trai și auxiliare, toate (9) fiind monumente de arhitectură, din care depozitul de cereale e cel mai distrus (plin cu pământ). Tot atunci, în fața gării, se construiește și clădirea Băncii de Zemstvă, și aceasta, monument de arhitectură. 
La începutul anilor 1910 de la stația de calea ferată se transporta anual 1,75 mln. de poduri (=28,5 mln. kg) de mărfuri de larg consum, dintre care 500 mii de puduri de grâu. Populația constituia peste 1800 de locuitori. Tot pe atunci e ridicat și turnul de apă, folosit pentru aceasta aproape tot secolului XX.
În 1909, la expoziția economică a județului Soroca, organizată de Zemstva ținutală, Tîrnova e reprezentană de crescătoria de cai a lui T. B. Antonevici ce a expus o colecție de cai anglo-arabi.

### În componența României Mari
În 1918, în urma destrămării Imperiul Rus, Basarabia (oficial Republica Democrată Moldovenească) este alipită Regatului României. În noile condiții politice, în urma Reformei agricole din 1919-1920 țăranii sunt împroprietăriți cu pământ moșieresc. 
Statistica perioadei și realizările
În 1924 primar al satului era Vasile Rusu, notar: Nicolae Rjepi, învățători: Ciubotaru V., Iachimov S. și Iachimova A. În 1923 satul Târnova întrunea 966 de clădiri, 4096 de locuitori (2035 de bărbați și 2061 de femei). 
Economia locală era reprezentată de numeroși meseriași și comercianți, activau: 2 cooperative (un agricolă și alta de consum), 2 mori cu aburi și una cu motorină, fabrică de săpun, 2 oloinițe, 2 treierătoare, zeci de magazine, cârciumi și ateliere (brutar, cizmar, săpători de fântâni, cosar, dogar, dulgher, frânghier, frizer), hotel, poșta cu 8 cai și 3 trăsuri, medicul de plasă și agent sanitar, judecătorie de ocol, telegraf. În urma reformei teritorial administrative plasa Tîrnova este desființată satul fiind inclus în plasa Climăuți, județul Soroca.
La sfârșitul perioadei interbelice funcționa și o fabrică de cărămidă arsă.
Fosta Bancă de Zemstvă era acum casa lui Petrescu.
Structura lingvistică a populației (1930)
     Limba română (83,2%)
     Limba rusă (7,8%)
     Limba idiș (5,8%)
     Limba ucraineană (1,9%)
     Polonezi (0,6%)
     Alte limbi (0,7%)
Recensământul din 1930 arată 3366 de locuitori: 2797 români, 1 maghiar, 1 german, 244 ruși, 77 ucraineni, 1 ceh, 19 poloni, 200 evrei, 3 greci, 8 armeni și 1 turc. Din punct de vedere lingvistic, 2800 persoane au indicat limba română, în calitate de limbă maternă; 2 pers. - limba germană; 263 pers. - limba rusă; 63 pers. - limba ucraineană; 22 pers. - limba poloneză; 196 pers. - limba idiș; 3 pers. - limba geacă, 2 pers. - limba armeană; 9 pers. - limba țigănească, 1 vorbitor de limba turcă și 5 persoane nu și-au nedeclarata limba maternă.
Învățământul în această perioadă era axat pe trecerea la cel primar obligatoriu. După primii 6 ani de administrare, în care, spun bătrânii că, regimul a fost foarte dur, a urmat o atârnare mai normală (Gheorghe D. Ispravnic). În sat erau: o școală primară mixtă și 2 școli complementare. În 1933 la școala de băieți învățau 220 de elevi, instruiți de învățătorii Gheorghe Rusu, Teofil Manea, Valentina Ganea, Anton Sumnevici și Cristofor Danilov; și la școala de fete învățau 160 de eleve și activau profesorii: Ana Dobjanschi, Tinaida Rusnac, L. Sumnevici, M. Brăduceanu. 
În 1938, în urma unei noi reforme teritorial-administrative, Tîrnova devine iarăși centru plasei omonime din județul Soroca, ținutul Prut.
Construcție de valoare și această perioadă a rămas în cimitir, Monumentul Eroilor Primului Război Mondial.

### Prima ocupație sovietică
În 1940, sub ultimatum, România cedează Basarabia Uniunii Sovietice. Noile autorități organizează propriul sistem de conducere a regiunii. Plasa Tîrnova este transformată în raionul Tîrnova. În același an încep deportările staliniste a populației civile: 10 bărbați, 7 femei și 11 copii ajung în regiunile Omsk și Novosibirsk (Siberia).

### Al doilea război mondial

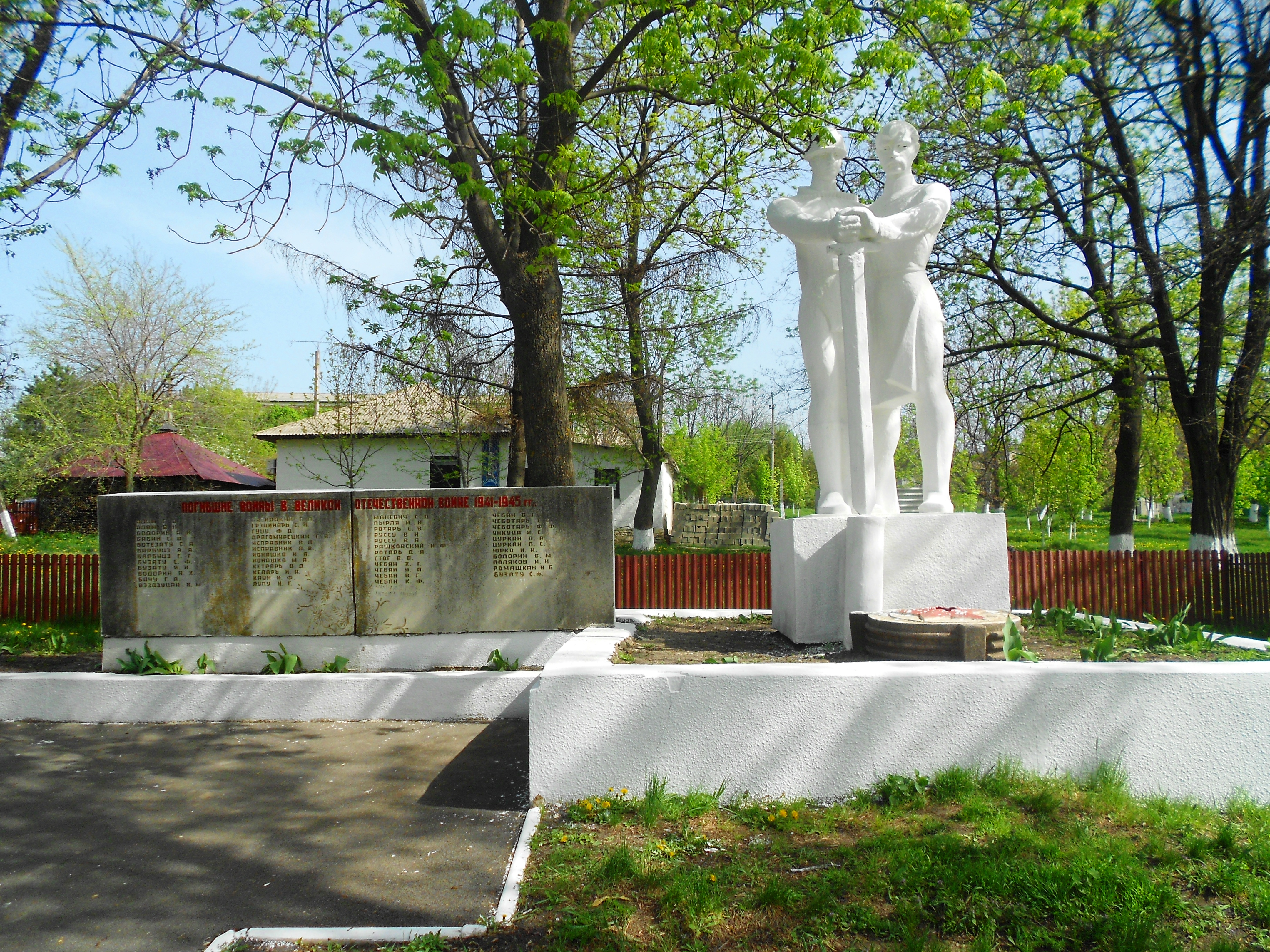
Monumentul consătenilor căzuți în Al Doilea Război Mondial.

Între anii 1942-1944 satul Tîrnova era centrul administrativ al comunei omonime alcătuită din localitățile: Târnova propriu-zisă, Briceva și Elena-Doamnă. Comuna era inclusă în  Plasa Nădușița, județul Soroca. În această vreme clădirea gării (parțial), și alte 4, pentru lucrătorii feroviari, erau cazarme ale soldaților și jandarmilor, cum s-au numit și mai pe urmă. 
În Al Doilea Război Mondial au căzut, ca eroi, 67 bărbați tîrnoveni. Cât luptele erau în toi, în anii 1944-1945, cca. 21 de bărbați din Tîrnova au fost arestați pentru așa-numită „agitație antisovietică”. 
În 1949, în urma operațiunii „SUD”, au fost deportați din sat în Regiunea Tiumen 76 bărbați și 92 femei (inclusiv copii).

### Perioada sovietică
Și în această vreme, după 6 ani de la ocupare, încetează relele mari și încep careva realizări, a căror apogeu de bunăstare materială, nu doar din această perioadă, a fost în anii1970-1980. 
Statistici și realizări
În 1959, după reforma administrativă din RSSM, raionul Tîrnova este desființat iar teritoriul său este divizat între raioanele Ocnița și Drochia, ca ulterior să se formeze Raionul Dondușeni. Alegerea noului centru administrativ, spun localnicii, că a fost cauzată și de refuzul președintelui de colhoz, de a construi fabrica de zahăr la Tîrnova, pe coasta vestică a dealului Aerodromului, cum s-a propus, lângă aerodromul ce funcționa pe vârful dealului. În aceeași vreme se reconstruiește calea ferată, fiind pregătită pentru trenuri mai grele, iar gara, ce putea primi trenuri lungi de 300 m, e lungită pentru primirea trenurilor de 1km. 1960 trece prima locomotivă diesel (60t).
În anii 1960 -’80 în satul Tîrnova se afla sediul colhozului „Moldova sovietică” specializat în cultivarea cerealelor, sfeclei de zahăr, porumbului, leguminoaselor. În 1975 producția globală a asociațiilor agricole din Tîrnova a constituit 2,5 mln. ruble, producția realizată fiind 2,3 mln. ruble, venitul net - 527 mii ruble. În același an, gospodăria agricolă dispunea de 72 de tractoare, 28 combine, 25 autocamioane. Ramura de prelucrare era reprezentată de fabrică de vinuri, filiala asociației „Moldselhoztehnica”, filiala asociației „Moldplodovoșiprom”, combinatul avicol, punct de colectare a cerealelor. Mai funcționau: Combinatul de producere a bunurilor de uz casnic și agricol,(pe locul acareturilor conacului boieresc), Casa de manufacturi(dom bâta), fabrica de măcinare a oaselor. 
Componența etnică a populației la ultimul recensământ sovietic, din 1989, arăta în felul următor: români – 3970 pers.; ucraineni – 765 pers.; ruși – 348 pers.; găgăuzi – 2 pers.; bulgari – 3 pers.; alte etnii – 85 de oameni; în total satul avea 5173 de locuitori.
Învățământul și cultura în această perioadă aveau: primul, să crească și a doua, să scadă, care lucru era cauzat și de educația ateistă. Avea să crească beția și tălhăria, care au și dărâmat URSS. Biserica nu a fost închisă la Tîrnova, prin lupta preotului Teodor (Gherman) și a creștinilor din localitate.

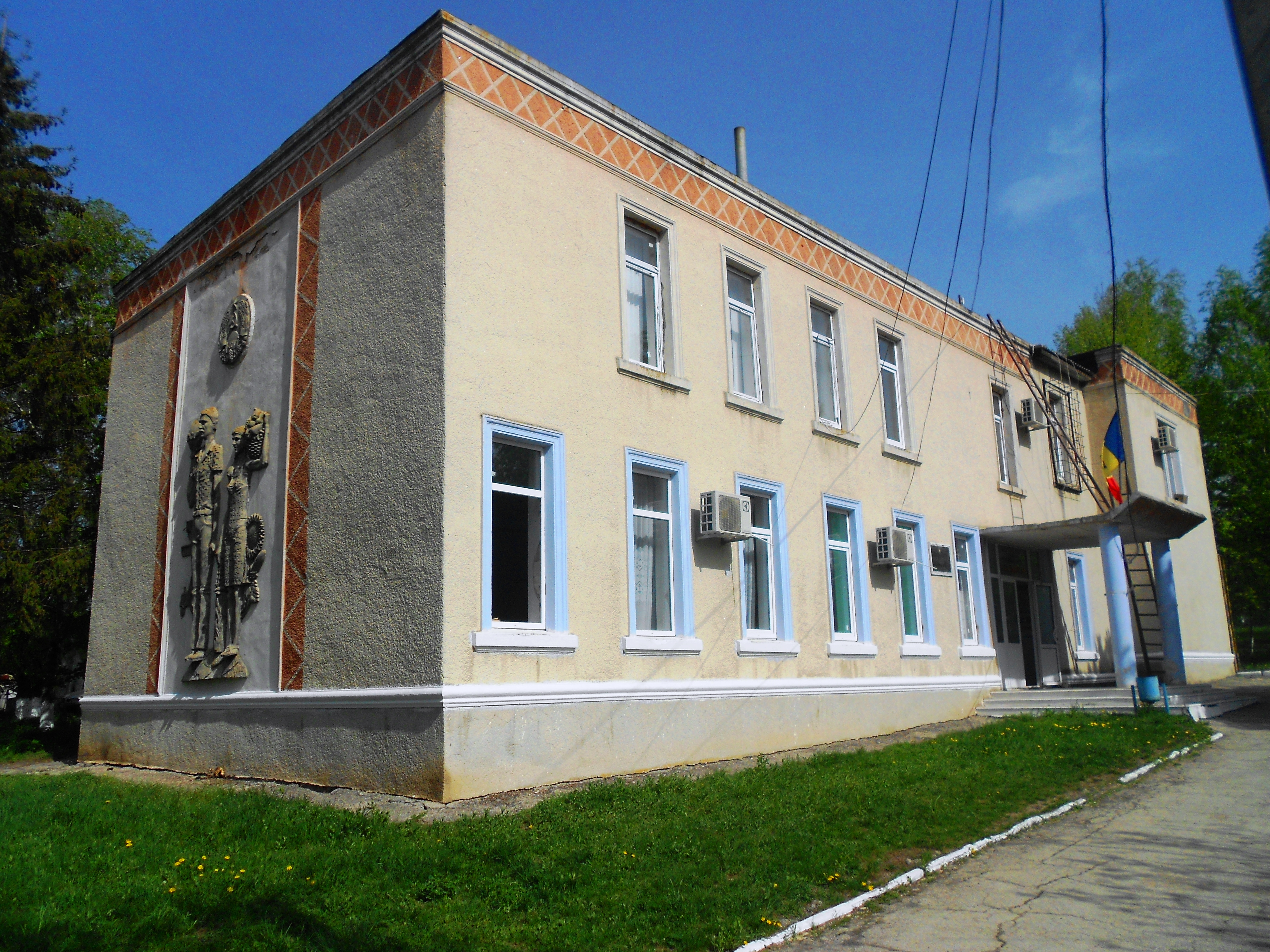
Primăria comunei.

Până în 1980, când s-a construit școala actuală, învățământul s-a predat în cele două: cea de băieți fiind acum moldovenească și, cea de fete rusească. Apoi, spre 1980, elevii învățau și în conacul boieresc. În 1961-1963 se întemeiază și se construiește Sanatoriul de tuberculoză; iar spre 1980 și școala profesională cu 4 etaje. Pe atunci în sat erau 3 gredinițe de copii. 
Casa de cultură, ce era în moara boierească cu abur, a ars, după care, spre sfârșitul perioadei s-a reparat clădirea conacului, care a pierdut atunci mult din valoarea arhitecturală și unde este palatul de ceremonii.

### După declararea independenței
În războiul pentru apărarea integrității teritoriale și a independenței Republicii Moldova din 1992 și-a dat viața tîrnoveanul Lisnic Vitalie Victor (n. 17 iunie 1973), decedat la 21 iunie 1992 în bătălia pentru Tighina.

## Populație
Cele mai vechi date statistice referitoare la populația satul Tîrnova datează din anul 1859. Pe atunci satul deja era considerat mare și avea 984 de locuitori. Zemfir Arbore a notat în 1902, în dicționarul său, că populația satului constituia 2297 de locuitori. La recensământul general organizat de autoritățile române în 1930 au fost înscrise 3366 de persoane. Creșterea populației timp de 31 de ani a constituit 46,5%, adică s-a mărit de 1,5 ori. În 1979 s-a înregistrat maximul de locuitori - 6002 persoane. Treptat această cifră a început să scadă și la ultimul recensământ desfășurat în perioada sovietică, în 1989, în Tîrnova locuiau 5173 de oameni. Peste 10 ani, la primul recensământ desfășurat de după independența Moldovei au fost înregistrați 4293 de locuitori, o descreștere cu 880 de persoane sau 17%. Reducerea populației se datorează situației social-economice, caracterizată în principal de lipsa locurilor de muncă. Acesta a cauzat migrația unei parți a populației, în special a persoanelor apte de muncă, în centrele urbane a țării sau peste hotare. Datele din 2012 arată că numărul de locuitori nu a avut modificări profunde, consemnându-se o ușoara creștere (3,3% față de 2004). Astfel, se poate vorbi de o stabilizare aparentă a numărului populației în Tîrnova.
La recensământul populației din 2004 în satul Tîrnova au fost înregistrați 2017 bărbați și 2276 femei. Componența națională a fost următoare: români - 3497 locuitori, ucraineni - 505 locuitori, ruși - 222 locuitori, romi - 39 locuitori, polonezi, bulgari, găgăuzi.
| Componența etnică a populației |
| --- |
| · 1930 Români (83,09%) Ucraineni (2,28%) Ruși (7,24%) Evrei (5,94%) Alte etnii (1,45%) · 1989 Români (76,74%) Ucraineni (14,78%) Ruși (6,72%) Alte etnii (1,76%) · 2004 Români (81,46%) Ucraineni (11,76%) Ruși (5,17%) Alte etnii (1,61%) |

Tîrnova - evoluția demografică

Date: Recensăminte sau birourile de statistică - grafică realizată de Wikipedia

## Economie

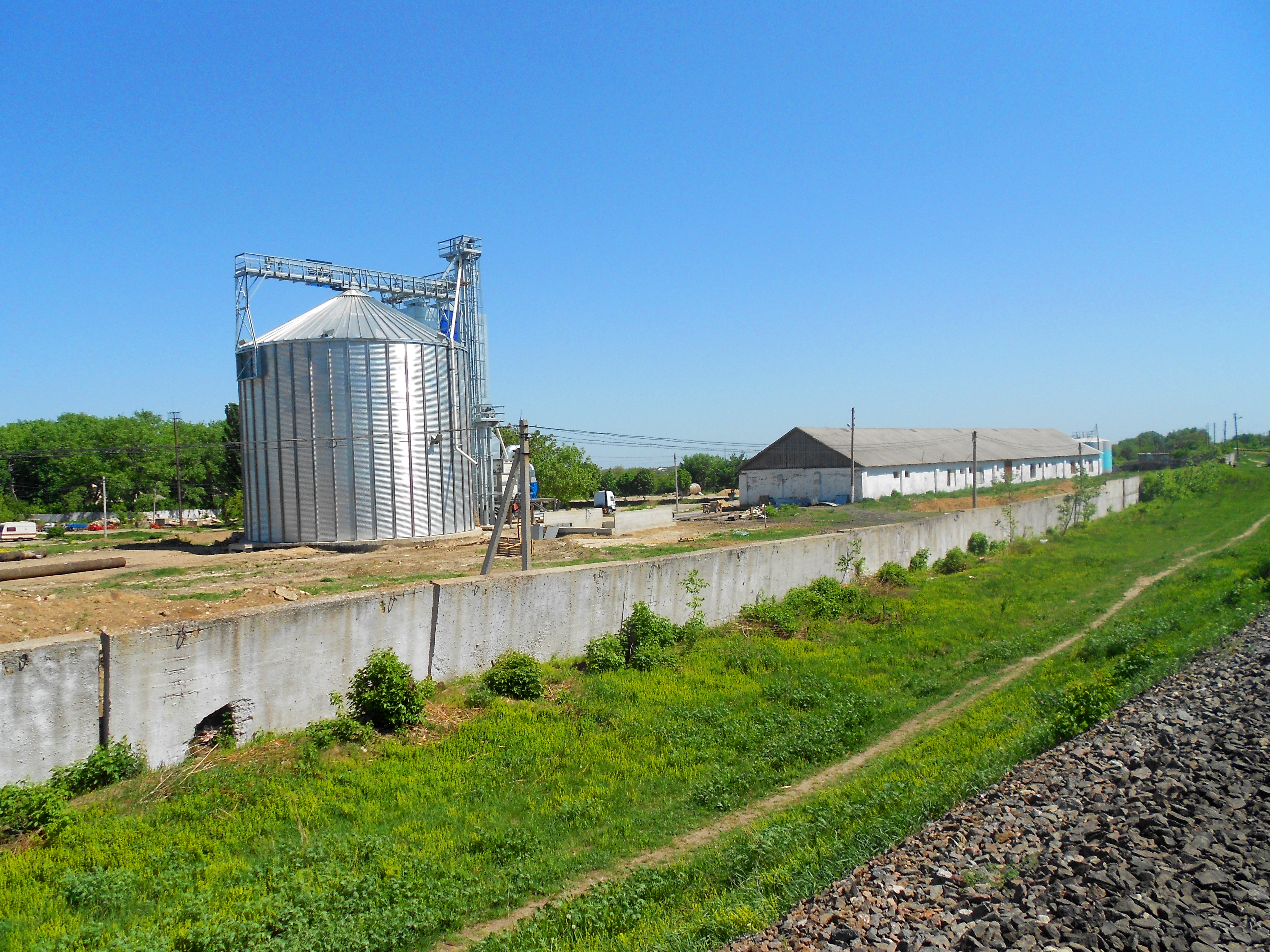
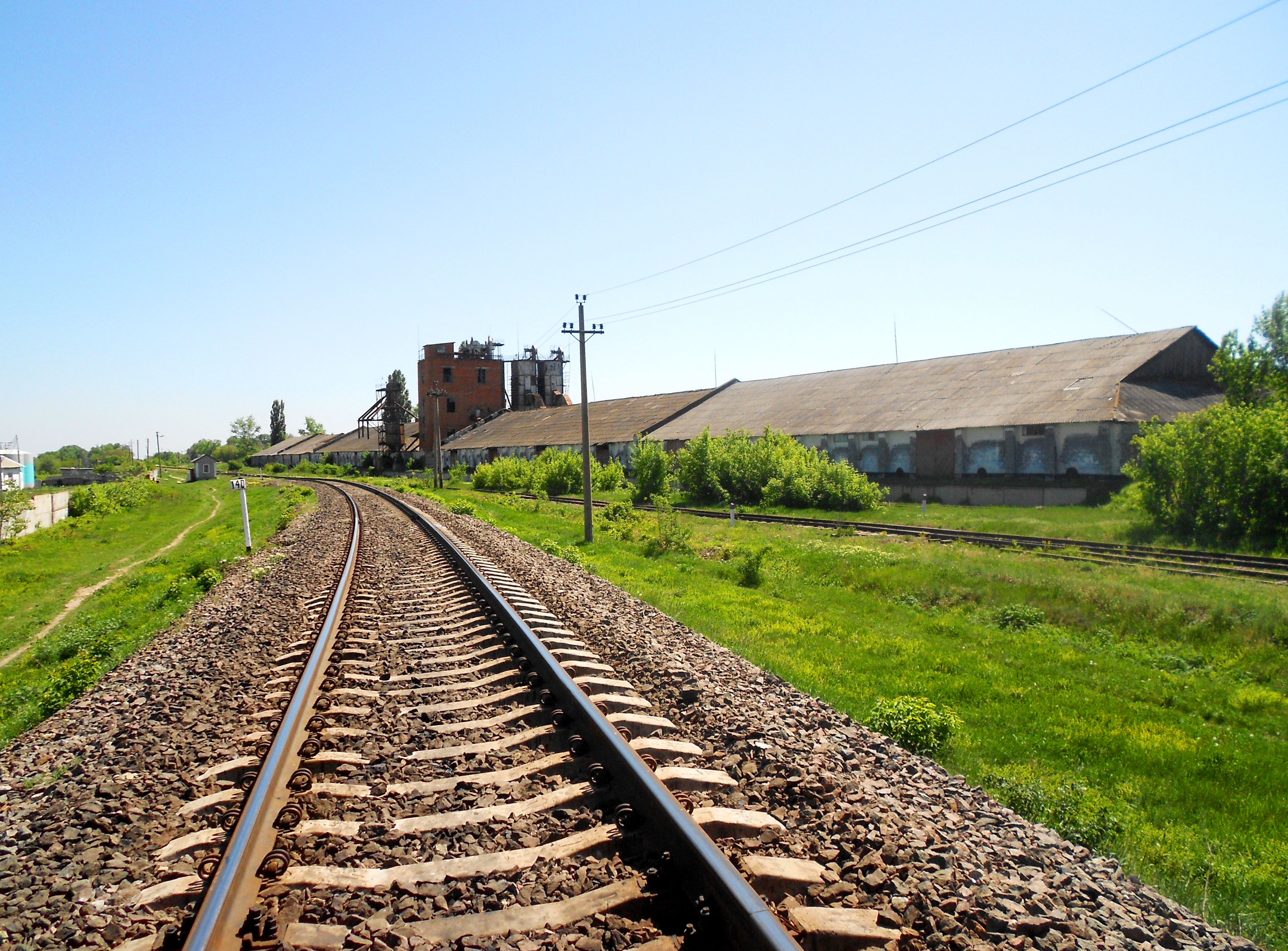
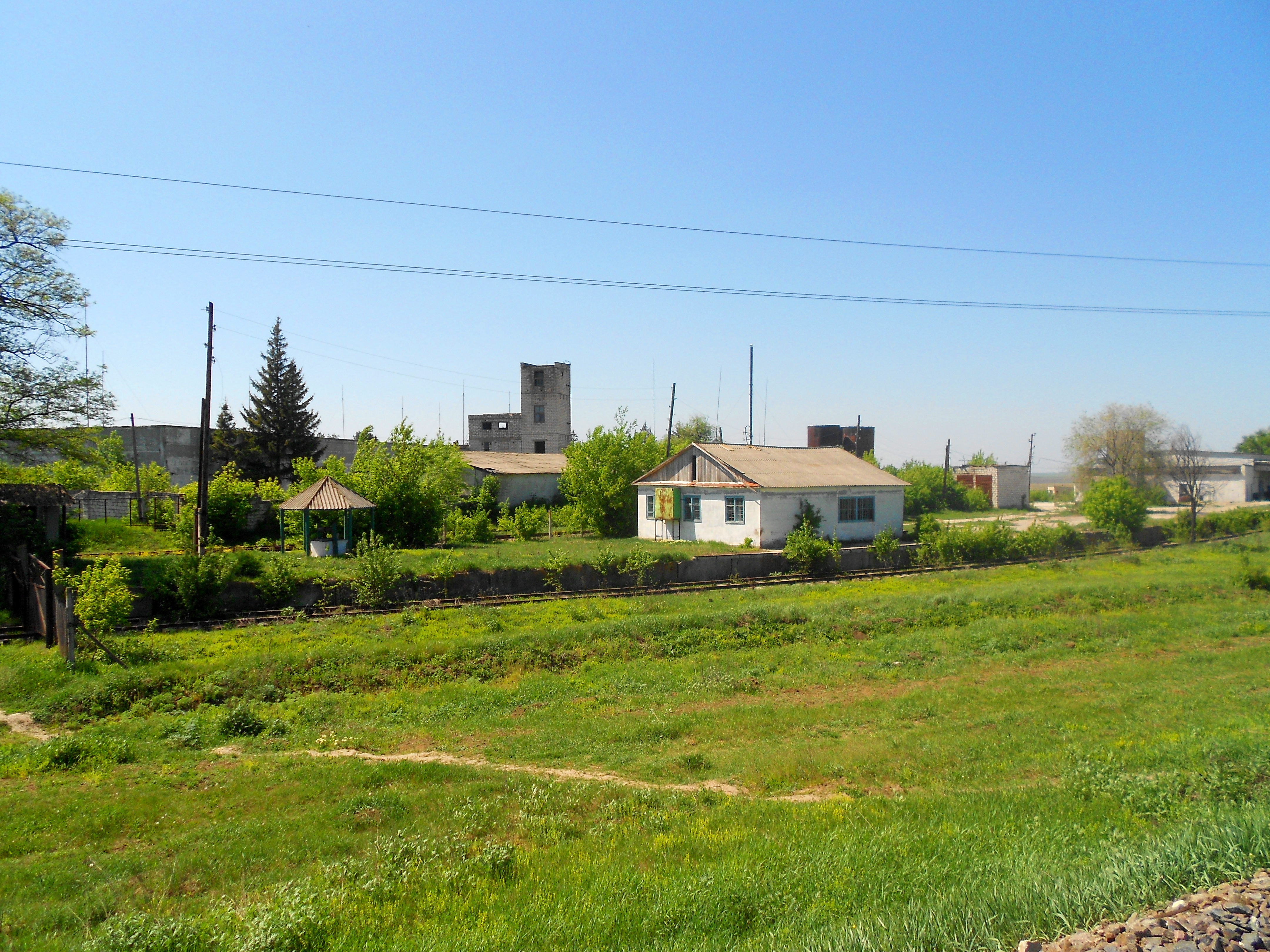
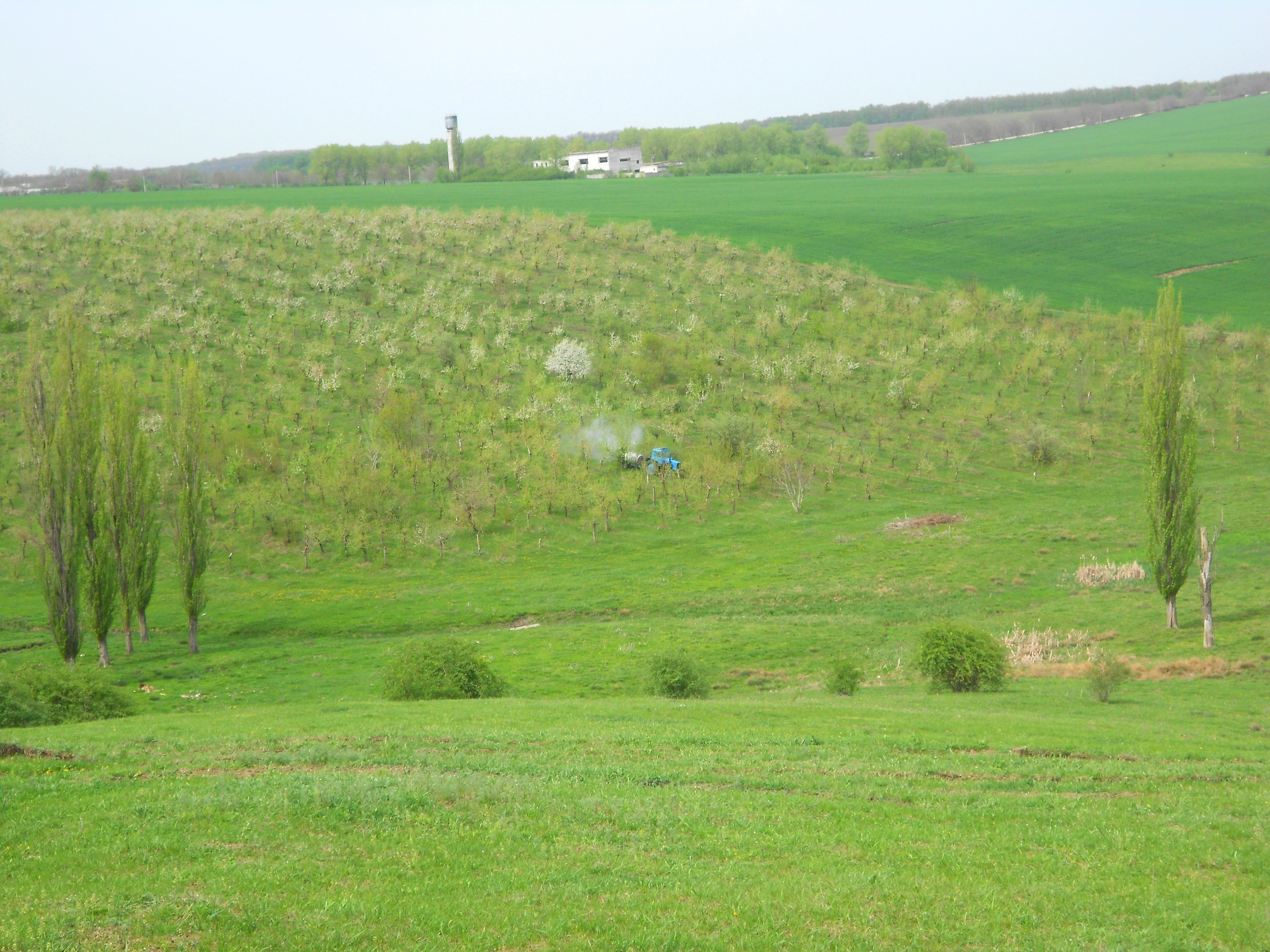

În sectorul agricol își desfășoară activitatea câteva cooperative agricole de producere și societăți cu răspundere limitată (SRL) și gospodării țărănești. În Tîrnova activează 2 fabrici avicole SRL „Teovera” și SRL „Rom-Cris”, create pe baza fostei fabrici avicole a colhozului, care produc ouă, pui, carne de găină, oferă servicii de depozitare și prelucrare a produselor agricole. Avicola „Teovera” se află în procesul de modernizare, au fost construite un abator dintre cele mai noi și câteva hale moderne pentru creșterea și întreținerea păsărilor. Compania „Rom-Cris” a stabilit relații de colaborare și parteneriat cu producători avicoli din Ungaria și România. În anul 2010 s-a produs circa 12 461 000 de ouă. Numărul angajaților la avicola „Rom-Cris” variază între 21-50 de lucrători în funcție de sezon.
În 2012 efectivul animalelor întreținute în gospodăriile țărănești constituia: bovine - 375 de capete, porcine - 150 de capete, ovine de toate rasele - 850 de capete, caprine - 600 capete, cabaline - 32 capete. Pe lângă acestea, locuitorii posedau aproximativ 8000 de păsări: 7500 de găini, 200 gâște și 300 rațe. Sunt crescuți 100 de nutrii pentru blană,150 de iepuri și 120 familii de albine. 
Stația tehnologică de mașini dispune de 4 tractoare 2 combine și 7 unități de altă tehnică. La Tîrnova funcționează o moară, o oloiniță și un mic atelier particular, ÎI „Cuharev Victor”, care confecționează uși și ferestre termopan.
Activități și întreprinderi economice din localitate

## Educație

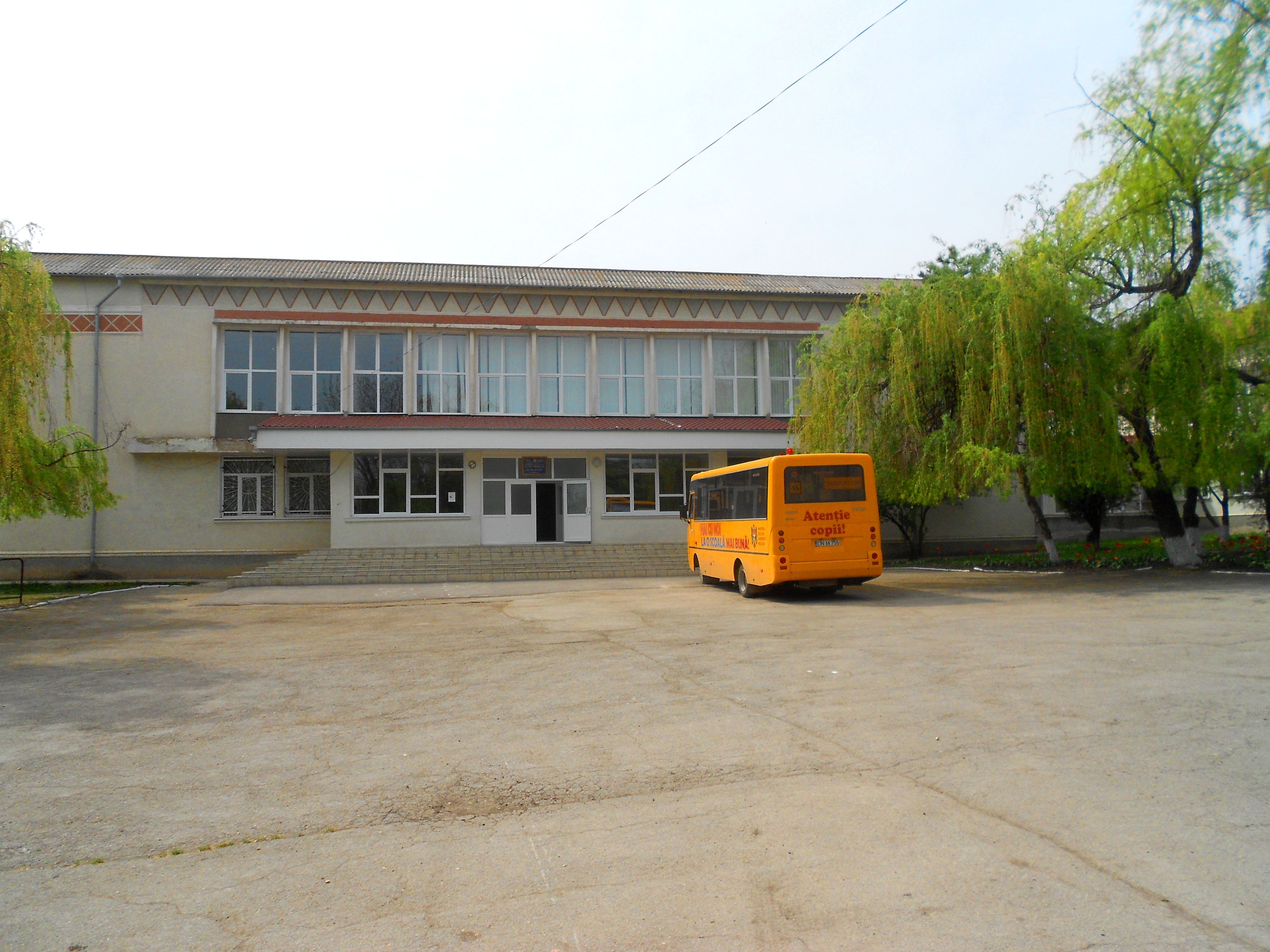
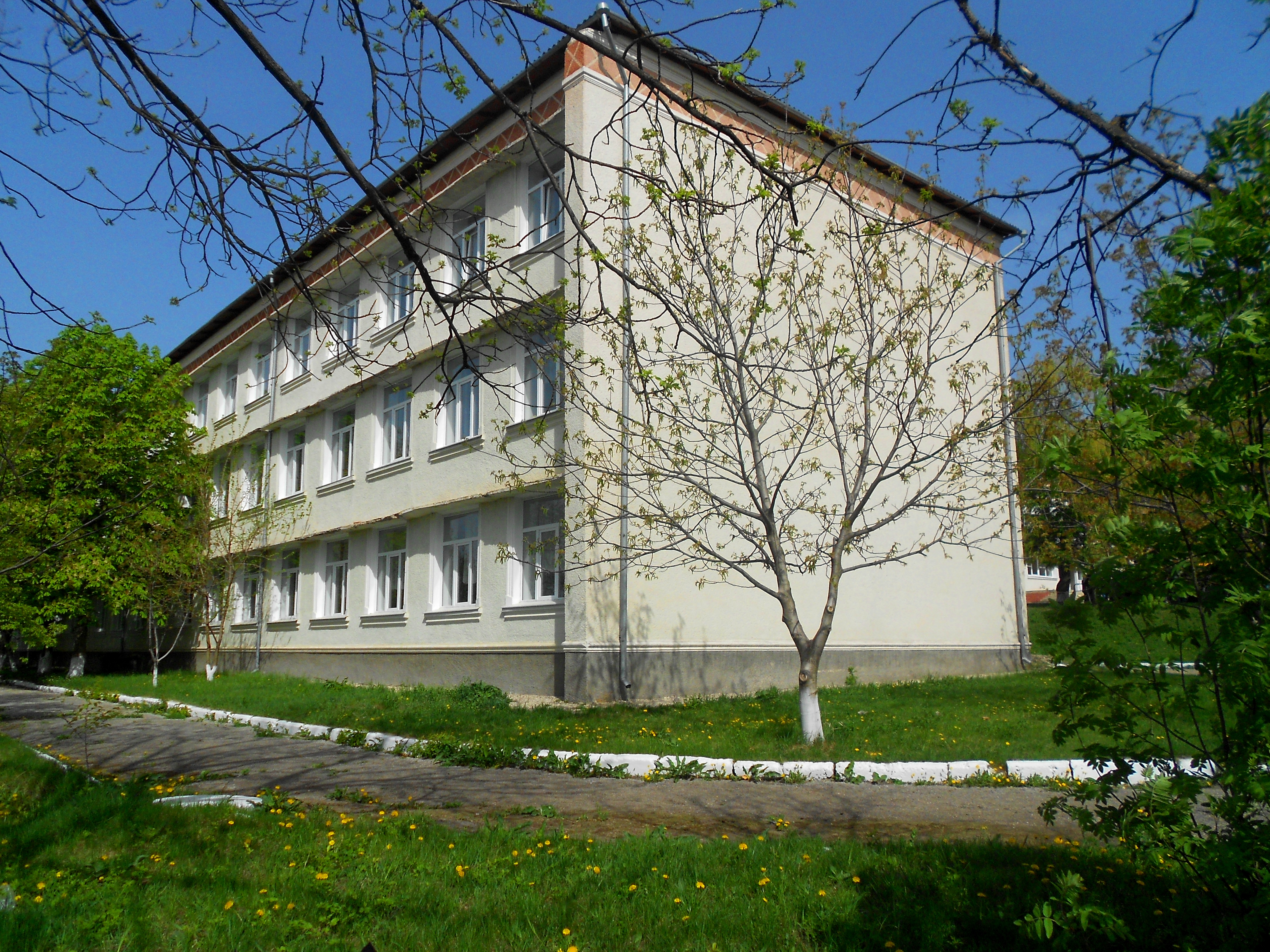
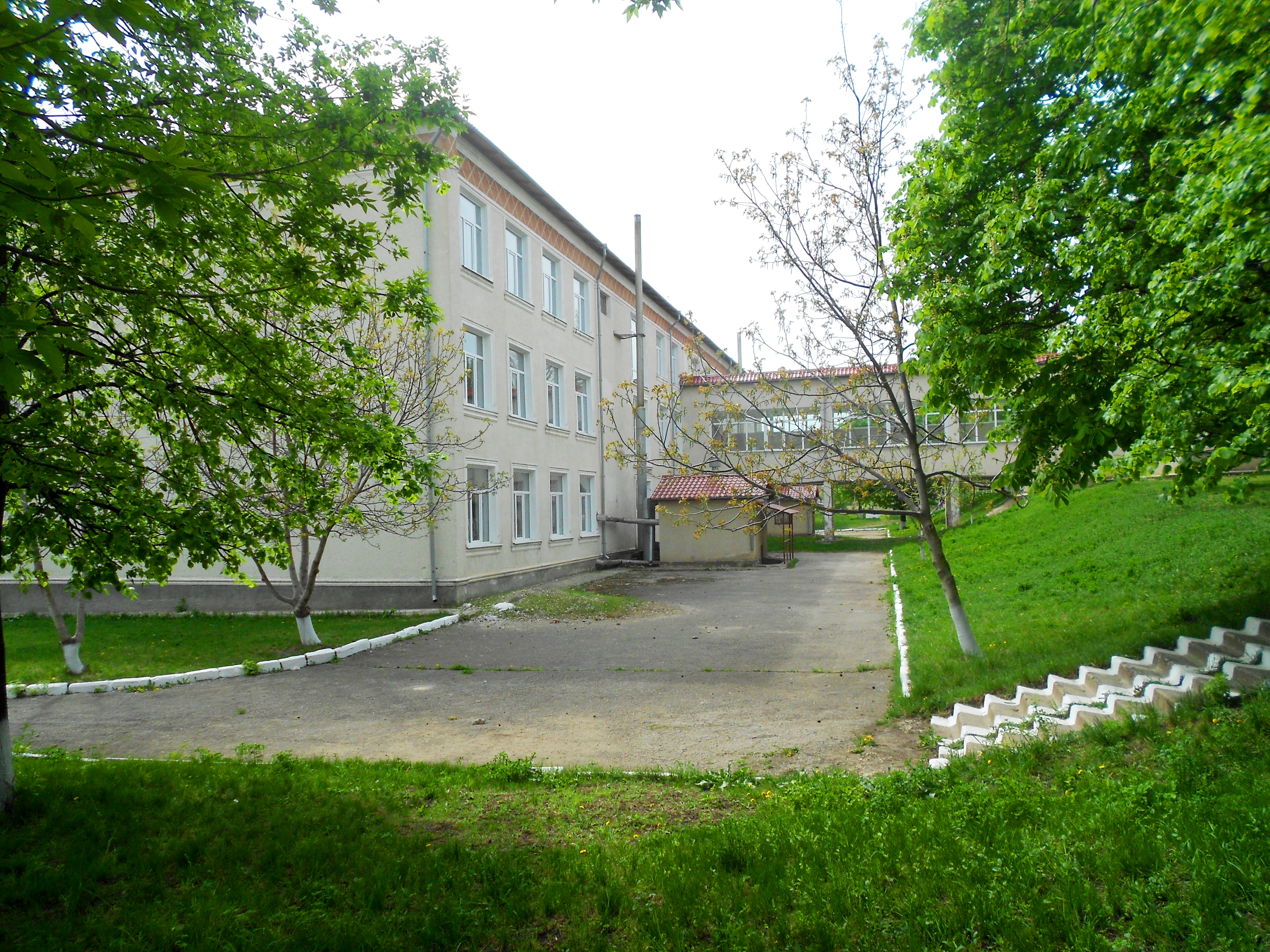
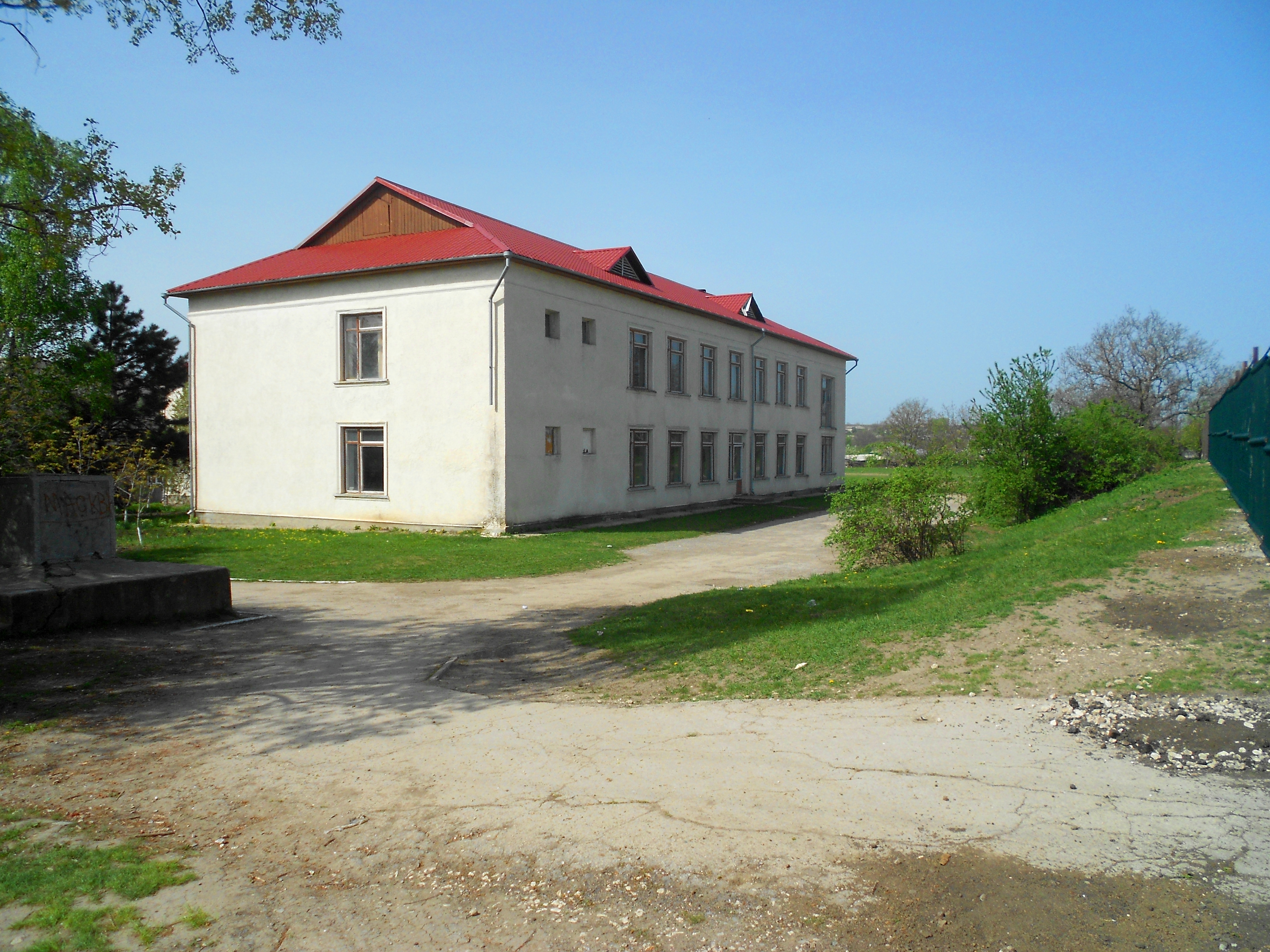

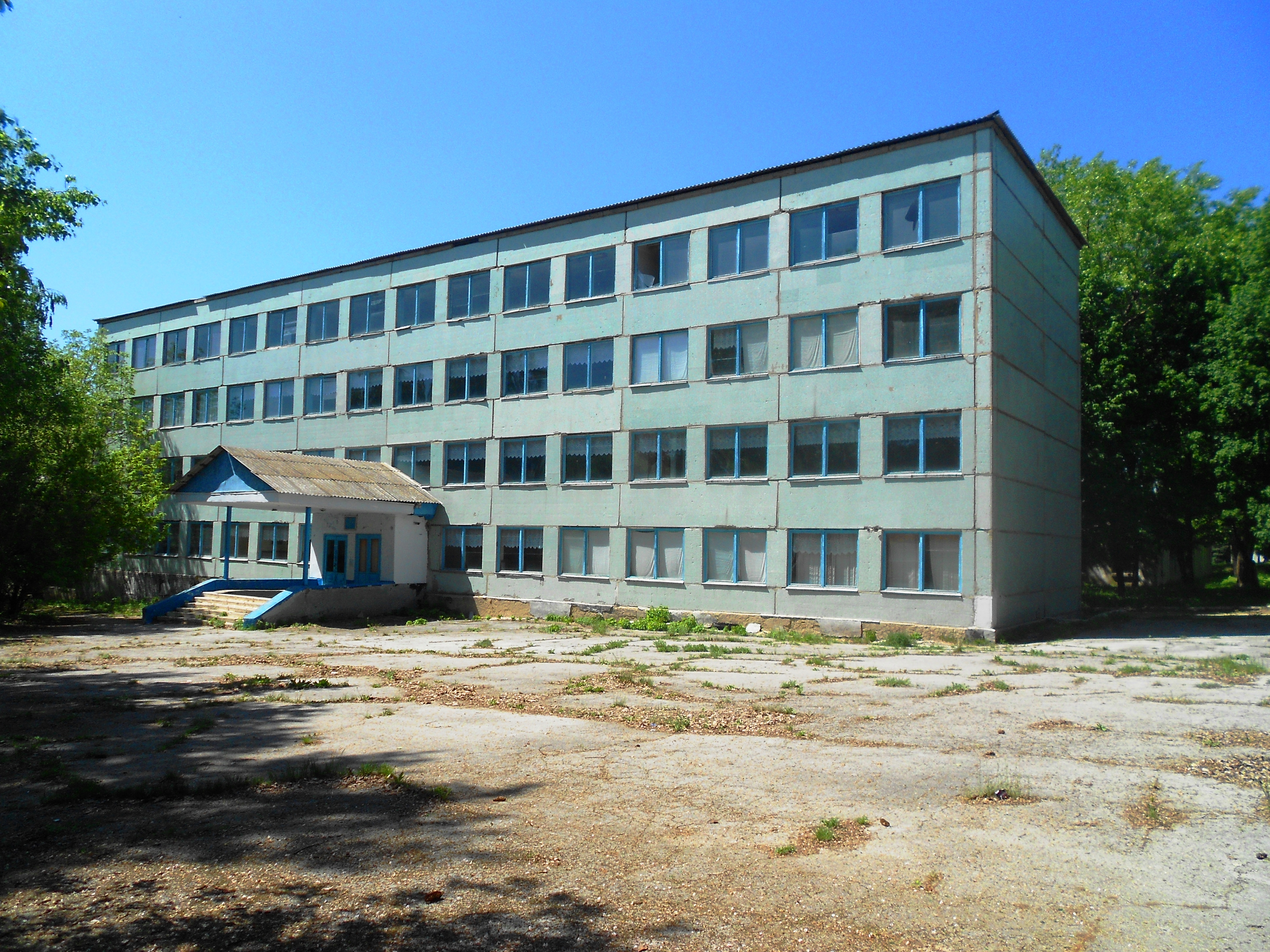
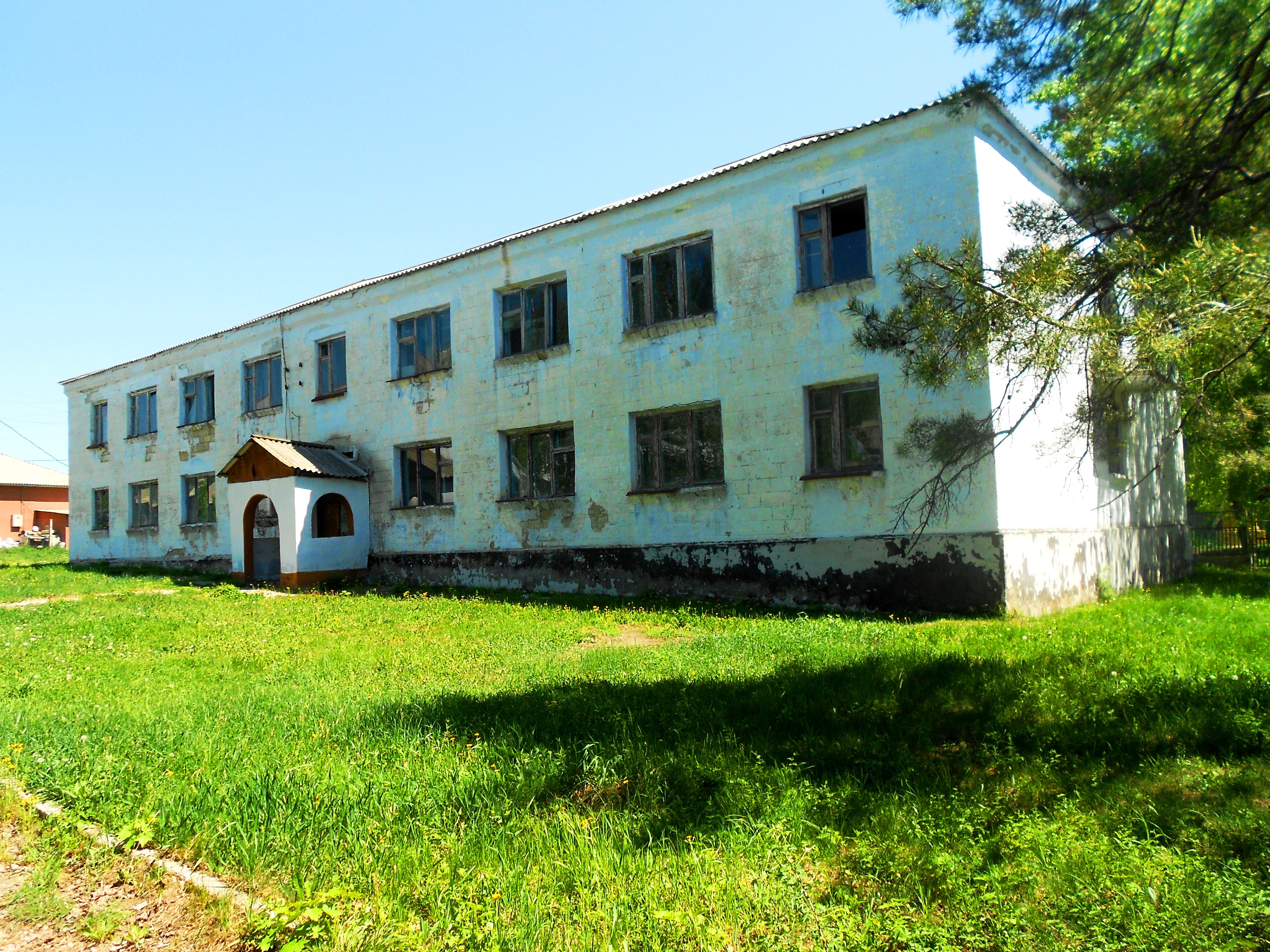
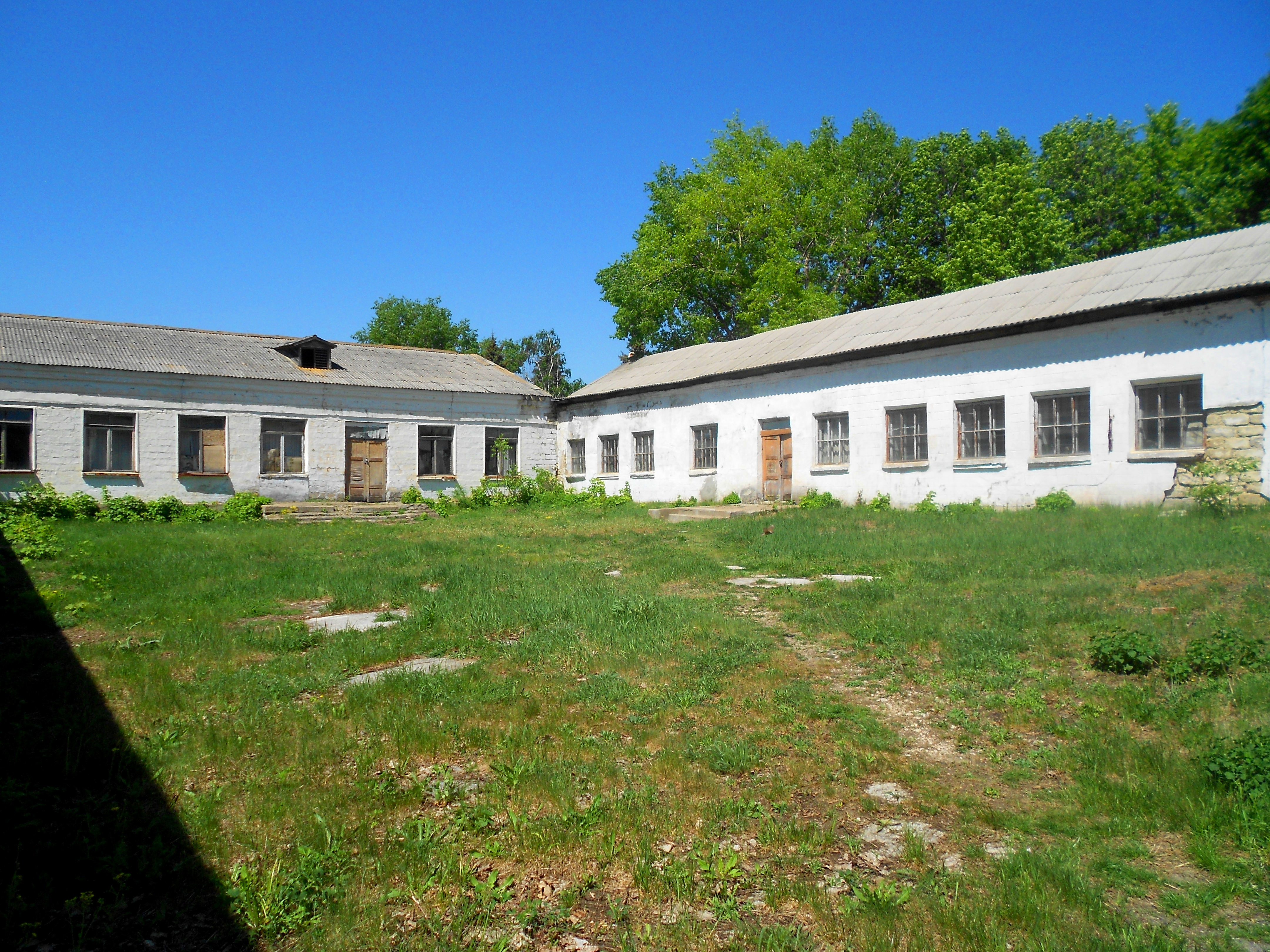
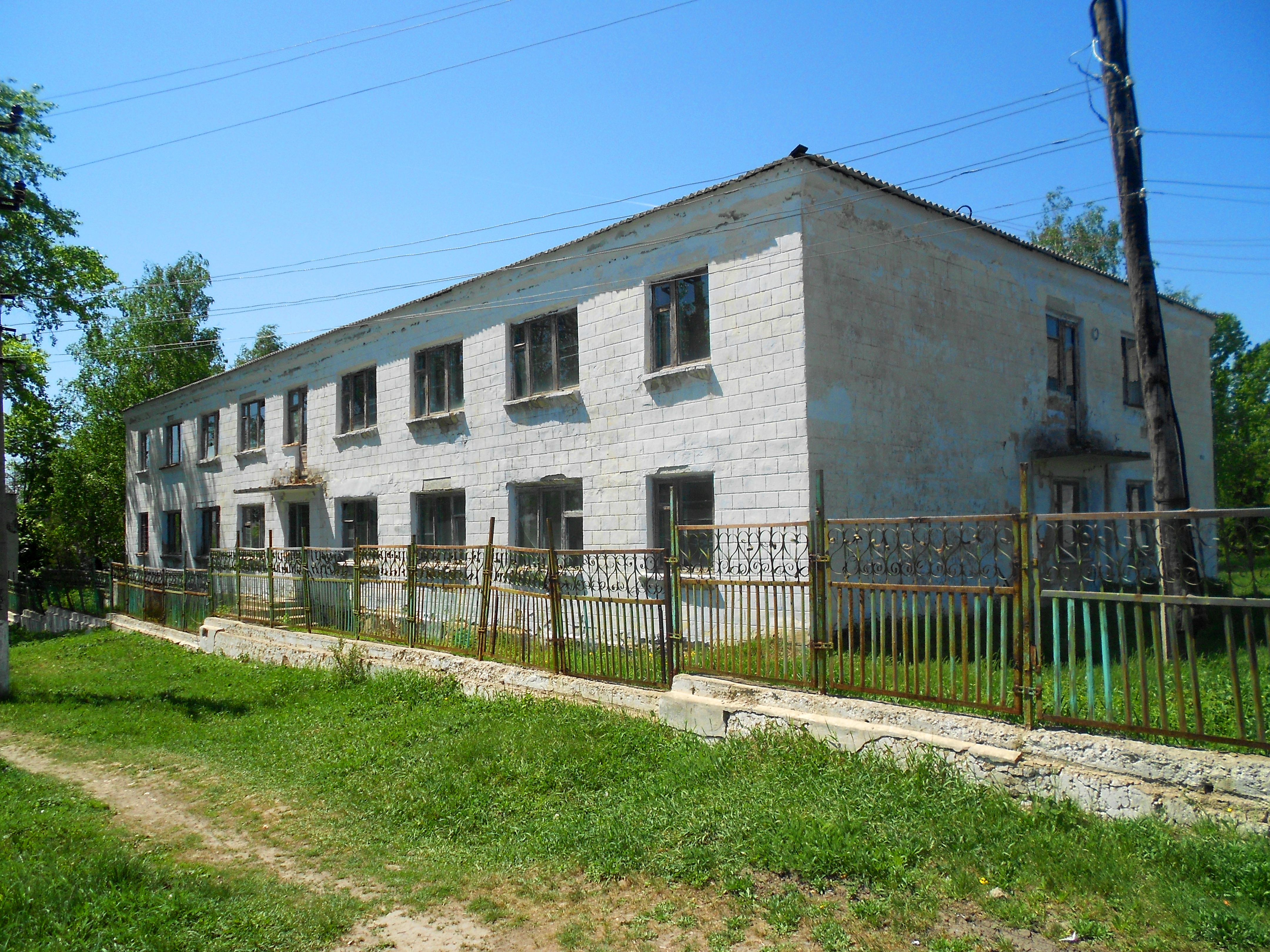

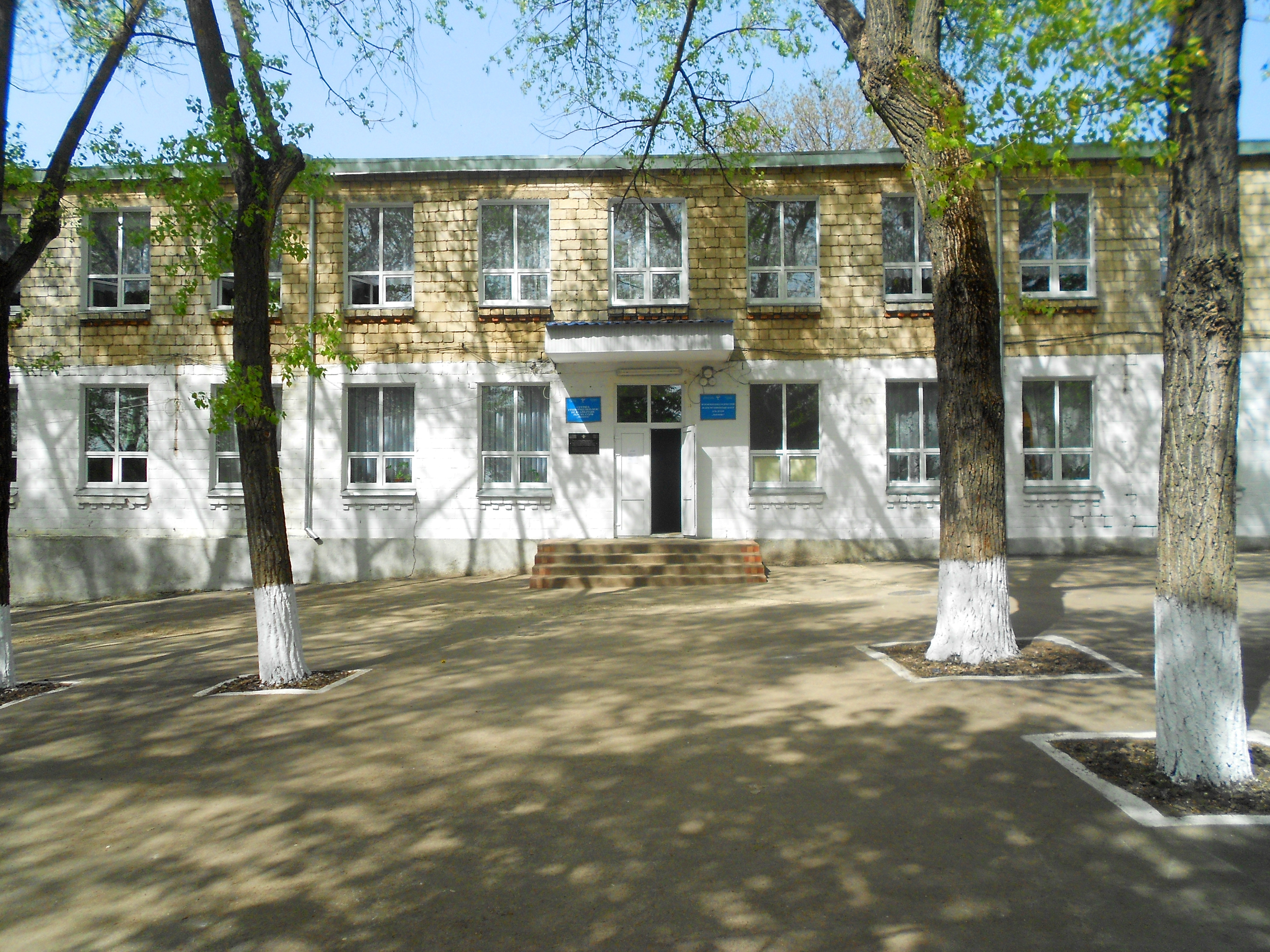
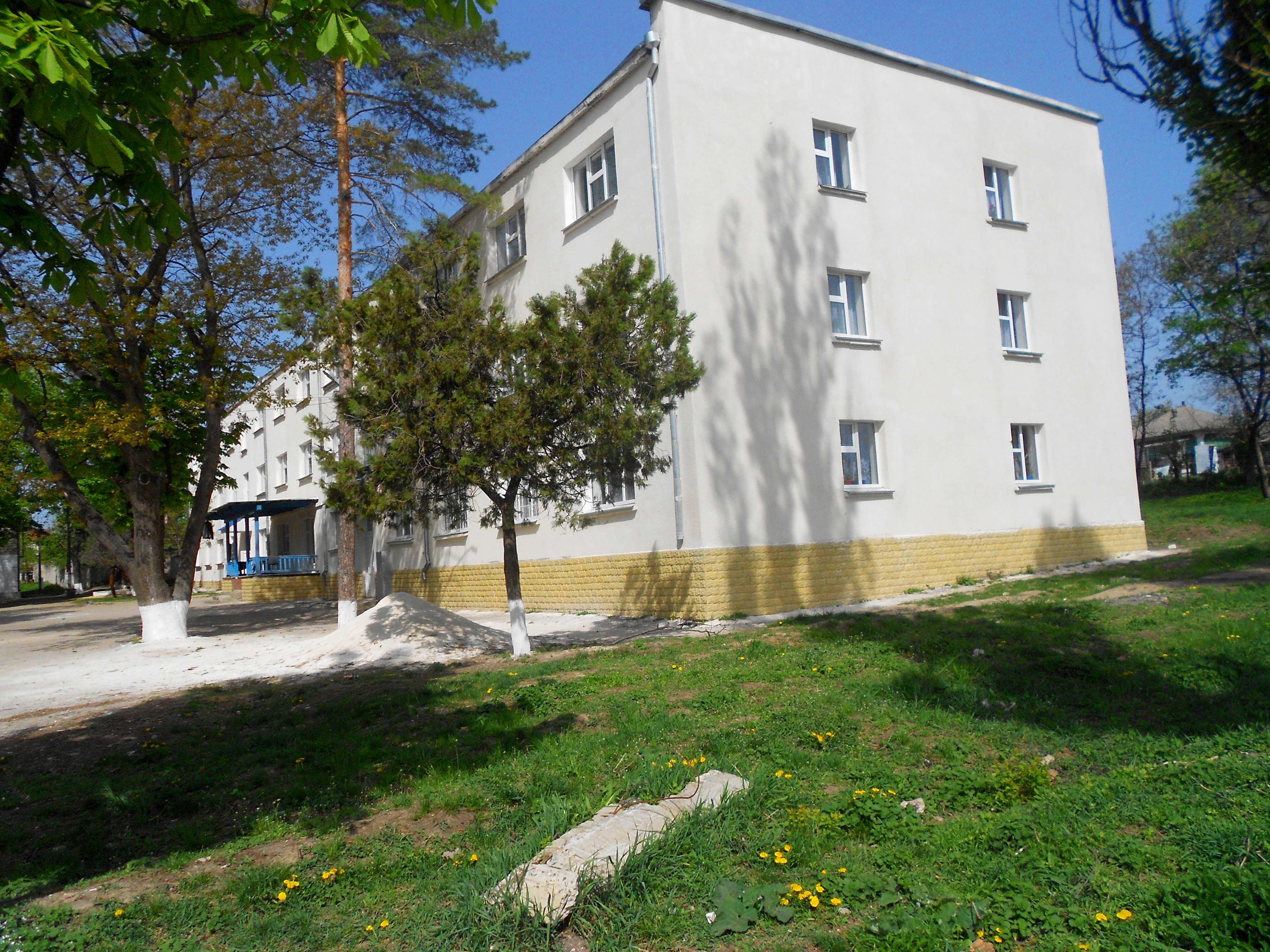
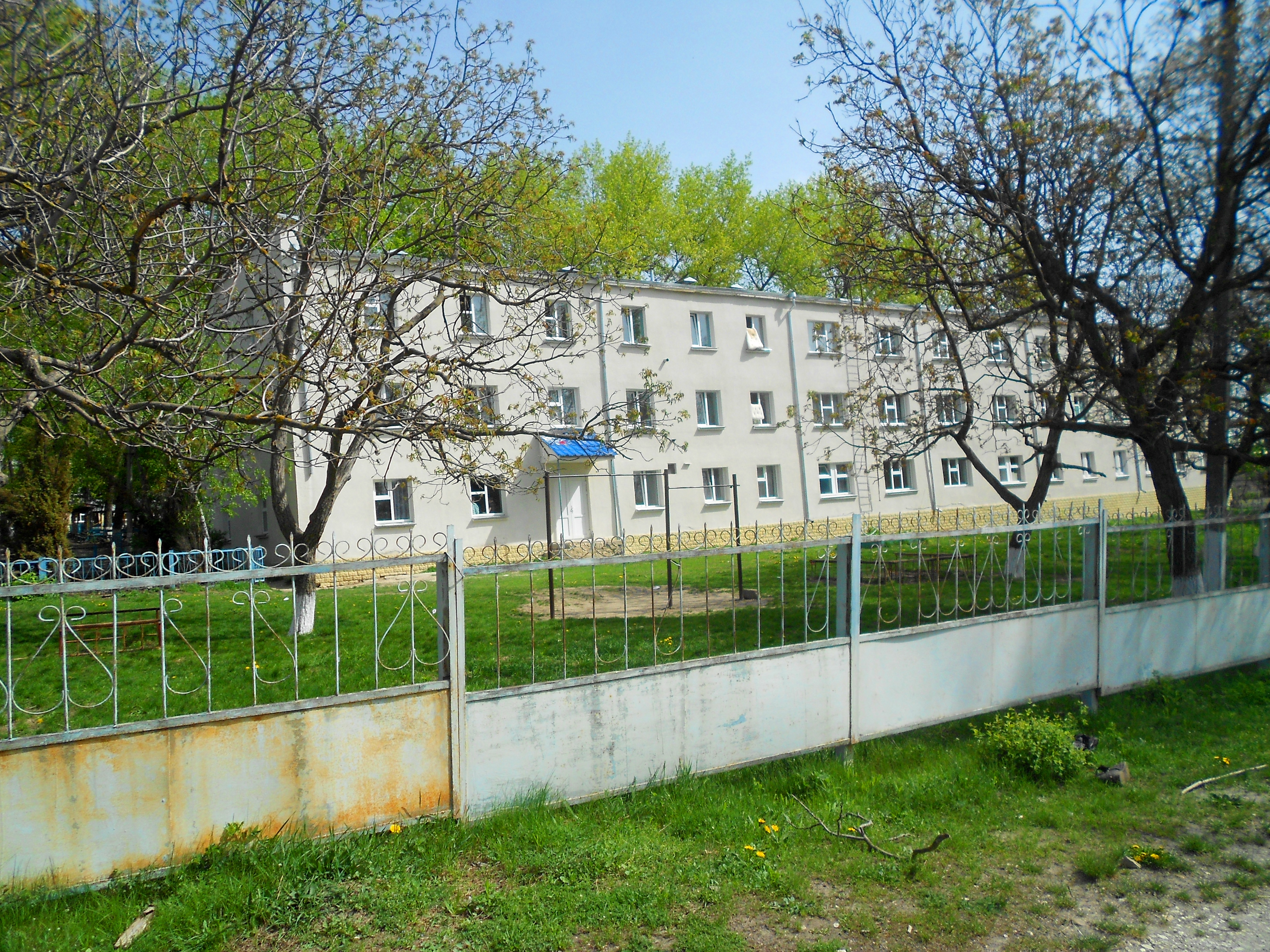
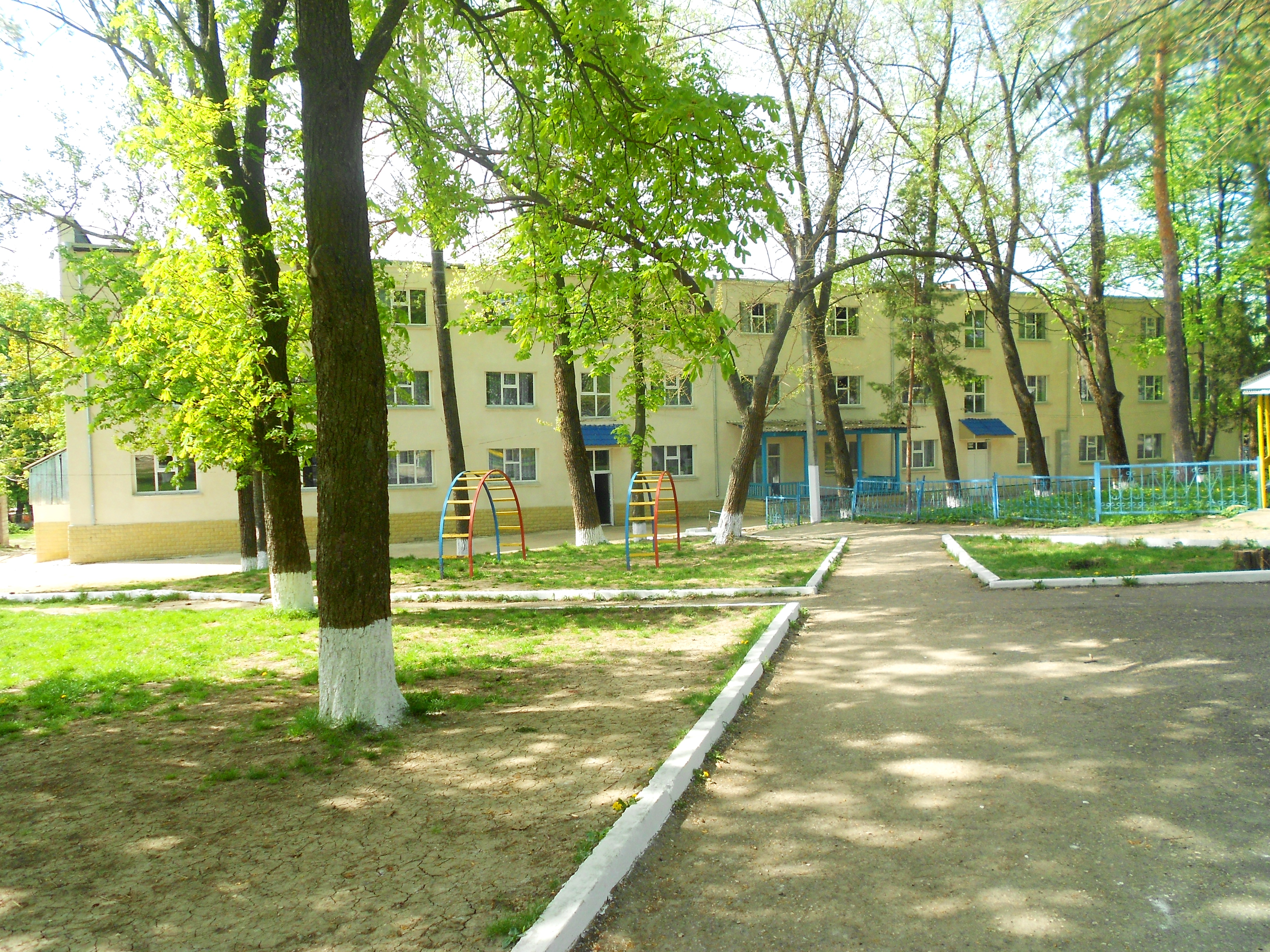

În satul Tîrnova activează grădinița Albinuța, care urmează a fi renovată .
În 2003 Școala profesională polivalentă a fost reorganizată în Școală profesională.. În această instituția se efectua studii la următoarele meserii: tractorist-mașinist în producția agricolă, electrogazosudor-montator, cusător, lăcătuș la repararea automobilelor, tractorist, bucătar, frizer . În 2010 Școala profesională din Târnova a fost desființată .
Liceul teoretic „Constantin Negruzzi” din Tîrnova
Școala profesională din Tîrnova
Centrul Fiziopneumologc de reabilitare a copiilor și școala-internat din Tîrnova

## Edilități
În comună există serviciu de salubrizare.

## Monumente istorice și de arhitectură
| Nr. | Tip                                                                  | Cronologie                  | Gen                   | Categorie | Imagine |
| --- | -------------------------------------------------------------------- | --------------------------- | --------------------- | --------- | ------- |
| 507 | Așezare umană                                                        | Epoca eneolitului           | Arheologic            | Național  |         |
| 508 | Biserica „Adormirea Maicii Domnului”                                 | 1825 (recon. 1842- 1845)    | Arhitectural          | Național  |         |
| 509 | Biserica „Sfântul Arhanghel Mihail”                                  | Sec. XVIII                  | Arhitectural          | Național  |         |
| 510 | Conacul lui Manolache Negruzzi                                       | jumătatea a doua a sec. XIX | Arhitectural, Istoric | Național  |         |
| 511 | Monument în memoria a 46 ostași consăteni decedați în anii 1941-1945 | 1973                        | Istoric               | Local     |         |
| 512 | Mormântul ostașului căzut în război                                  | 1944                        | Istoric               | Local     |         |
| 513 | Paraclis                                                             | Anii 30 ai sec. XX          | Arhitectural          | Național  |         |
| 514 | Tumuli – 5                                                           | sec. IV-XII e.n.            | Arheologic            | Național  |         |

CONACUL LUI MANOLACHE NEGRUZZI și MOȘIA BOIEREASCĂ (după mărturia lui Gheorghe Ispravnic, slujitor la curte, și Vasilie Rusu, veteran din 1921).                                        
Înainte de reparația generală din 1991-1992, care a schimbat aspectul clădirii istorice, și portalul, și terasa, știrbind din frumusețea ei, înăuntru era coridor în formă de cruce și mai multe odăi diferite: În blocul central, la et. 1, erau: 3 odăi mari; 3 mijlocii(toate de 8m/5m); 5 odăi mici(de cca 25 m. pătrați) și baia(de 6m/3m). Aici, din coridor, era intrarea în "beciul tunelului". La et. 2, care a fost micșorat în suprafață de două ori, erau: 3 odăi mari, din care una - cu balcon; 2 odăi mici și coridor fără fereastră. În blocul de alături, ce avea o nișă unde era intrarea în alt beci, era coridor cu două coturi și o fereastră și 6 odăi. Locul de intrare în ambele beciuri a fost schimbat.                                       
"Tunelul Boierului", cu o lungime de cca 90 m, construit din cărămidă arsă, pentru siguranța familiei boierești în caz de război, făcea legătura dreaptă dintre conac și casa de pază a bisericii. Deși pe locul lui nu e nici o construcție, în timpul URSS, chiar de asupra era, din păcate, viceul școlii ce era în clădirea conacului(până în 1980, când s-a construit școala nouă). Tunelul nu mai este accesibil, amândouă intrări fiind blocate. După mărturia bătrânilor, boierul mai avea un tunel, dar locul lui nu e cunoscut.                                       
MOȘIA BOIEREASCĂ(cca 17 ha) urma să fie înconjurată cu zid toată, dar au fost construiți cca 1.3 km de zid, partea dinspre sat; iar cca 0.6 km de hotar a fost îngrădit vremelnic. De altfel, marginea de nord avea să fie un hotar nestatornic. Boierul avea să dăruiască cca 1.3 ha pentru curtea bisericii pe care a construit-o înaintea conacului și a înconjurat locul cu zid de piatră, nalt de 1.5 m și lung de 460 m, din care s-a păstrat un metru. Mai apoi, cam tot atâta loc din moșie ocupau împreună, "Casa Judecătorului"(parcul și școala sanatoriului) și "Casa Primarului Munteanu",(fosta grădiniță), mai sus de care a fost ridicat, din cărămidă arsă, "turnul de apă"(înc. sec. XX). Moșia Boierească era împărțită în: Curtea(2.4 ha), în care era moara cu abur(apoi, oloinița și clubul ars în 1996); Acareturile(2 ha) cu 6 construcții lungi(fostul combinat de bunuri de uz casnic); Parcul Boierului - avea cca 4 ha, din care jumate a fost defrișat parțial, pentru construcția sanatoriului, în 1961, care primii doi ani a fost școală internat. (O parte din castani au rămas); Livezile boierești erau trei, fiind despărțite prin două alei de castan. Livada de mere(2 ha), era la mijloc(parcul nou); livada de prune(1.3 ha) era sus(stadionul) și "livada târzie" sau "a cucoanei" ce o dăruise școlii(2 ha), era pe locul mai multor gospodării actuale. Viile(0.7 ha) erau la vest de livada de prune. Bătrânii își amintesc cum ultima cucoană se plimba prin parc cu câini de rasă, supraveghind situația - vara - pe jos, iarna - cu sania.                                       
MORMÂNTUL ULTIMEI CUCOANE e în partea de sus a parcului, unde era de fapt mijlocul lui, și unde sfârșea zidul de îngrădire a pământului bisericii. Locul(știut cu aproximație), a fost descoperit cu exactitate în urma unei minuni,(ce s-a petrecut când un satean a vrut să îngroape niște gunoi, la nimereală).                                       
Îndată după zidul de jos, în dosul acareturilor, era "VILA LUI IANOVICI" - o construcție mică de cărămidă arsă, ce nu s-a păstrat(str. C.Negruzzi 49).                                      
ALTE MONUMENTE ISTORICE ARHITECTURALE (NAȚIONALE SAU REGIONALE).
BISERICA VECHE, "Soborul Sf. Arhangheli", după cum arată pisania săpată în lemn, este din 1789. Ridicată din bârne și lut, destul de mică și joasă, se aseamănă mult cu o casă veche țărănească, fiind în stare bine păstrată. Prin 1998, tabla veche a acoperișului a fost înlocuită cu alta nouă, din jertvele enoriașilor, sub grija preotului Gurie(ce nu și-a permis acoperirea cu șindrilă). După aceea, biserica a fost sfințită și redeschisă. 
BISERICA NOUĂ, "Adormirea Maicii Domnului" - 1825, reconstrucție 1842-1848 și 1888, are la baza istoriei o legendă. ,,Zidind meșterii în zadar, căci zidul dădea crăpături și trebuia desfăcut, a primit Manolache cuvânt că va putea fi isprăvită construcția numai sub umbra lui, adică, supraveghind toată lucrarea de zidire. Și făcând el așa, zidul nu a mai cedat, calitatea lucrului fiind alta. Ctitorul Manole (Negruzzi), ce în 1817 stăpânea Tîrnova, iar în 1888 a trecut la cele veșnice, a fost înmormântat sub biserică (după unele spuse - sub apsida de nord). Ctitoria boierească, deși destul de mare și naltă, cu pereți de 0.7 m, are o arhitectură modestă. Ferestre mari, altar semicircular și apside laterale ce sprigenă bolta mare semicilindrică. Turnul clopotniței, ce e unul pătrat în secțiune și destul de gros și nalt, se sprigenă pe patru stâlpi zidiți de 1.5m/1.5m. Singura turlă de lemn nu și-a păstrat forma originală(după ultima reparație, cea nouă diferă mult de cea care a fost desfăcută, cedându-i frumusețea celei de-ntâi). Poarta de fier a bisericii s-a păstrat cea originală. În timpul prigoanei sovetice, când biserica nu a fost închisă, au slujit: preotul Gherman și preotul Pavel. 
MONUMENTUL EROILOR PRIMULUI RĂZBOI MONDIAL, care este în cimitirul vechi, e un turn-cruce, de aproape 4 metri, cu 4 fețe-cruci, pe care sunt bătute în piatră, cu litere latinești, numele celor 42 eroi, pe 3 parți și titlu, pe o parte. Monumentul e înconjurat cu gard original, sprigenit pe 8 stâlpi din piatră. Scările de beton au fost turnate mai târziu. 
SPITALUL DE ZEMSTVĂ(după 1871), care a fost construit în afara satului, are trei clădiri vechi, de piatră, a caror pereți sunt în stare bună de rezistență. Fosta terapie(ce a avut mai multe destinații), fiind cea mai mare, arată ca un conac boieresc. Pereți înalți și groși de 0.7m; ferestre și uși nalte, cu arcuri frânte și ornamentate din cărămidă arsă; brâu ornamental de cărămidă, de jur-împrejur, în dreptul tavanului, mai sus de care, în 6 locuri, continuă pereții, formând mansarde triunghiulare cu ferestre rotunde și mari, ornamentate cu cerc din cărămidă arsă. Pereții sunt tencuiți și văruiți; acoperișul cedează definitiv în locul mansardelor, pe când capriorii și corzile, frumos ornamentate sub streșină, pot să mai slujească multe decenii(fiind afectate puțin și doar în procent de zece la sută). 
Construcția de alături, de două ori mai mică, diferă de prima, din punct de vedere arhitectural, prin lipsa mansardelor și cerdacul ornamentat de lemn, ce se sprigenea pe 4 stâlpi, din care au rămas doi. Starea de rezistență este aceeaș. 
Sediul medicului zemstvolog, Vladimir Nicodimovici Simankevici,(apoi a altor medici-șefi), lângă drum, e o construcție mai mică, având un alt stil arhitectural. Piatra pereților, zidită parcă la nimereală, fără rânduri, e cu fața ușor netezită(bătută) din afară; ferestre cu arcuri frânte, ornamentate din cărămidă arsă, ferestre dreptunghiulare-late, înguste și una foarte îngustă. Clădirea e văruită; starea de rezistență e bună; acoperișul, mai rezistă. 
BANCA VECHE (înc. sec. XX), ce a avut și alte destinații publice: "Casa lui Petrescu", în perioada Regatului Român; apoi, bloc a 4 familii și cămin al elevilor de la școala profesională, a fost așezată, practic în fața gării, ca un concurent arhitectural, pentru alcătuirea unui mic complex. Aceasta, destul de mare și cu elemente arhitecturale, arată și ea ca un conac: Pereți groși de piatră zidită în rânduri drepte, și cu fața de din afară a pietrei nebătută și ieșită; ferestre largi, cu arcuri frânte și ornamentate cu cărămidă arsă; ornamente din piatră la cornuri și în celelalte părți ale ferestrelor; pridvor de piatră, cu stâlpi zidiți. Clădirea e văruită; starea de rezistență e nesatisfăcătoare; pridvorul se desface; acoperișul mai rezistă. 
ȘCOALA MOLDOVENEASCĂ sau "școala de băieți"(în timpul Regatului Român; apoi - grădiniță și apoi - sediul baptiștilor) e tot de la înc. sec. XX fiind zidită de boierul care a plantat la vale de ea un parc mic, defrișat în totalitate pentru construcția școlii din 1980. Lângă drum era o fântână de la boier, ce a fost acoperită pentru lărgirea drumului. Pereți construcției sunt nalți și medii, din piatră tăiată din 5 părti, iar din afară - ieșită mult și zidită în rânduri paralele-regulate; ferestre late și înguste. Ultimii deținători au anulat majoritatea din cele 3 odăi mari și 3 mici, printre care era un coridor îngust, cu două coturi și o fereastră. Starea de rezistență e bună; acoperișul e înnoit.  
GARA FEROVIARĂ(înc. sec. XX), toată din cărămidă arsă, cu două fețe și mai multe feluri de ornamente reliefate și mozaicale, împreună cu cele 3 case locative din preajmă(din piatră, granit și cărămidă), și cele auxiliare vechi - 3 mici, în parcul mic al gării și rămășițele depozitelor subterane, alcătuiește un întreg complex arhitectural. În perioada Regatului Român toate construcțiile feroviare, și chiar gara, pe jumate, erau "cazarme" ale ostașilor sau jandarmilor.
ALTE CONSTRUCȚII ISTORICE (care nu s-au păstrat). 
DRUMURILE PAVATE(cu granit și piatră) erau: unul de la biserica veche până la cea nouă, prin fața conacului, unul - de la conac până la "Poarta cu Arc", în dreptul școlii actuale și, cel lung - de la conac până la gară și "Piața Sf. țar Nicolae", și mai sus, până la vechea și principala trecere peste calea ferată. Pe acesta au fost: hotelul, punctul medical, of. poștal, cantina publică... "Arcele de Poartă" erau: unul - pe unde se intra din curtea boierească la acareturi; unul - "al slugelor", pe sub care se intra unde erau acareturile(poarta combinatului) și, altul - unde sfârșea drumul pavat(str. M. Eminescu cu I.I. Mahu), care loc era "Poarta Satului". Acestea erau asemănătoare, toate fiind din cărămidă arsă și pe stâlpi de piatră. Au rămas, înnoiți altadată cu beton, doar pilonii arcelor de la curte.
CASA PAROHIALĂ, apoi, biblioteca școlară, era în fața bisericii. ȘCOALA RUSEASCĂ sau "școala de fete"(în perioada Regatului Român), care era pe temelia grajdului boierului, pentru caii celor ce veneau la moară, era mai jos de cea actuală, și avea (în afară de cancelarie) 12 săli de clasă și cea sportivă. A fost demolată în 1980, iar pe locul fostului stadion e curtea din fața școlii noi, pentru care terenul a fost lărgit cu 4 gospodării(stadionul actual fiind pe locul a două din ele, iar de la cea de jos rămânând beciul și o fântână seacă). La vale de școala rusă era un cămin(o casă țărănească demolată), iar cantina școlară era mai la vale de actuala primărie. 
PRIMĂRIA VECHE care a fost postul de jandarmi și sediul poliției, apoi, Consiliul Raional și grădiniță, era o clădire mare(de lampac), aproape de noua trecere peste calea ferată, având coridor în formă de cruce și 9 încăperi. A fost demolată în 2021. 
Unde era PIAȚA ROMÂNEASCĂ, a fost mai apoi: Casa de Deservire Socială("Dom-Bâta", demolată), un bloc mare locativ cu 2 niveluri, și o gospodărie țărănească.
ALTELE. 
"Clopotele de la mănăstirea Rudi", cum spun bătrânii, au fost îngropate într-un beci năruit, de pe teritoriul școlii profesionale (între școala nouă și turnurile de apă). Judecătoria(str. Ștefan Vodă 25); brutăria(str. V. Alecsandri 21) ș.a. edificii/construcții au fost în sat. Din cele de după 1945, destul de multe, deși noi, o parte au fost demolate.
1)Spitalul de zemstva - dupa 1875; 2 constr. Arhit. Istor. categ. National. 2)Banca veche - inc. sec. 20. Arhit. categ. National. 3) Complexul garii feroviare(5 cladiri si ramasitele depozitului de carbuni) - inc. sec. 20. Arhit. categ. National. 4)Monum eroilor 1 razboi mondial(in cimitir) - perioada interbelica. Arhit. categ. Regional. 5)Scoala moldoveneasca("de baieti") - inc. sec. 20. Arhit. categ. Regional. Beciu boieresc "de jos" - sfars. sec. 19. Arheol. categ. Regional.(rezistenta medie. Stare delasata).  

## Galerie de imagini

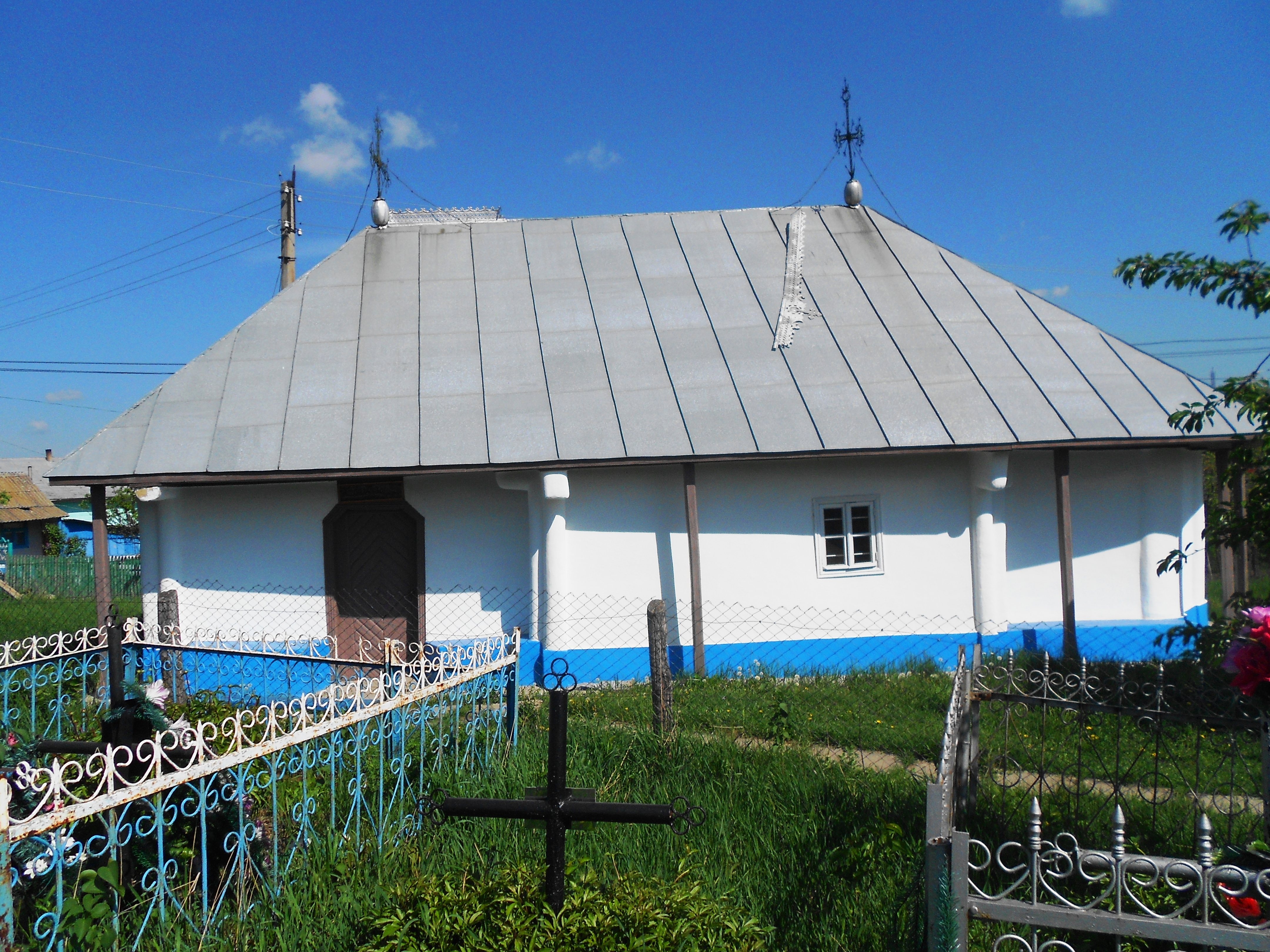
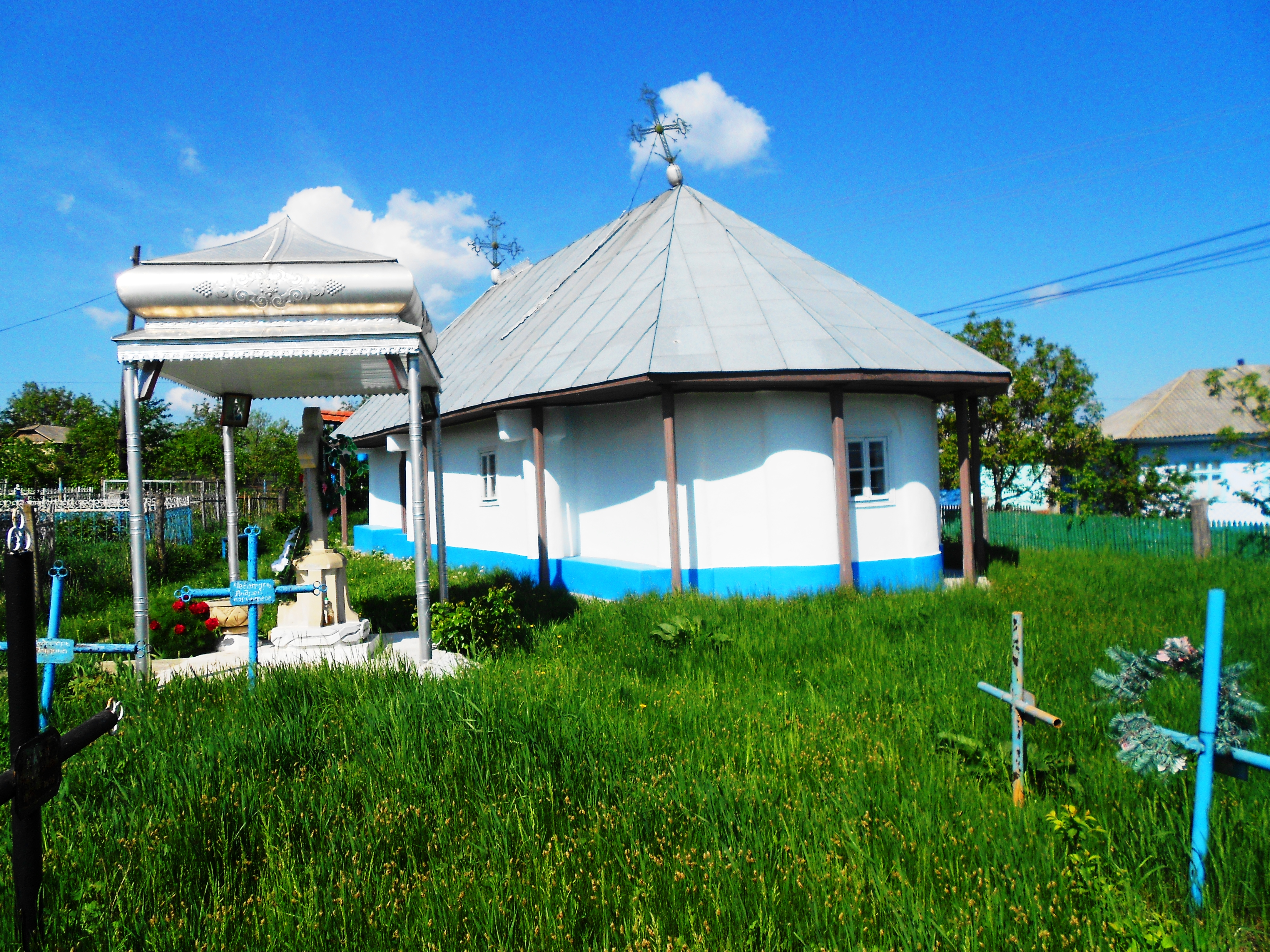
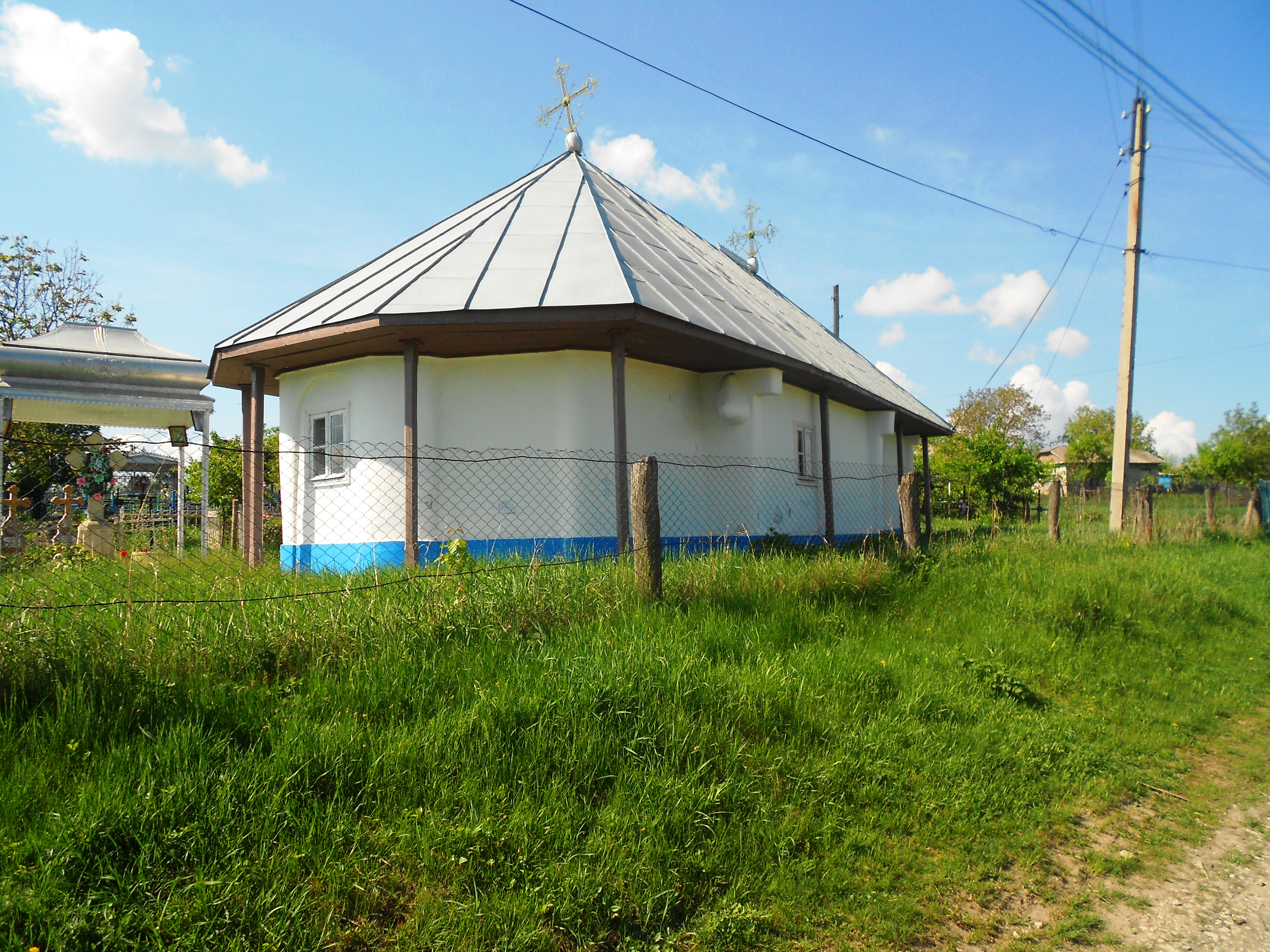
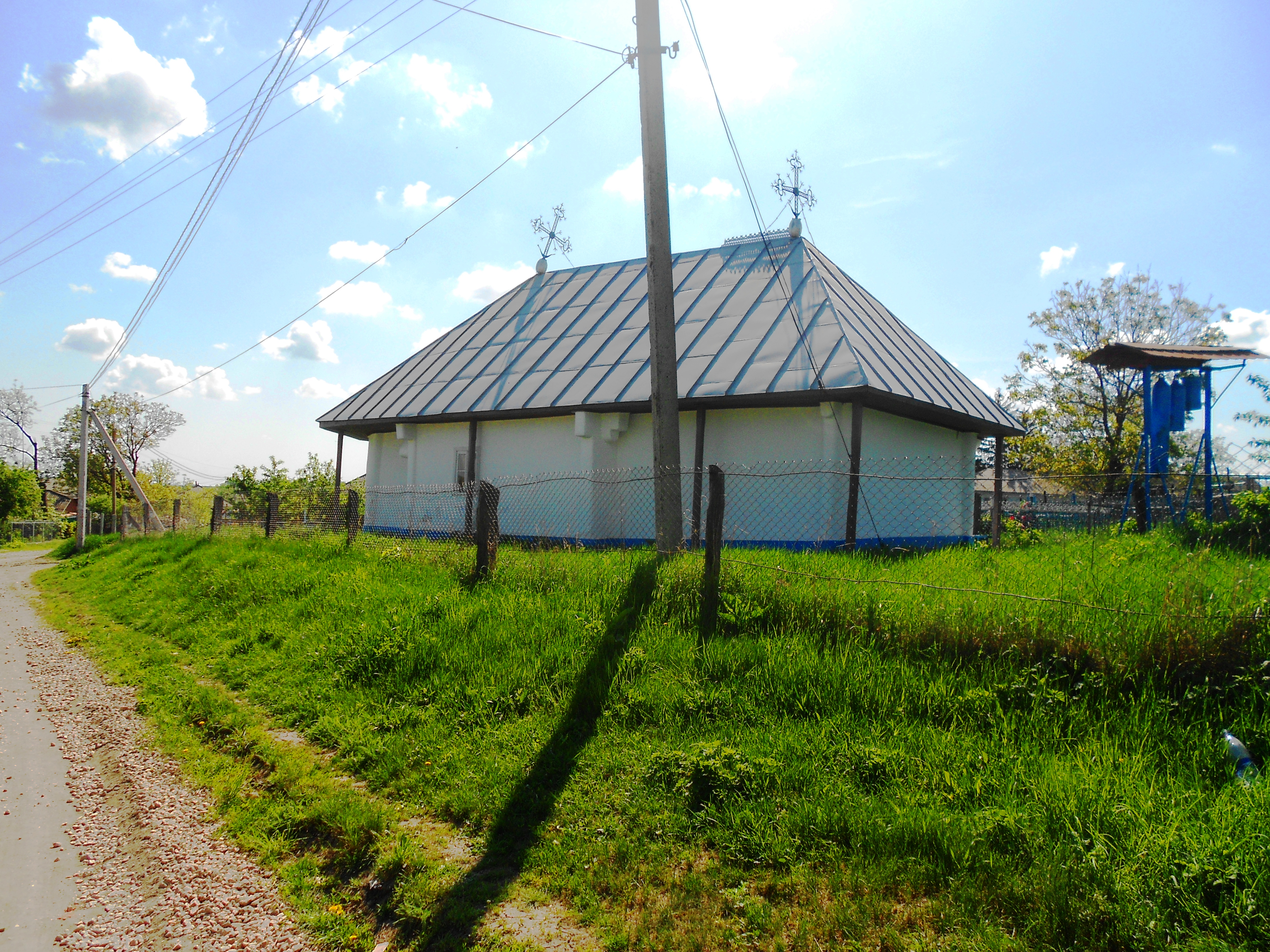

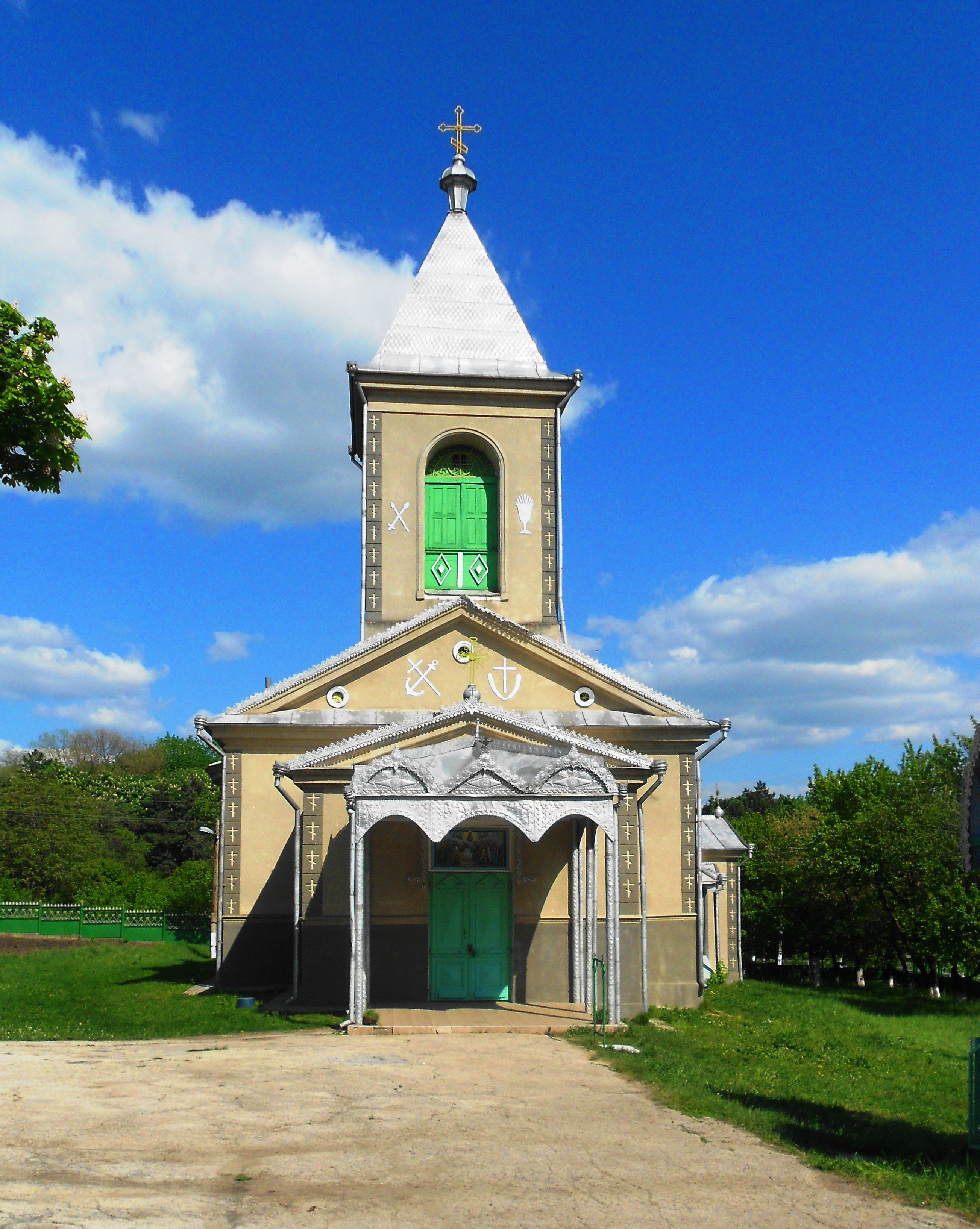
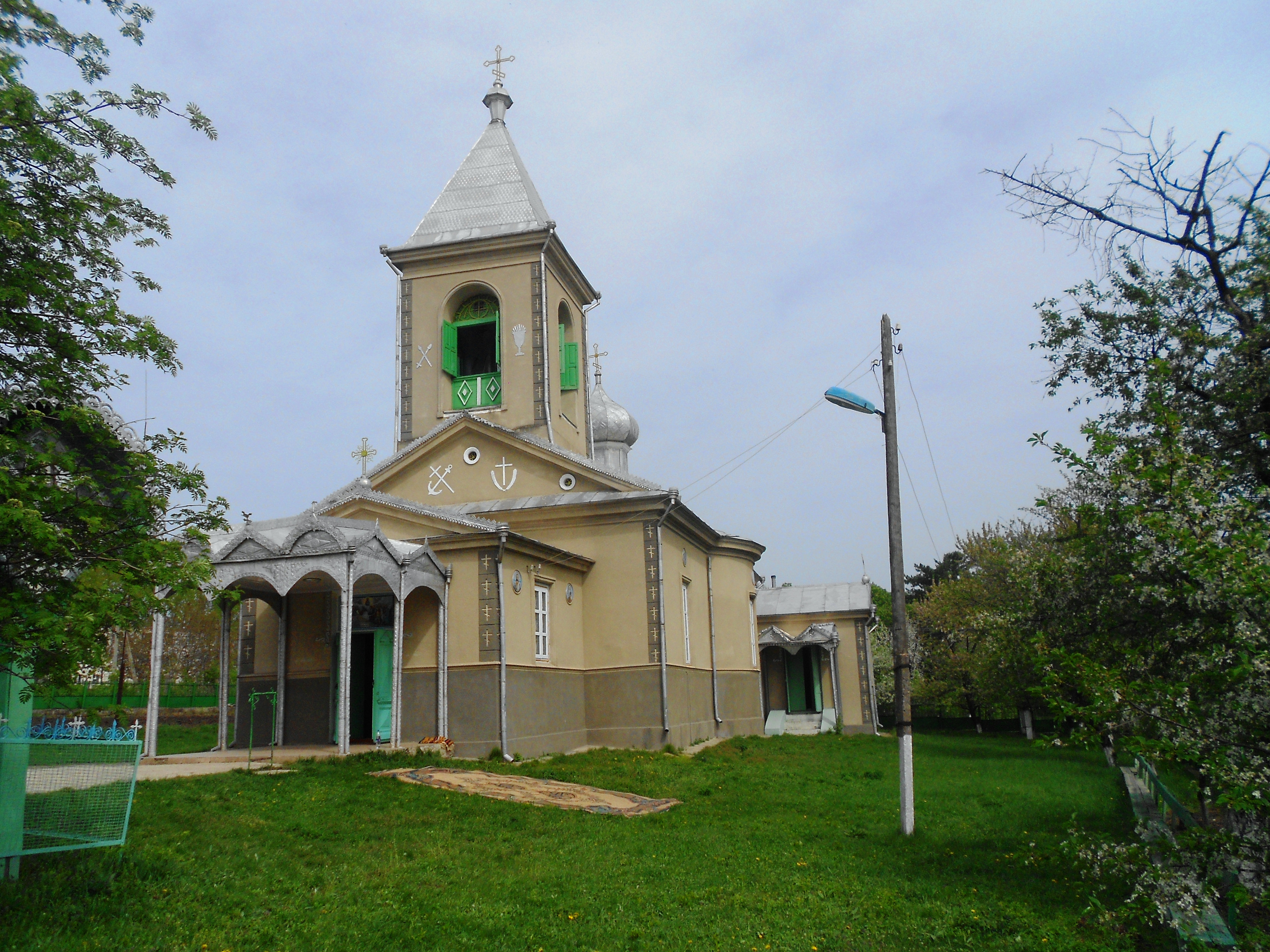
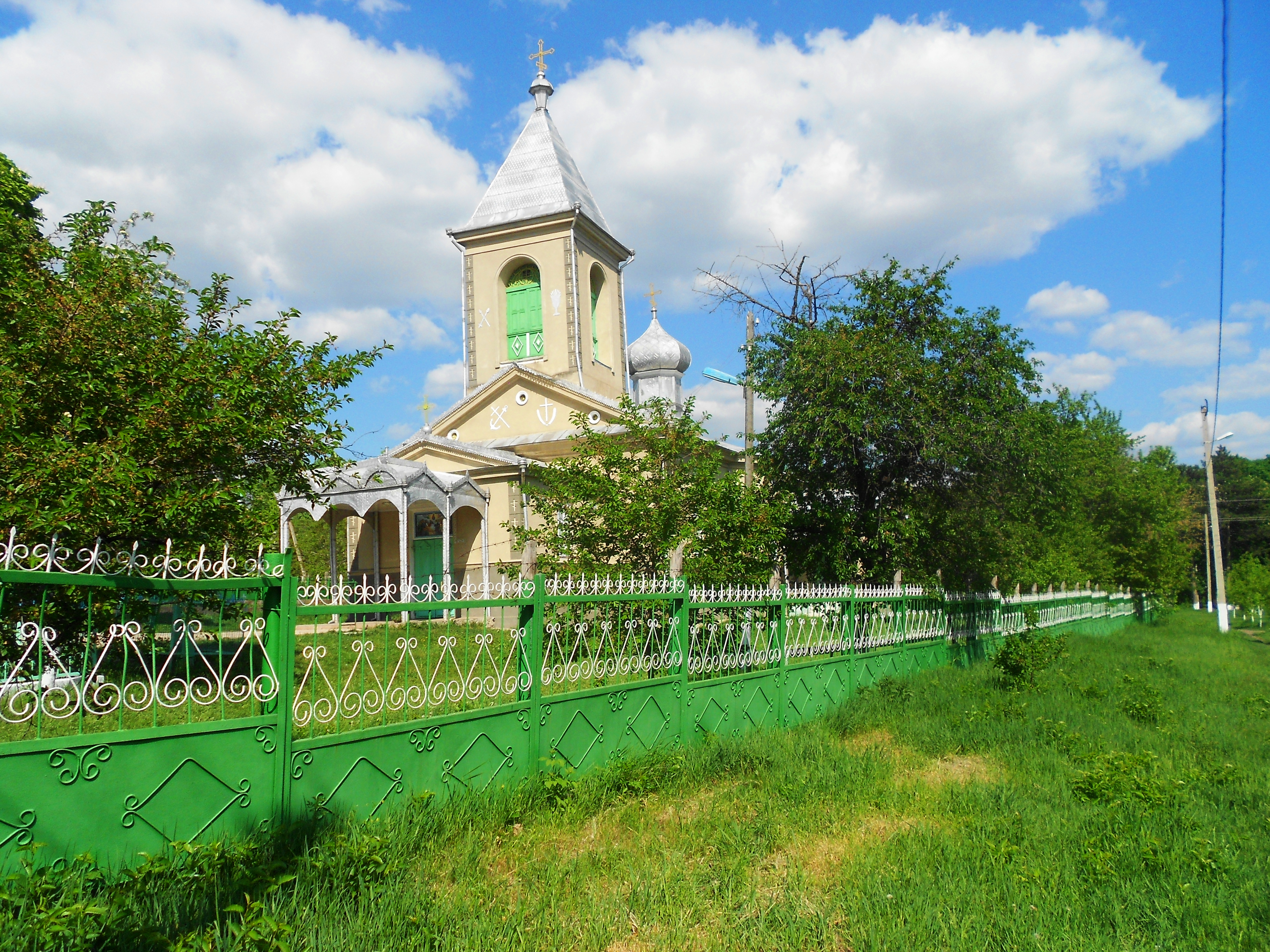
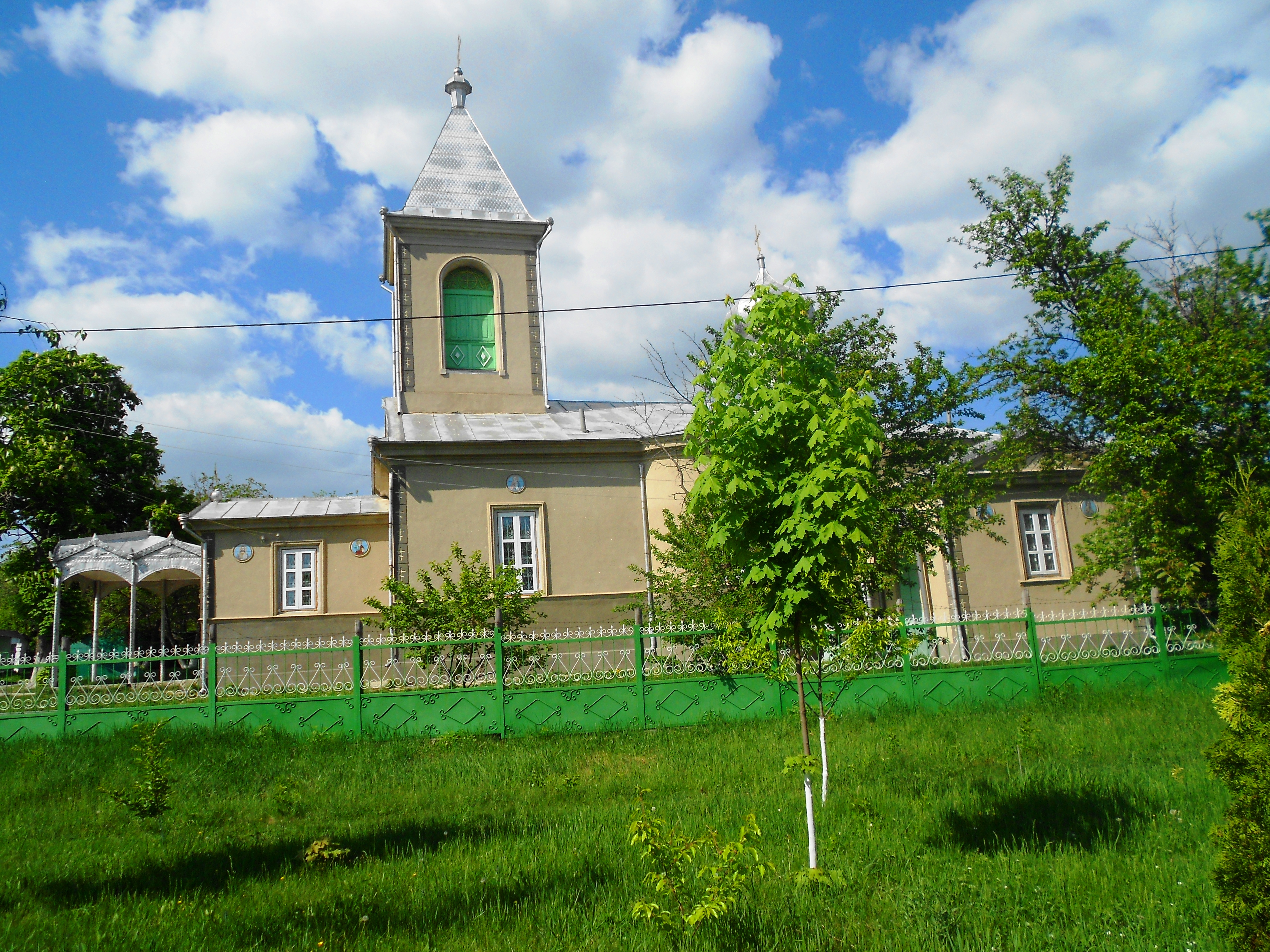

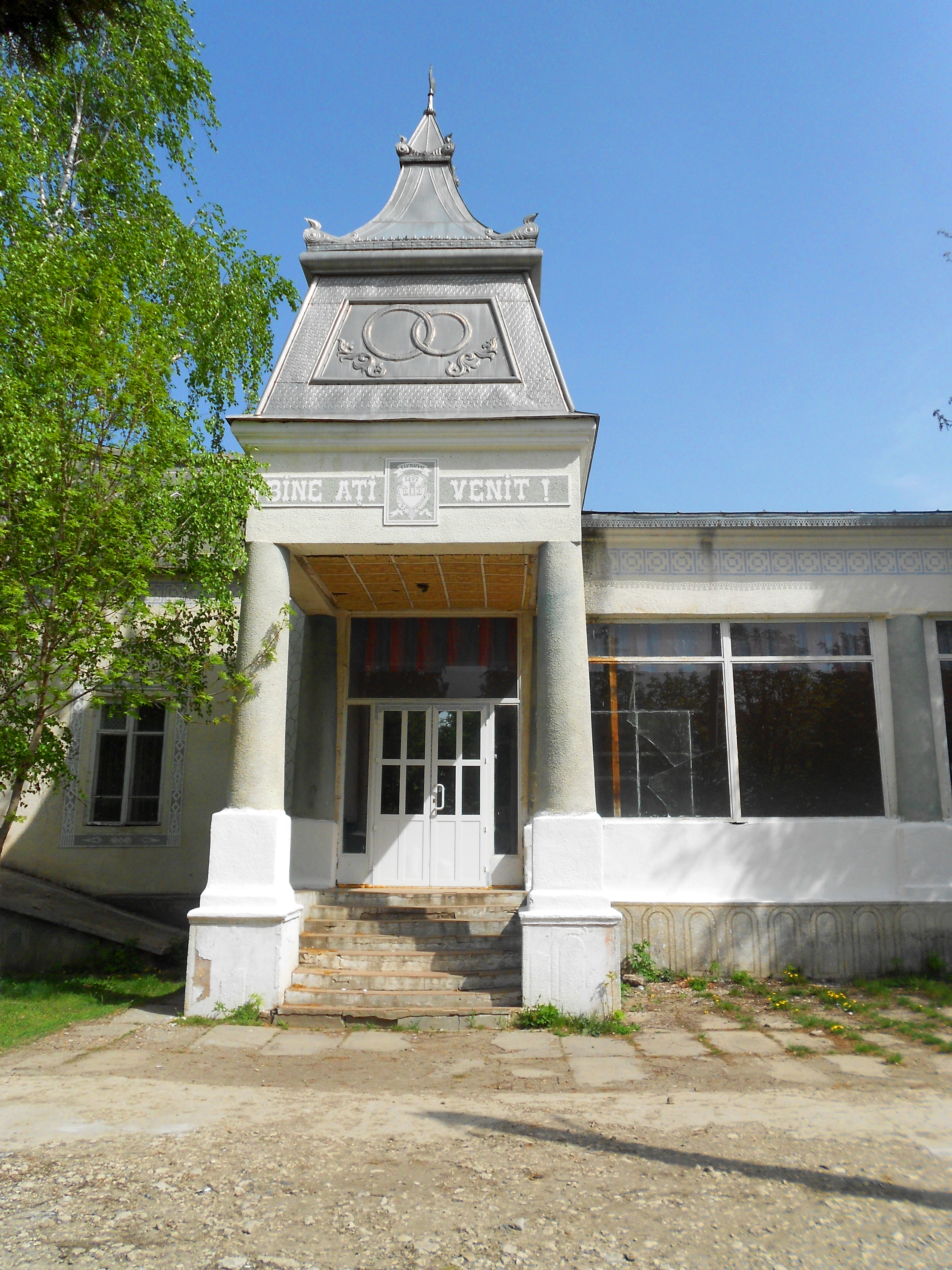
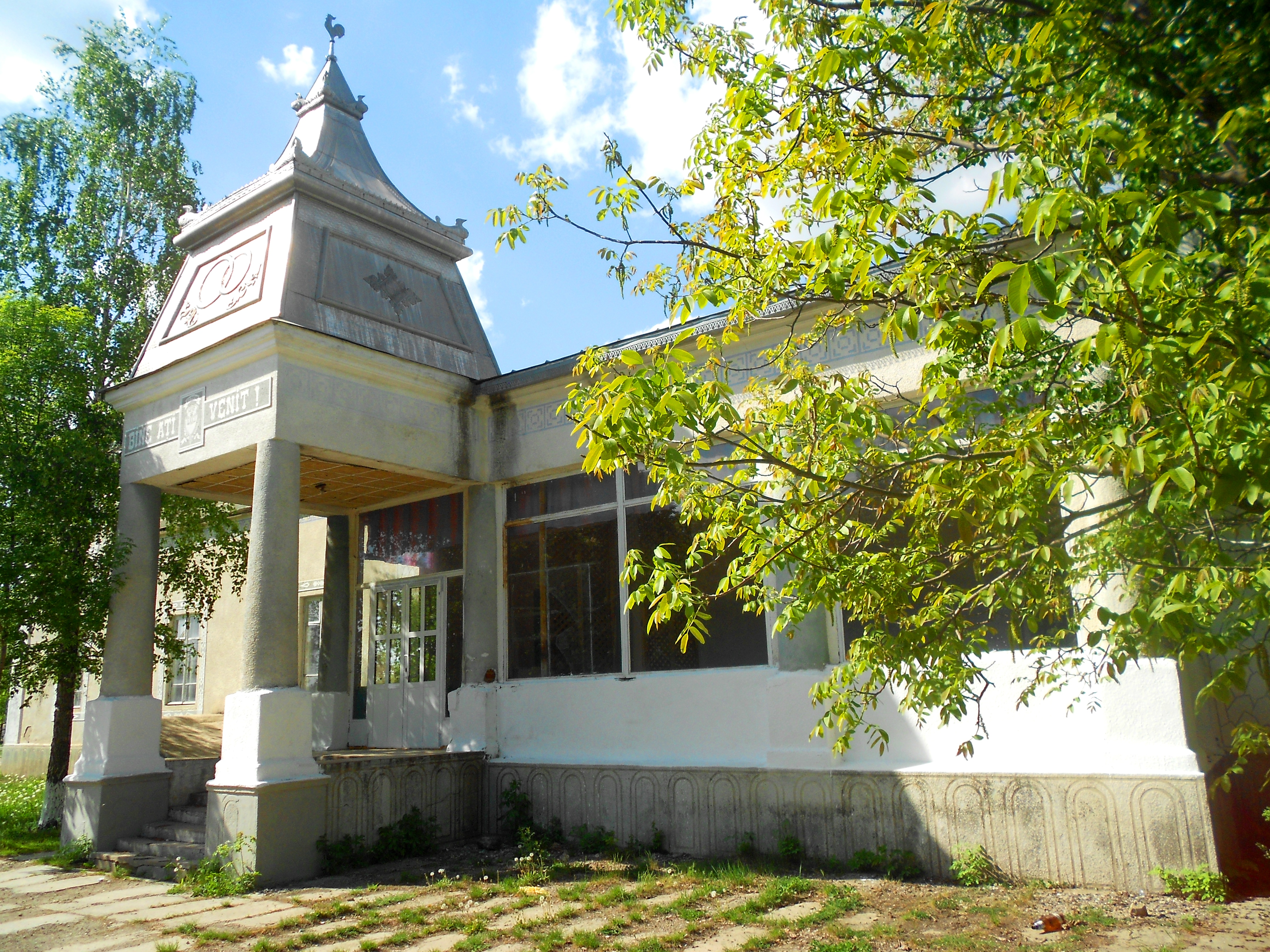
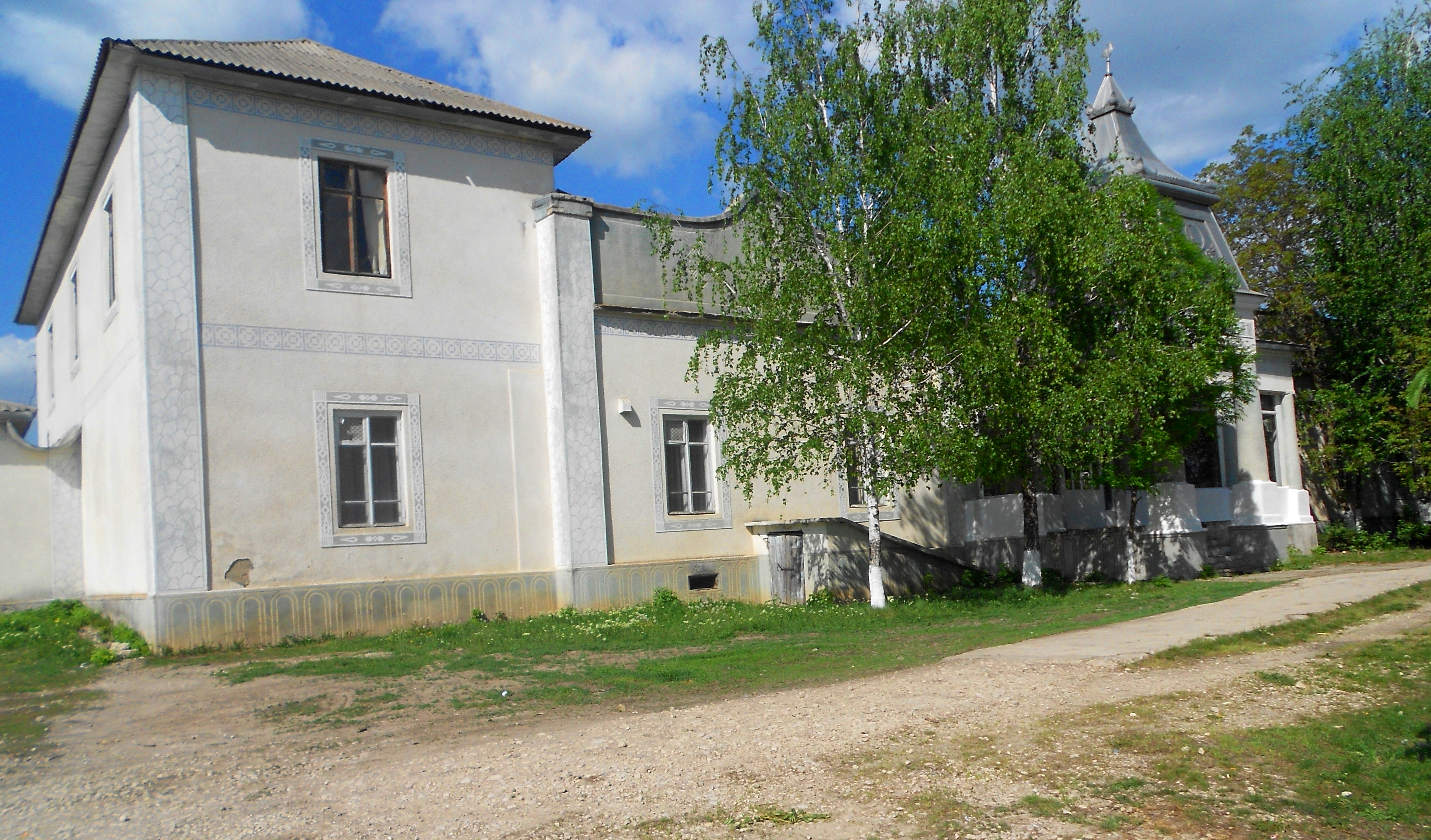
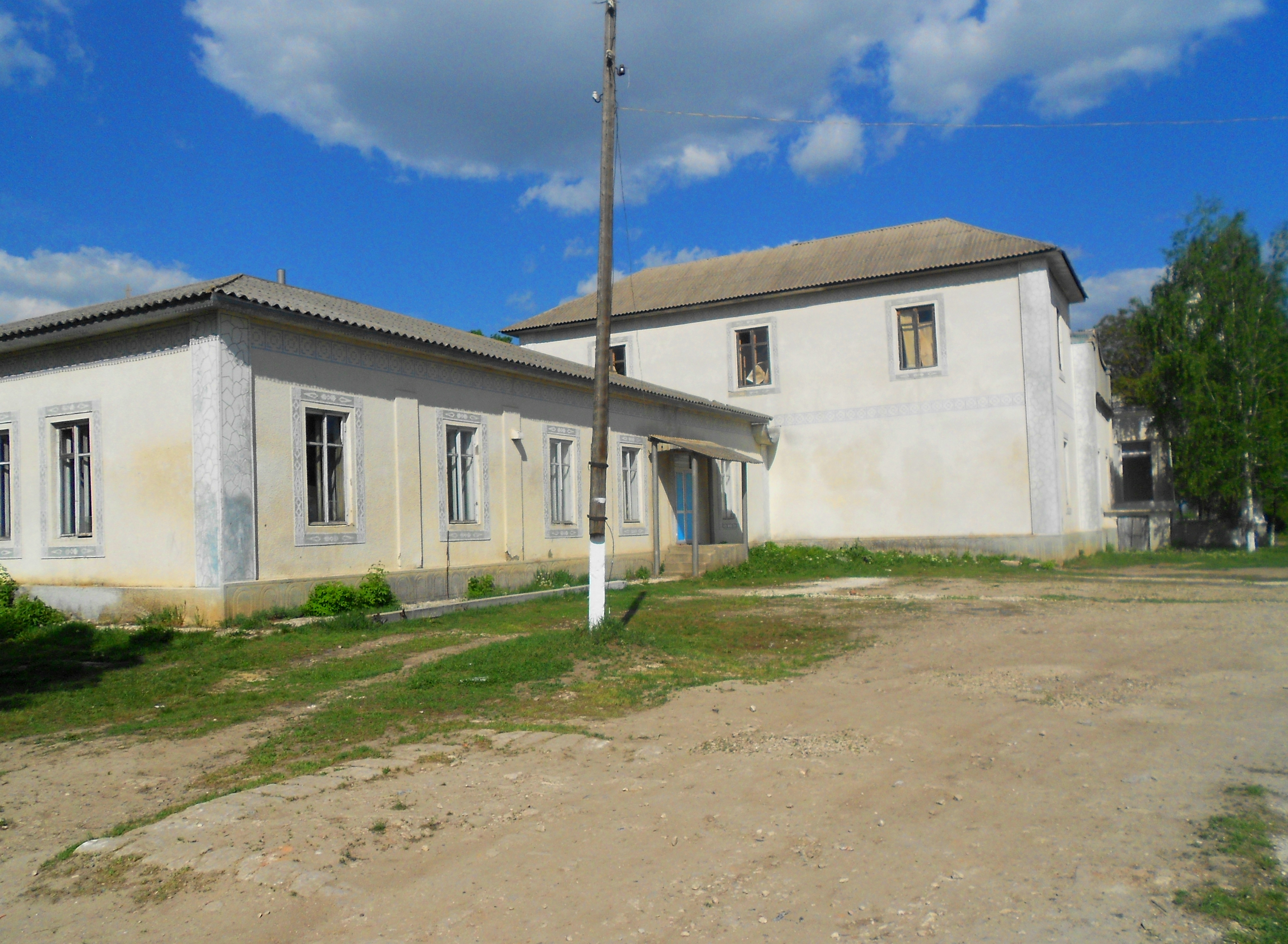

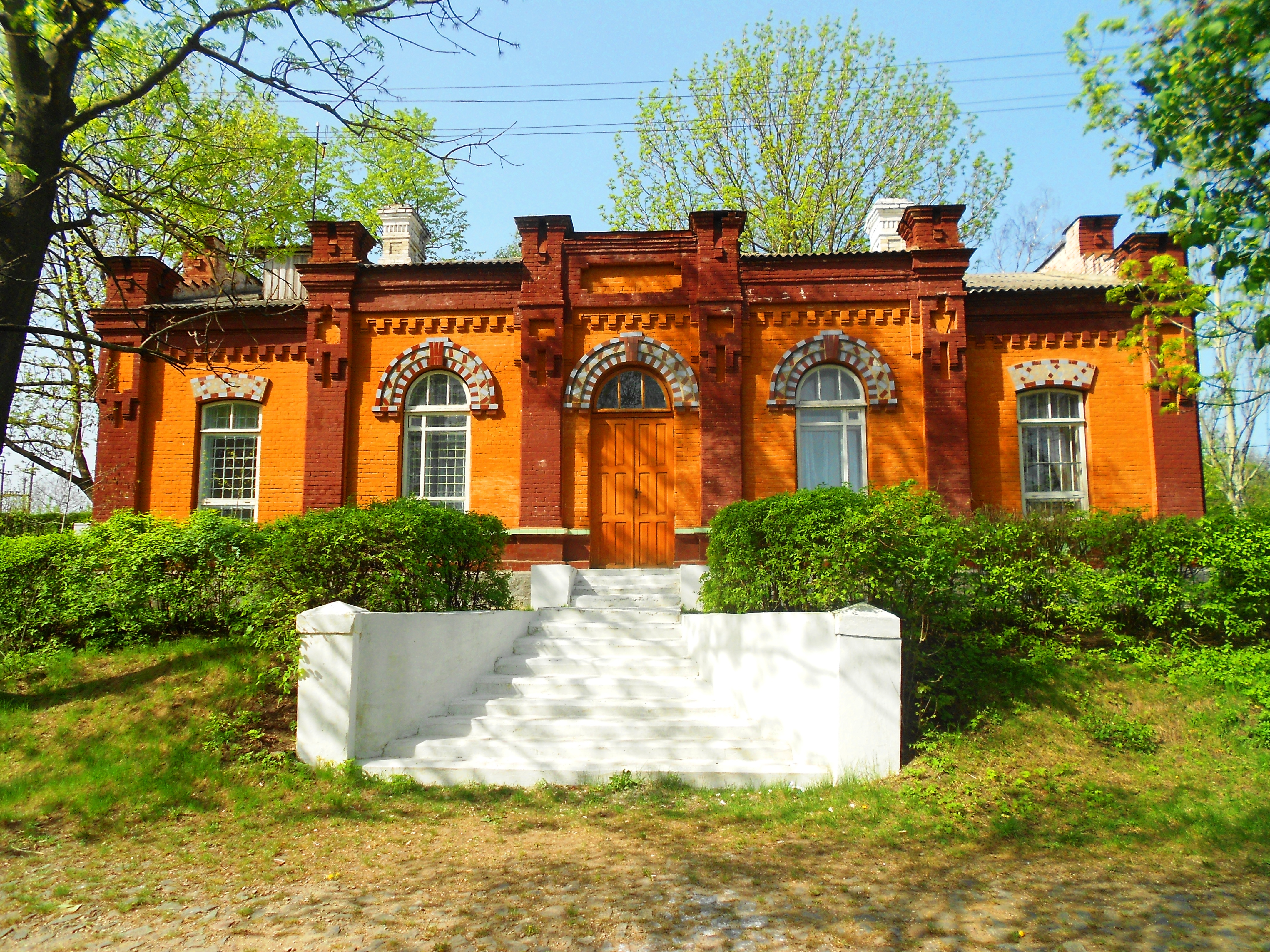
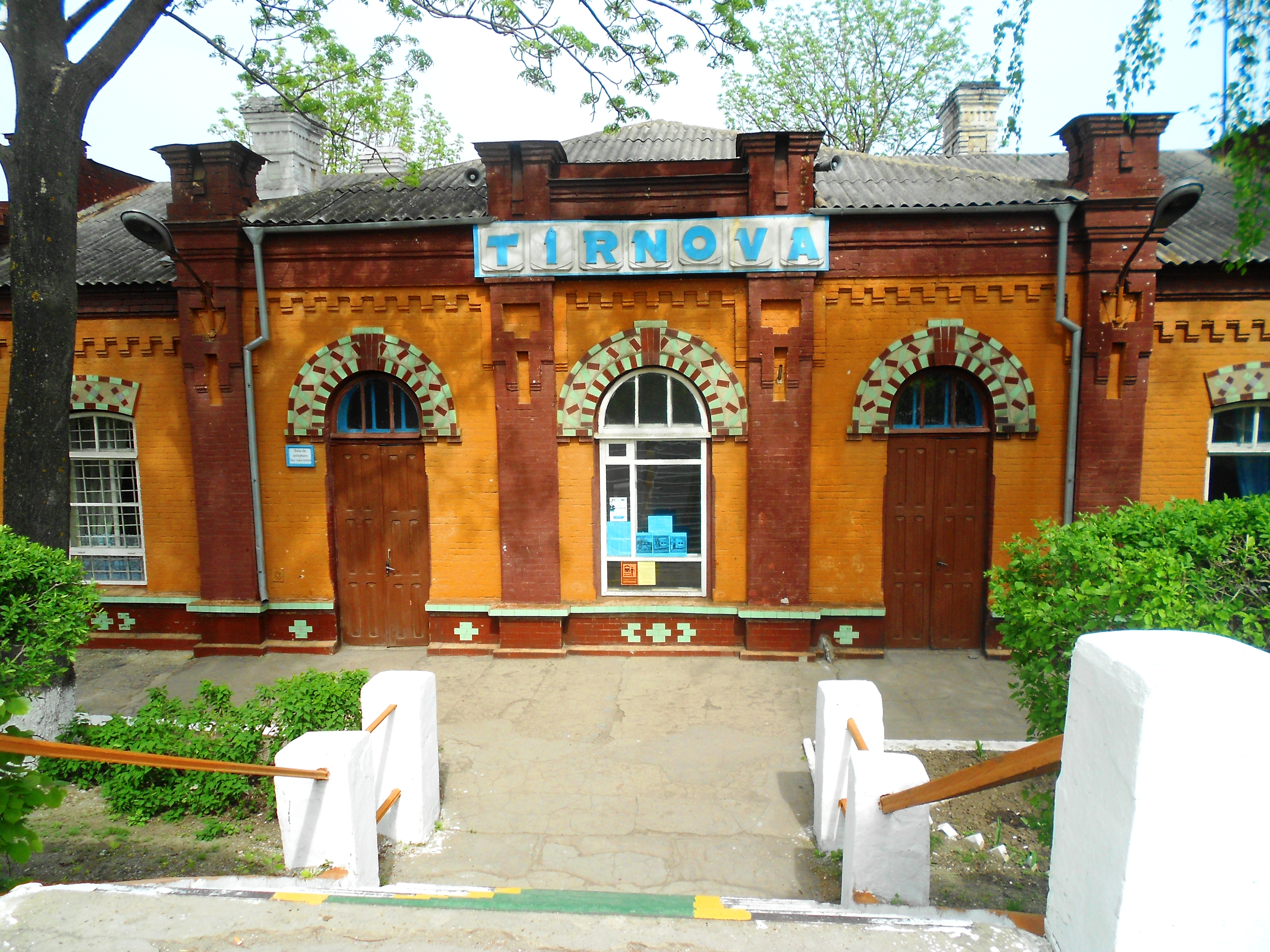
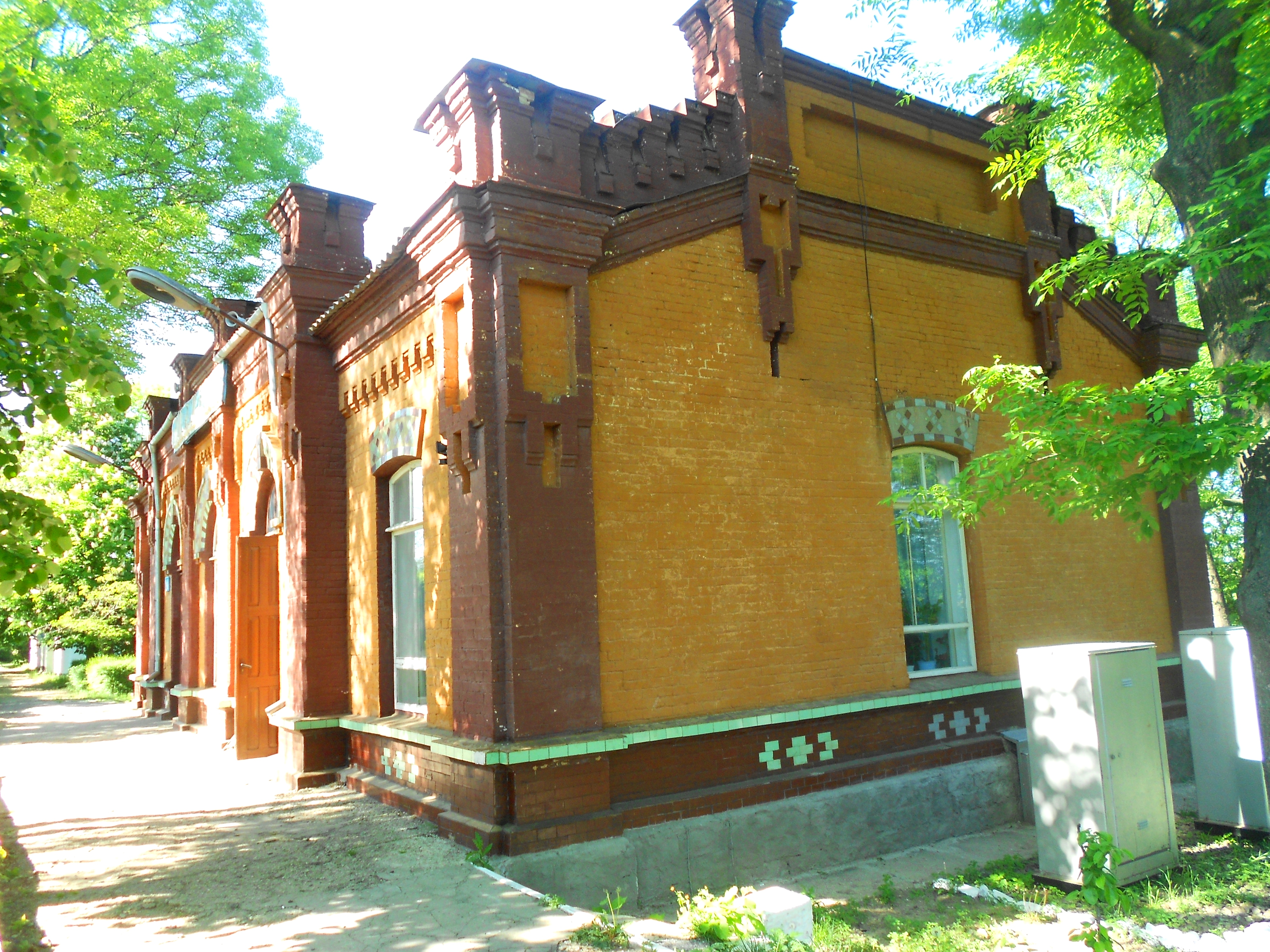
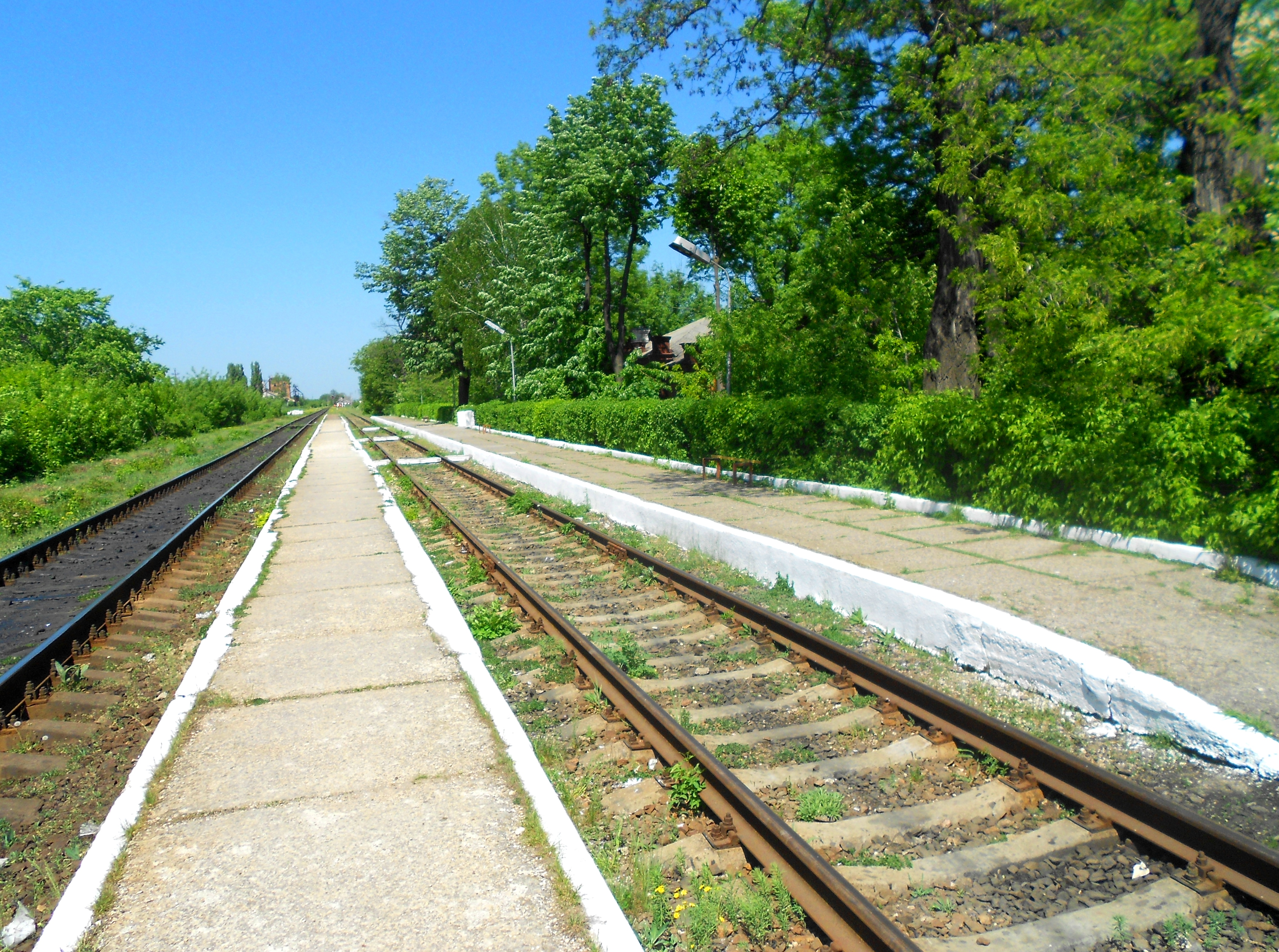

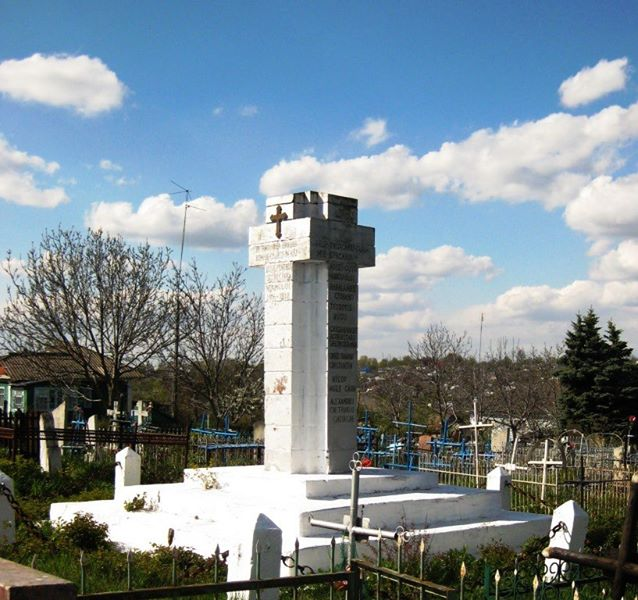
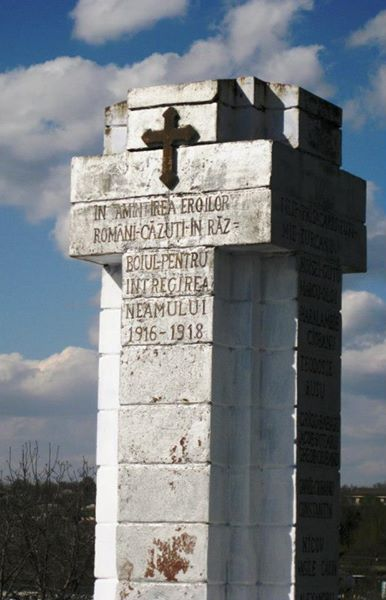
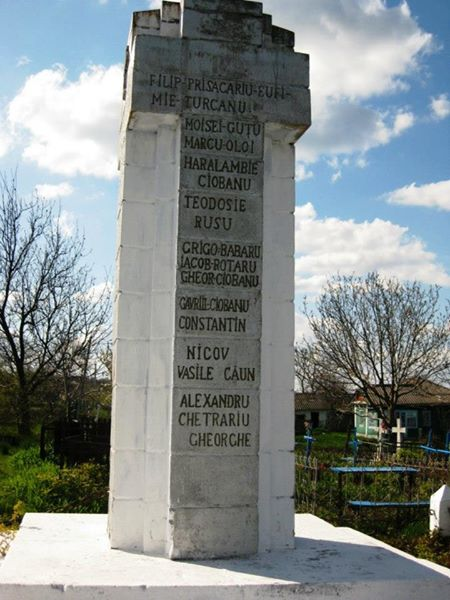
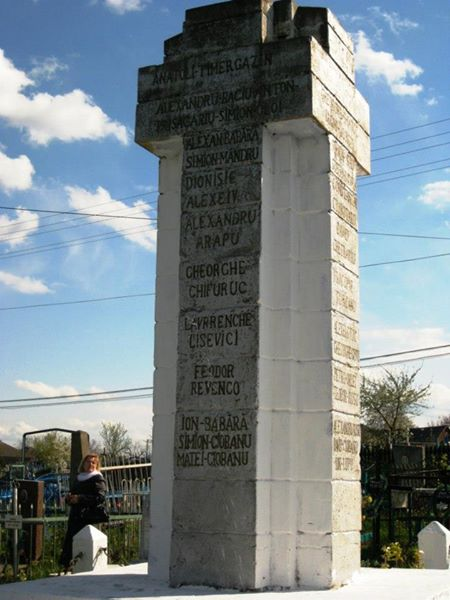

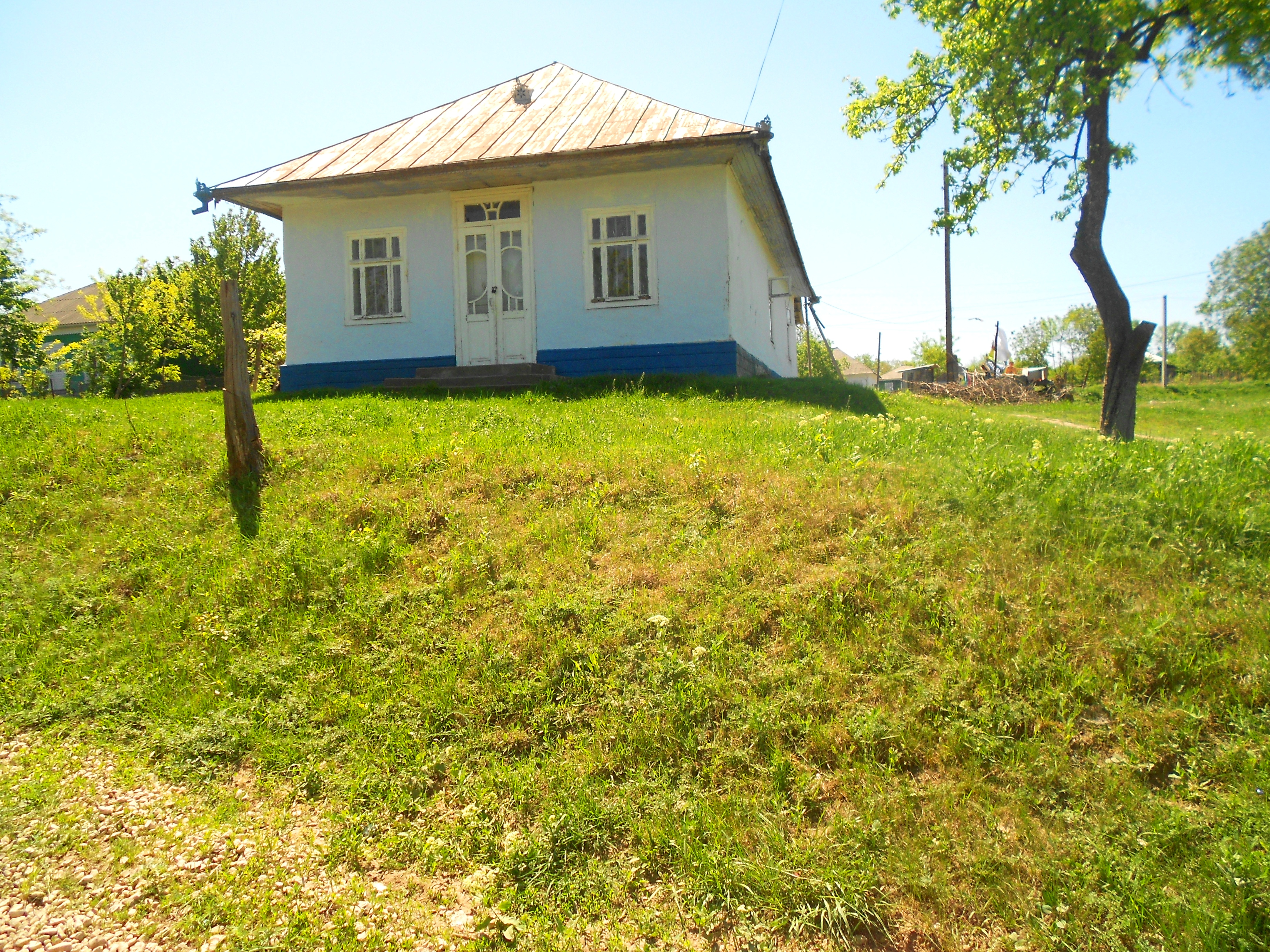
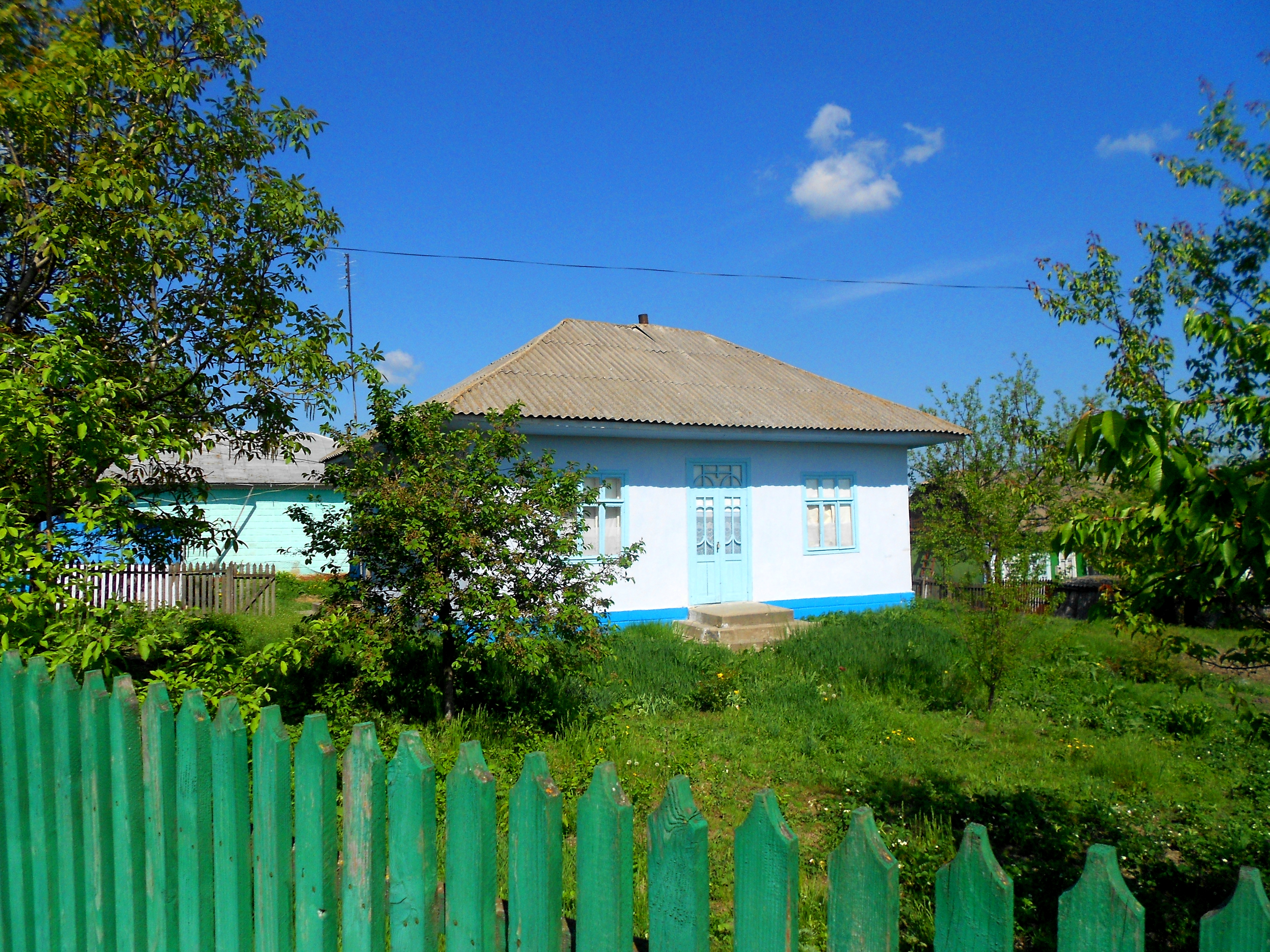
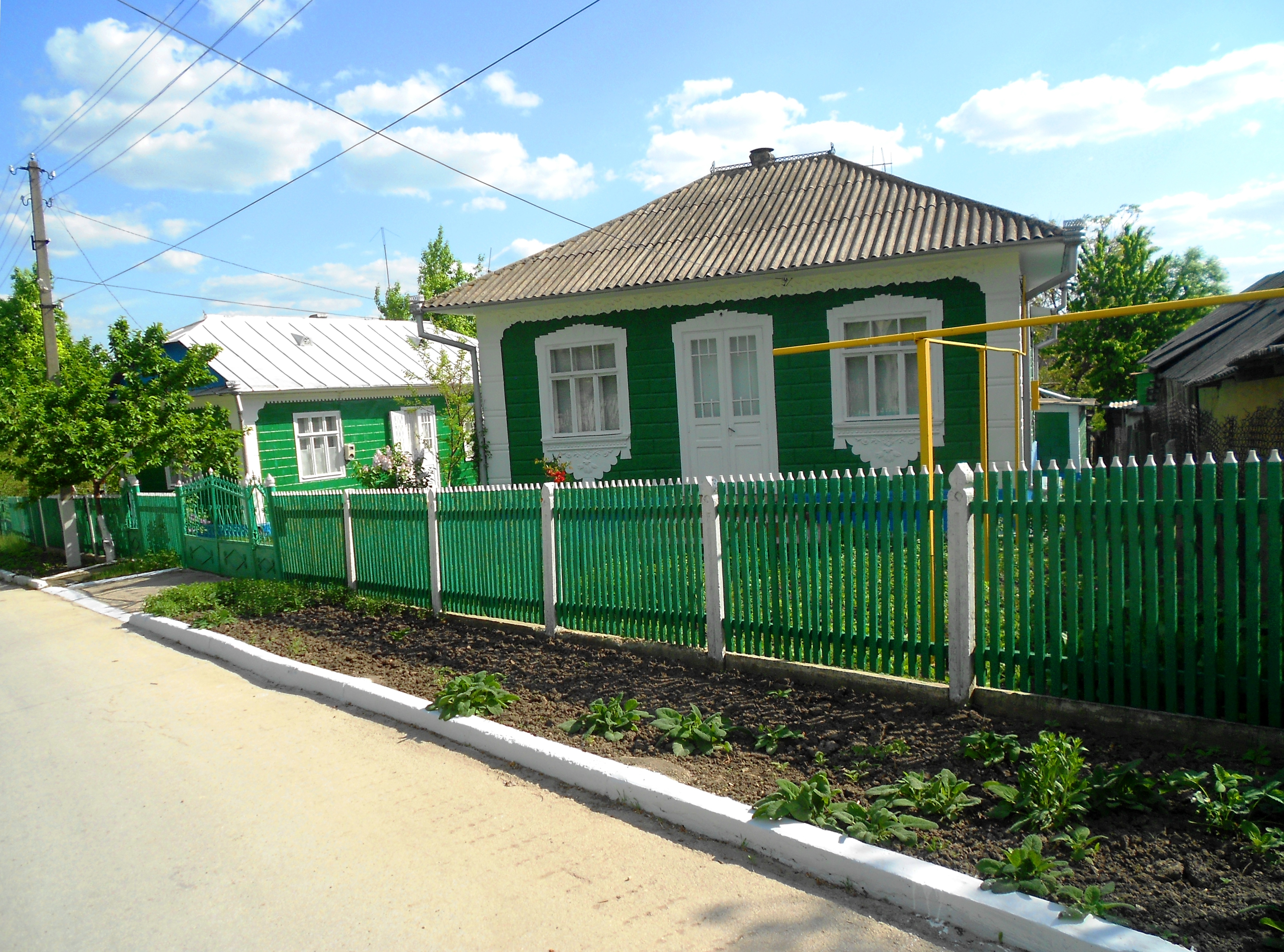
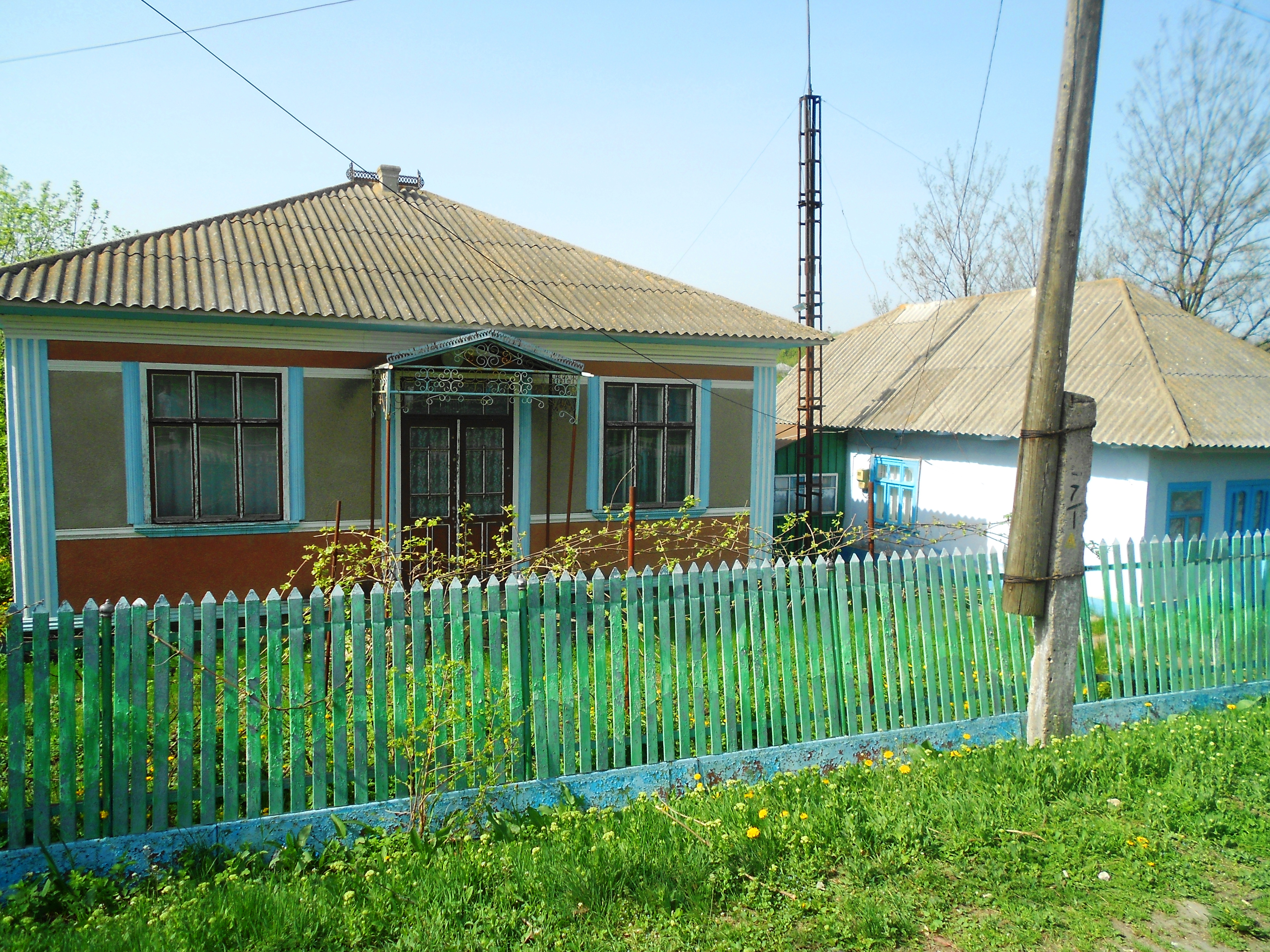
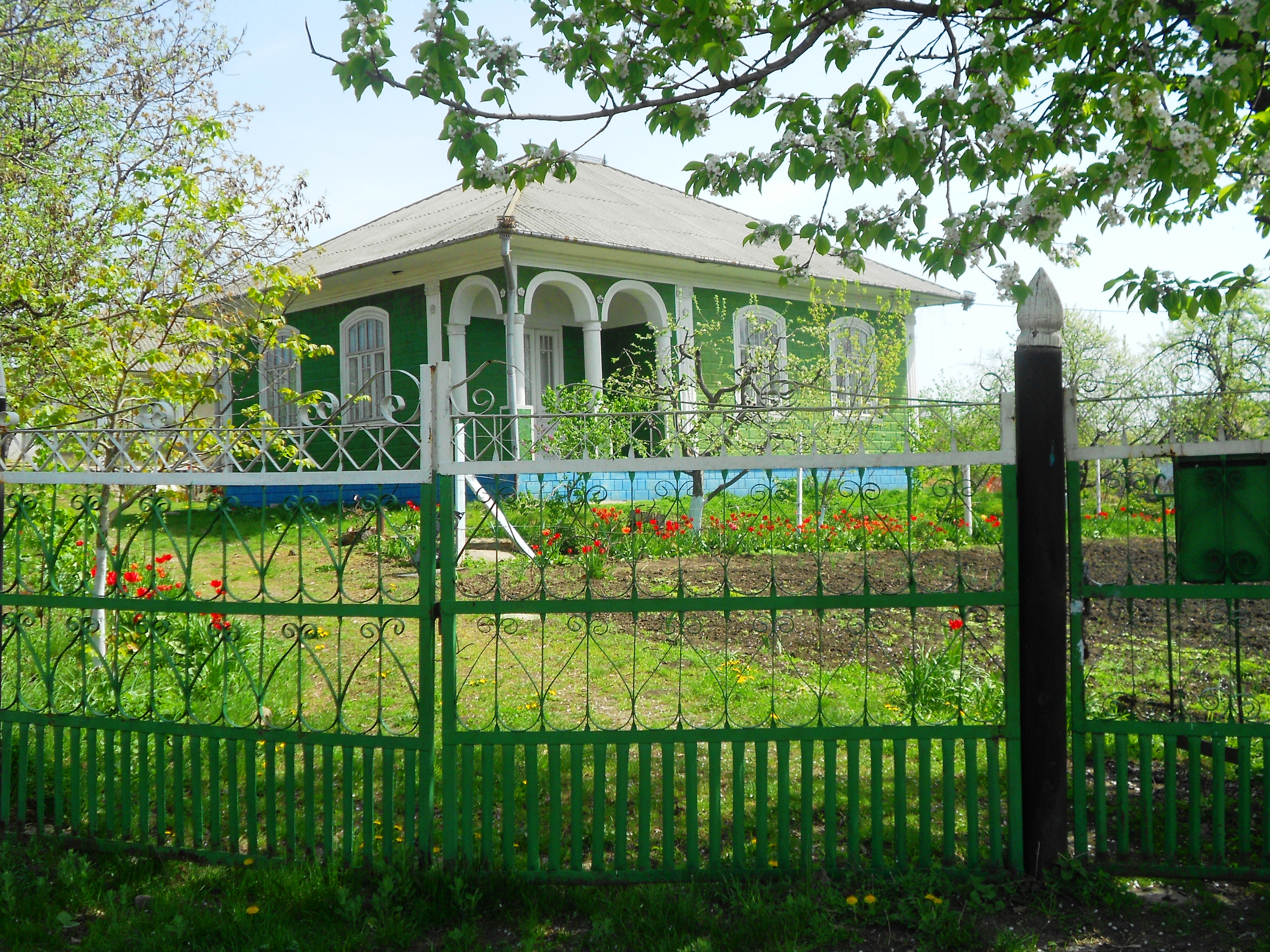
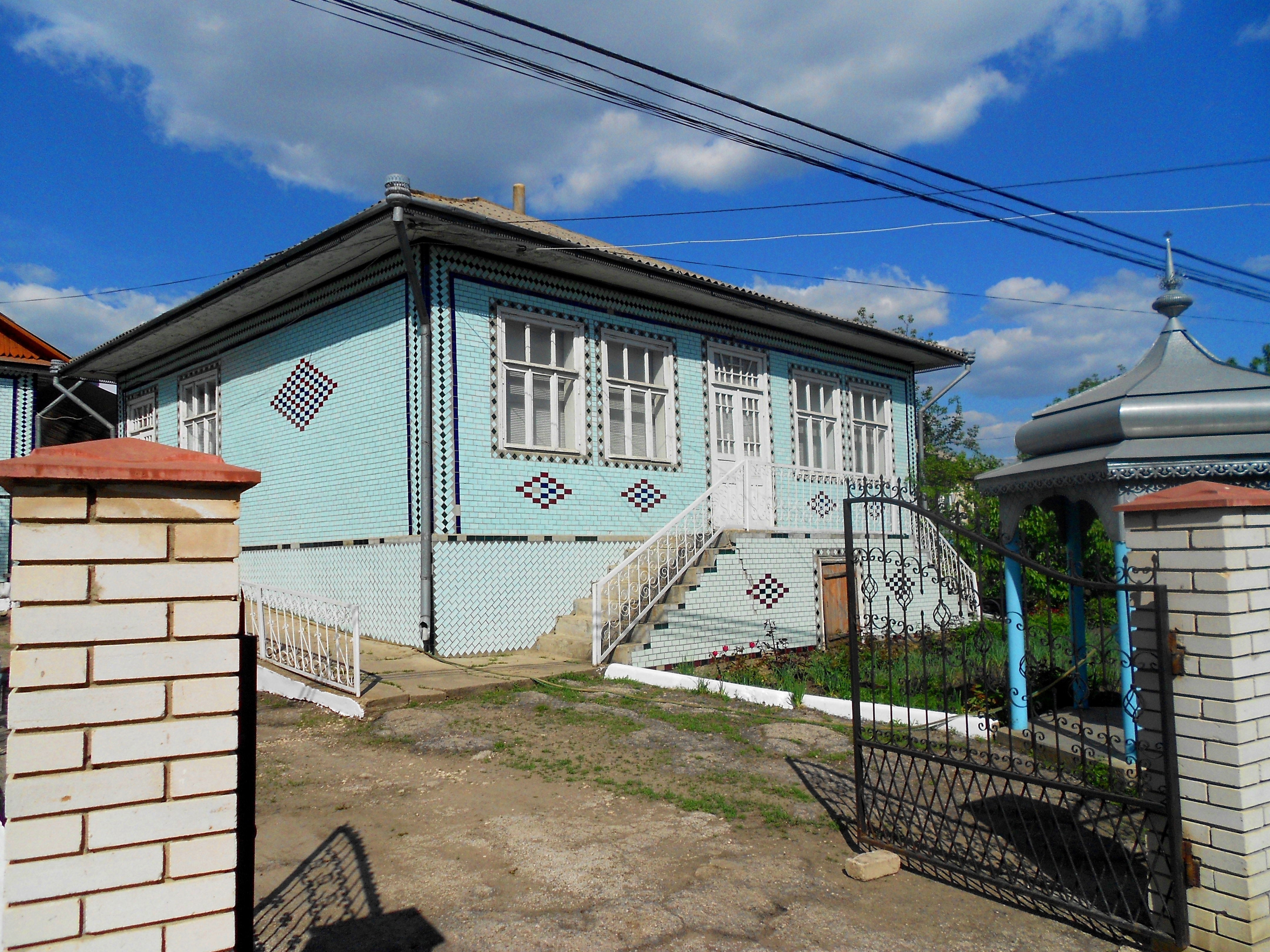
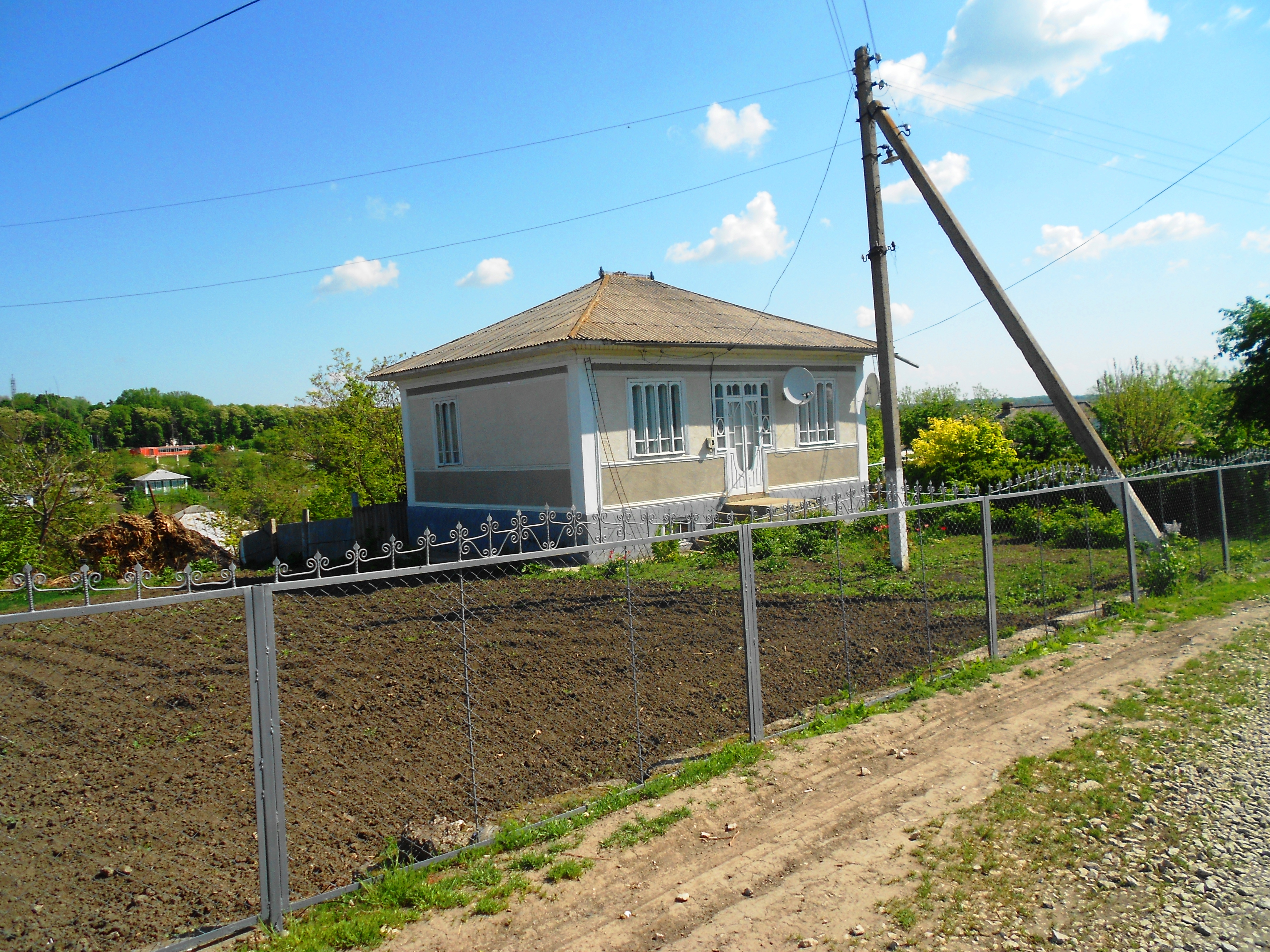
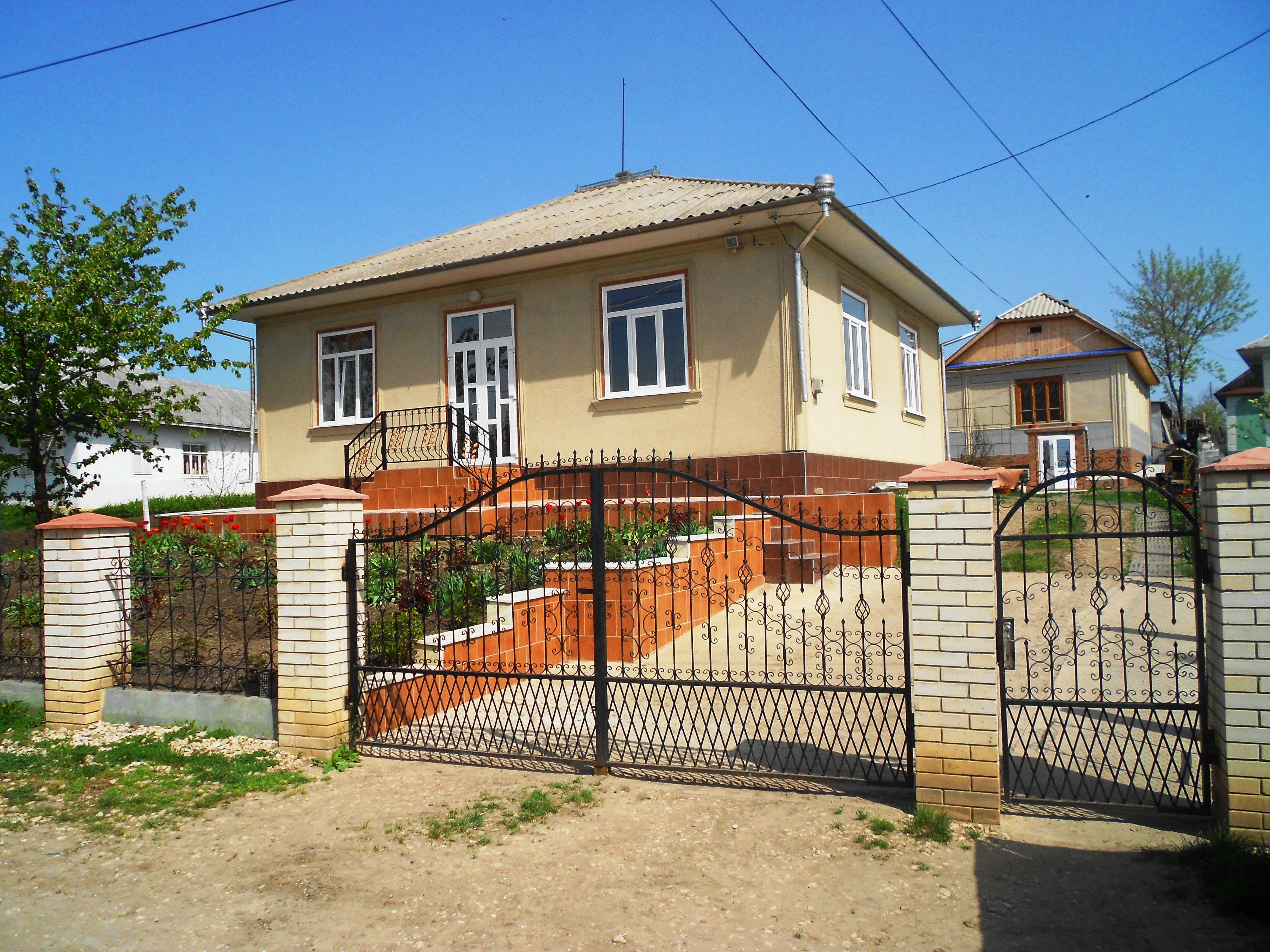
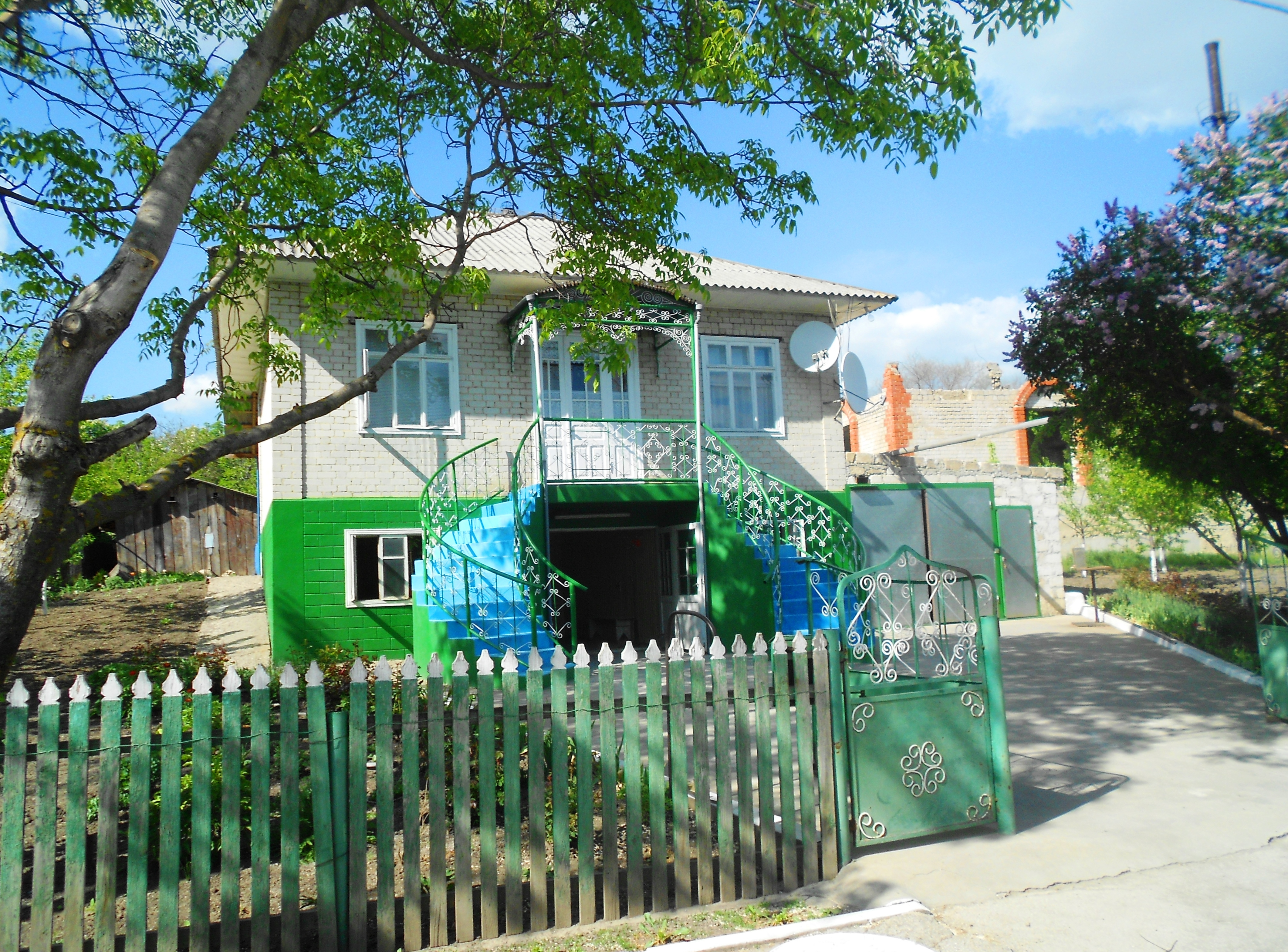
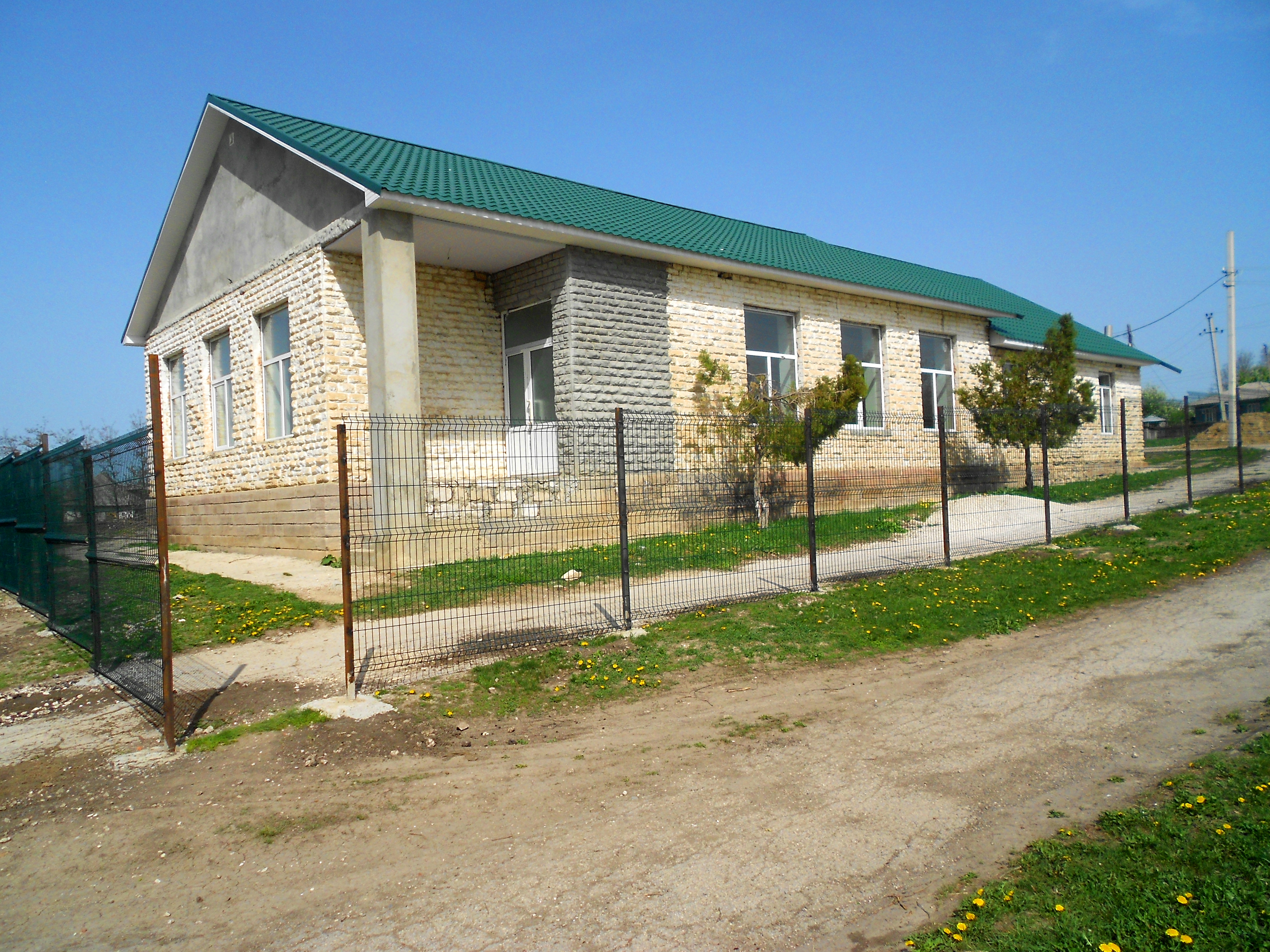

Biserica „Sfântul Arhanghel Mihail” din localitate, monument ocrotit de stat.
Biserica „Adormirea Maicii Domnului” din localitate, monument ocrotit de stat.
Conacul lui Manolache Negruzzi
Stația feroviară din Tîrnova, monument ocrotit de stat.
Memorial al consătenilor căzuți în Primul Război Mondial.
Arhitectura caselor de locuit

## Personalități
- Eufrosinia Cuza (1856–1910), cântăreață rusă de operă.
- Ion Mahu (1922–?), veteran de război, academician și pedagog moldovean.
- Mihail Șleahtițchi (n. 1956), profesor universitar și politician moldovean.

## Veziși
- Conacul lui Manolache Negruzzi
- Plasa Târnova
- Raionul Tîrnova